# Sigmund Freud
Vous lisez un « article de qualité » labellisé en 2011.
« Freud » redirige ici. Pour les autres significations, voir Freud (homonymie).
Sigmund Freud (né Sigismund Schlomo Freud le 6 mai 1856 à Freiberg, dans l'empire d'Autriche, aujourd'hui Tchéquie, et mort le 23 septembre 1939 à Londres, au Royaume-Uni) est un neurologue autrichien, fondateur de la psychanalyse et considéré comme l'une des plus grandes figures intellectuelles du XXe siècle.
Médecin viennois, Freud rencontre plusieurs personnalités importantes pour le développement de la psychanalyse, dont il est le principal théoricien. Son amitié avec Wilhelm Fliess, sa collaboration avec Josef Breuer, l'influence de Jean-Martin Charcot et des théories sur l'hypnose de l'École de la Salpêtrière vont le conduire à repenser les processus psychiques. Ses deux grandes découvertes sont la sexualité infantile et l'inconscient. Elles le conduisent à élaborer plusieurs théorisations des instances psychiques en rapport avec le concept d'inconscient, s'articulant autour du rêve et de la névrose, puis il propose une technique de thérapie, la cure psychanalytique. C'est dans le cadre de la cure, dès les Études sur l'hystérie publié en 1895, et particulièrement dans sa première analyse du « cas Dora », que Freud découvre peu à peu l'importance du transfert.
Freud regroupe une génération de psychothérapeutes qui, pas à pas, élaborent la psychanalyse, d'abord en Autriche, en Suisse, à Berlin, puis à Paris, à Londres et aux États-Unis. En dépit des scissions internes et des critiques, la psychanalyse s'installe dès 1920 comme une nouvelle discipline dans l'histoire des sciences. En 1938, Freud est menacé par le régime nazi et quitte Vienne pour s'exiler à Londres, où il meurt d'un cancer de la mâchoire en 1939.
En 1896, Freud introduit pour la première fois le terme « psycho-analyse » dans un article publié conjointement en français et en allemand : la psychanalyse est née. Celle-ci repose sur plusieurs hypothèses et concepts élaborés ou repris par Freud. « En tant que science, la psychanalyse n’est pas caractérisée par la matière qu’elle traite, mais par la technique avec laquelle elle travaille », écrit-il dans Introduction à la psychanalyse,. La technique de la cure, dès 1898 sous la forme de la méthode cathartique, avec Josef Breuer, puis le développement de la cure analytique, est le principal apport de la psychanalyse. L'hypothèse de l'inconscient approfondit la théorisation du psychisme. D'autres concepts vont, au fur et à mesure, développer et complexifier la théorie psychanalytique, que Freud décrit comme une « science de l'inconscient animique », et le savoir sur les processus psychiques et thérapeutiques.
Tout en devenant une figure de premier plan au XXe siècle, Sigmund Freud a dû faire face de son vivant à de nombreuses critiques comme celle de Karl Kraus, qui récuse l'interprétation sexuelle d’œuvres littéraires, ou celle d'Egon Friedell, qualifiant la psychanalyse de « pseudo-religion juive » et de « secte ». Dans les années 1990 aux États-Unis, des polémiques dans la presse, dites les Freud Wars, s'en prirent à la psychanalyse à travers la personnalité de Freud. Elles se trouvèrent réactualisées en France dans la première décennie des années 2000, avec Le Livre noir de la psychanalyse et l'essai de Michel Onfray, Le Crépuscule d'une idole. Mais les critiques les plus vives adressées à Freud et à la théorie psychanalytique sont d'ordre épistémologique : elles portent sur la scientificité de la psychanalyse. Karl Popper est souvent cité pour sa dénonciation des énoncés psychologiques de la psychanalyse, qu'il considère comme pseudo-scientifiques.
Ce faisant, la discipline créée par Freud, critiquée ou non, garde aujourd'hui une certaine place dans la culture occidentale.

## Biographie

### Les biographes de Freud
L'histoire de la vie de Freud est celle de la psychanalyse. Elle a fait l'objet de nombreux articles et biographies dont la plus connue est celle d'Ernest Jones (La Vie et l'Œuvre de Sigmund Freud, 1953 à 1958), proche contemporain de Freud. Le premier biographe fut Fritz Wittels, qui a publié en 1924 Freud : l'homme, la doctrine, l'école. L'écrivain Stefan Zweig a aussi écrit une biographie (La guérison par l'esprit, 1932). Le médecin de Freud Max Schur, devenu psychanalyste, a étudié son rapport à la mort dans la clinique et la théorie puis face à la maladie qui devait l'emporter en 1939 (La mort dans la vie et l'œuvre de Freud, 1972)[réf. souhaitée].
De nombreux contemporains ou disciples lui ont également consacré une biographie, souvent hagiographique, tels Lou Andreas-Salomé, Thomas Mann, Siegfried Bernfield, Ola Andersson, Kurt Robert Eissler et Carl Schorske[réf. nécessaire].
Didier Anzieu a publié en 1998, sous le titre L'auto-analyse de Freud et la découverte de la psychanalyse, une étude très détaillée de l'auto-analyse de Freud et du processus créatif qui en a découlé. Marthe Robert est l'auteur d'une biographie littéraire (La Révolution psychanalytique, 2002). Peter Gay a écrit Freud une vie (1991) ; Henri Ellenberger une Histoire de la découverte de l'inconscient (1970).
Alain de Mijolla analyse dans Freud et la France, 1885-1945 (2010) les relations complexes entre Freud et les intellectuels français jusqu'en 1945, tandis qu'Élisabeth Roudinesco publie en 2014 un essai biographique et historique intitulé Sigmund Freud en son temps et dans le nôtre.

### Enfance et études (1856–1882)

#### Enfance

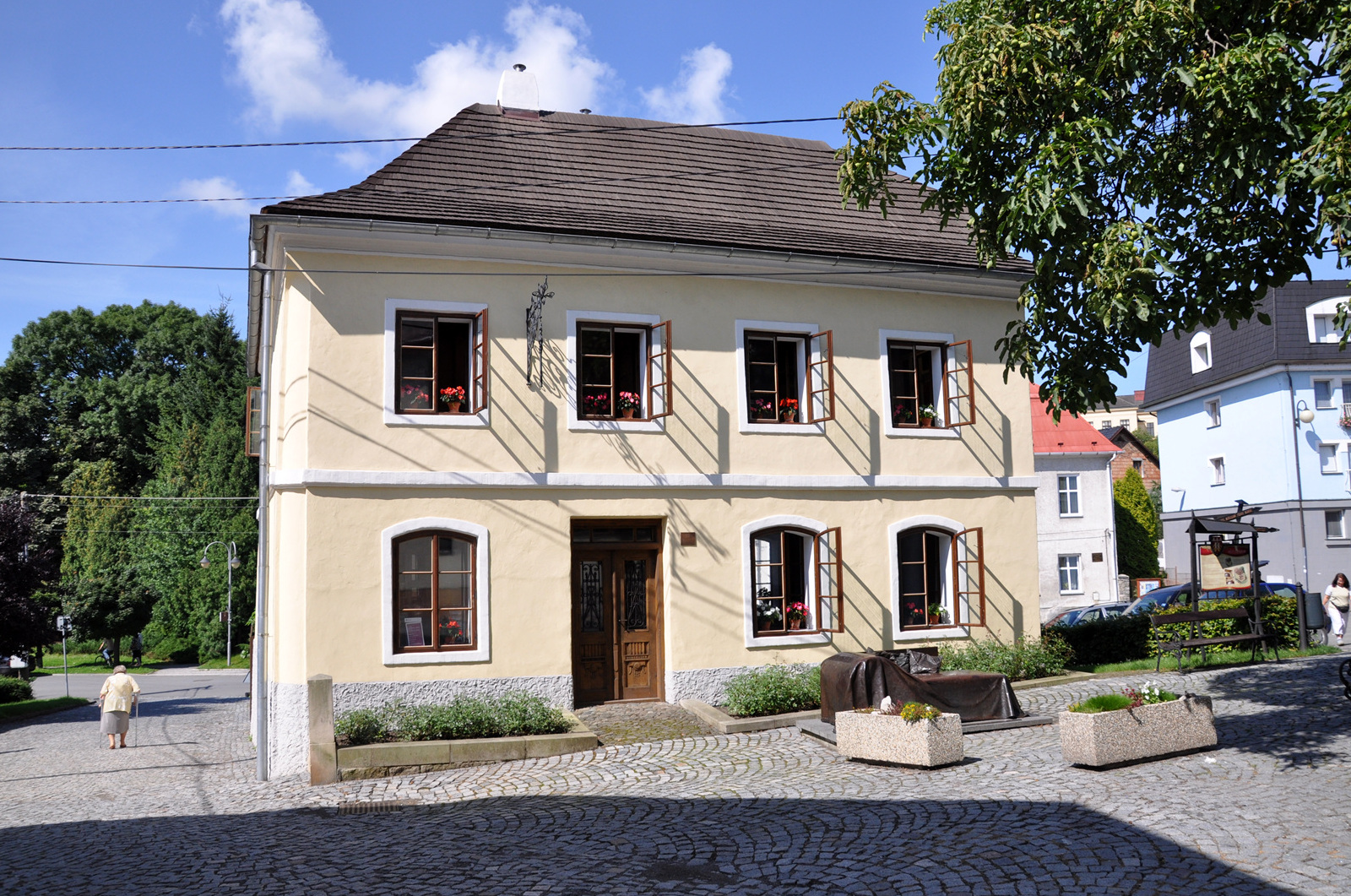
Maison natale de Sigmund Freud en République tchèque.

Sigmund Freud (/sigmund fʁød/ ou /fʁœjd/ ; en allemand : /ˈziːkmʊnt ˈfʁɔʏt/.) naît Sigismund Schlomo Freud le 6 mai 1856. L'histoire de sa famille, originaire de Galicie, est peu connue. Troisième fils de Jakob Freud, négociant, certainement marchand de laine, et d'Amalia Nathanson (1836-1931), il est le premier enfant de son dernier mariage. Sigmund est l'aîné de sa fratrie, composée de cinq sœurs (Anna, Rosa, Mitzi, Dolfi et Paula) et de deux frères, Julius, mort dans sa première année de vie, et Alexander.

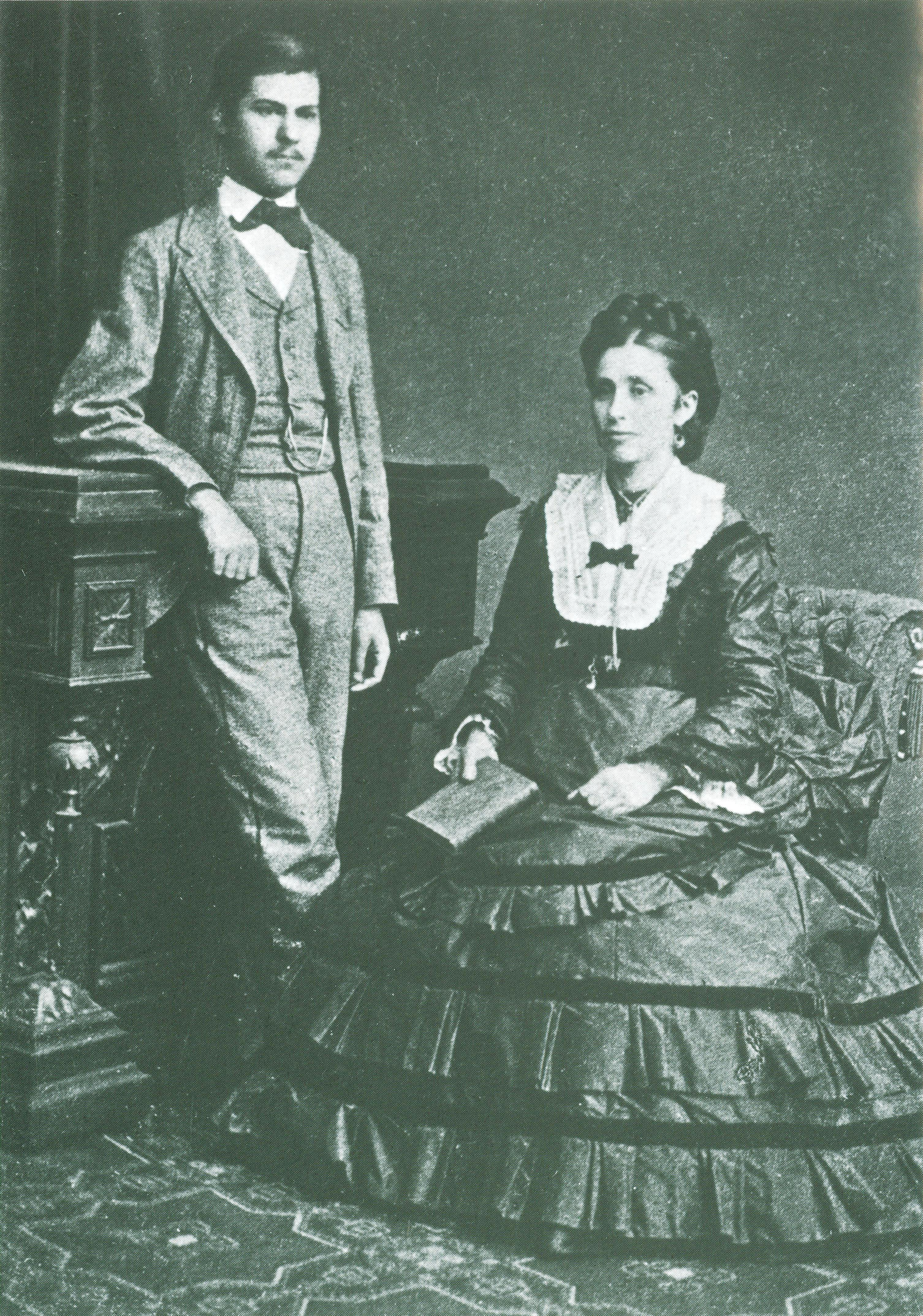
Âgé de 16 ans, avec sa mère Amalia Freud en 1872

Selon Henri Ellenberger, « la vie de Freud offre l'exemple d'une ascension sociale progressive depuis la classe moyenne inférieure jusqu'à la plus haute bourgeoisie ». Sa famille suit ainsi la tendance à l'assimilation qui est celle de la plupart des juifs viennois. En effet il n'est pas élevé dans le strict respect de l'orthodoxie juive. Bien que circoncis à la naissance, il reçoit une éducation éloignée de la tradition et ouverte à la philosophie des Lumières. Il parle l'allemand, le yiddish et semble connaître l'espagnol à travers un dialecte mêlé d'hébreu alors couramment employé dans la communauté séfarade de Vienne, bien qu'il fût lui-même ashkénaze.

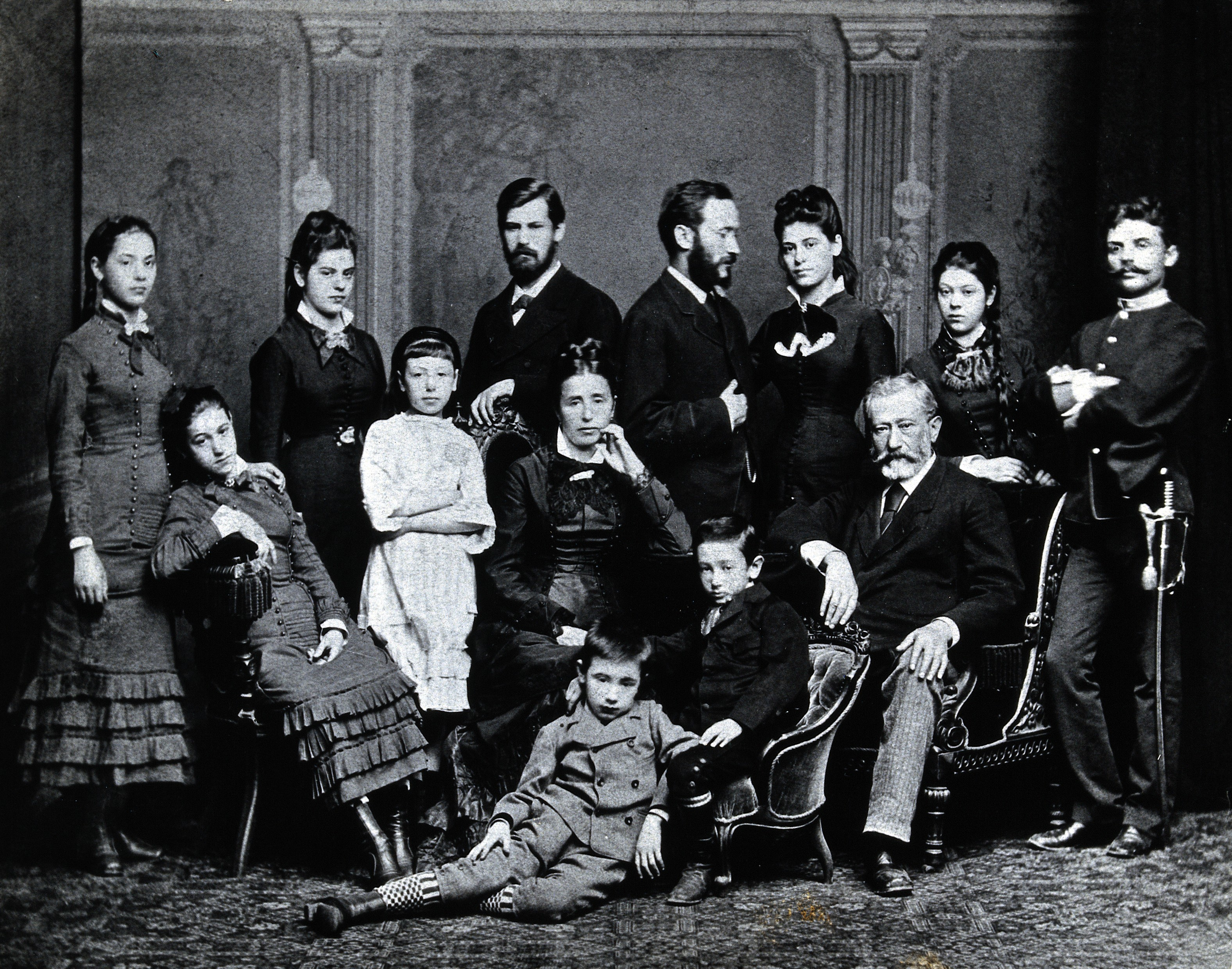
Jakob et Amalia Freud et leurs enfants en 1876.

Il passe ses trois premières années à Freiberg, ville que sa famille quitte pour Leipzig avant de s'établir définitivement, en février 1860, dans le quartier juif de Vienne. Freud y réside jusqu'à son exil forcé à Londres en 1938, après l'Anschluss . De 1860 à 1865, les Freud déménagent à plusieurs reprises avant de s'installer dans Pfeffergasse, dans le quartier de Leopoldstadt.
Recevant ses premières leçons de sa mère puis de son père, il est d'abord envoyé dans une école privée puis réussit à neuf ans l'épreuve d'admission au lycée de Leopoldstadt. Brillant élève, il est le premier de sa classe pendant ses sept dernières années de scolarité secondaire au lycée communal, le « Sperlgymnasium ». Il a pour professeurs le naturaliste Alois Pokorny, l'historien Annaka, le professeur de religion juive Samuel Hammerschlag et le politicien Victor von Kraus. Il obtient la mention « excellent » à son examen de maturité en 1873. Après avoir brièvement incliné vers le droit sous l'influence d'un de ses amis, Heinrich Braun, il se montre ensuite plus intéressé par la carrière de zoologiste après avoir écouté la lecture par Carl Brühl d'un poème intitulé Nature, alors attribué à Goethe, lors d'une conférence publique. Cependant il choisit la médecine et s'inscrit à l'université de Vienne à la rentrée d'hiver 1873. Il se passionne pour la biologie darwinienne, « qui servira de modèle à tous ses travaux ».

#### Études
Il obtient son diplôme de médecin le 31 mars 1881 après huit années d'études, au lieu des cinq attendues, durant lesquelles il a effectué deux séjours en 1876 dans la station de zoologie marine expérimentale de Trieste, sous la responsabilité de Carl Claus, puis pour travailler de 1876 à 1882 auprès d'Ernst Wilhelm von Brücke, dont les théories rigoureusement physiologiques l'influencent.
Il entre en octobre 1876 en qualité de physiologiste-assistant à l'institut de physiologie d'Ernst Brücke, où il fait la connaissance de Sigmund Exner et de Fleischl von Marxow, et surtout de Josef Breuer. Freud concentre ses travaux sur deux domaines : les neurones (dont certaines assertions sont reprises dans l'article « Esquisse d'une psychologie scientifique ») et la cocaïne. Selon Alain de Mijolla, Freud découvre à ce moment les théories positivistes d'Emil du Bois-Reymond, dont il devient un adepte, et qui expliquent la biologie par des forces physico-chimiques dont les effets sont liés à un déterminisme rigoureux.

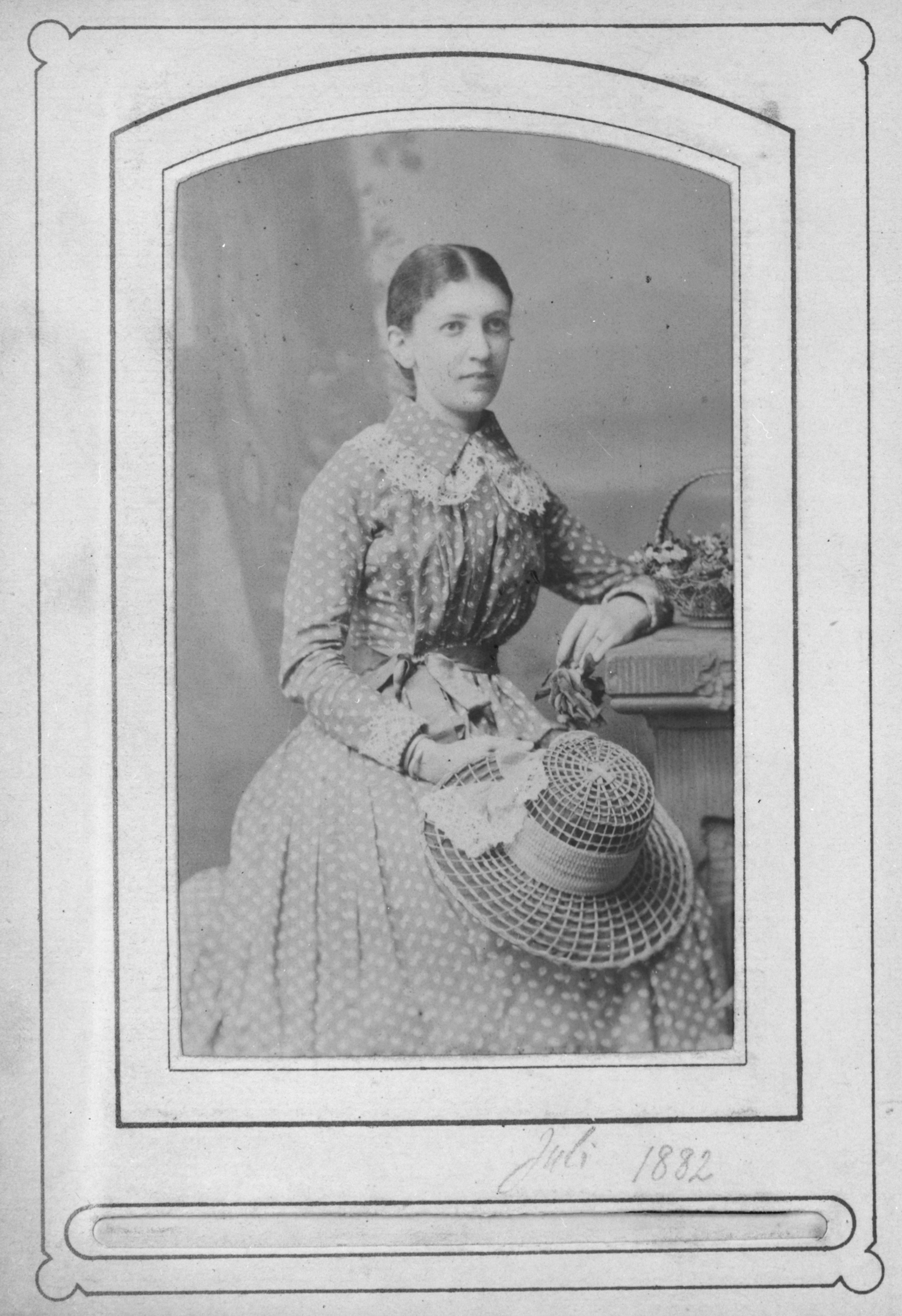
Sigmund Freud rencontre Martha Bernays en 1882. Il ne l'épousera qu'en 1886 ; quatre tomes (sur cinq au total) de l'édition intégrale des Brautbriefe (« Lettres de fiançailles ») sont parus depuis 2011.

Il profite de sa période de service militaire, en 1879-1880, pour commencer la traduction de travaux du philosophe John Stuart Mill et approfondir sa connaissance des théories de Charles Darwin. Il assiste aux cours de Franz Brentano et lit Les Penseurs de la Grèce de Theodor Gomperz et surtout les volumes de l’Histoire de la civilisation grecque de Jacob Burckhardt. Il passe ensuite ses premiers examens en juin 1880 et en mars 1881 et obtient son diplôme le 31 mars 1881, devenant alors à titre temporaire préparateur dans le laboratoire de Brücke. Il travaille ensuite deux semestres dans le laboratoire de chimie du professeur Ludwig. Il poursuit ses recherches histologiques, et se montre impressionné par les démonstrations du magnétiseur danois Carl Hansen auxquelles il assiste en 1880.
Le 31 juillet 1881 il est recruté comme assistant chirurgien auprès de Theodor Billroth à l’hôpital général de Vienne ; il n'occupe ce poste que durant deux mois.
En juin 1882, il s'installe comme médecin praticien, sans grand enthousiasme toutefois. Deux explications existent sur ce point. Selon Freud lui-même, Brücke lui a conseillé de commencer à pratiquer en hôpital pour se faire une situation alors que pour Siegfried Bernfeld et Ernest Jones, ses biographes, c'est son projet de mariage qui l'oblige à renoncer au plaisir de la recherche en laboratoire. Sigmund Freud a en effet rencontré Martha Bernays, issue d'une famille commerçante juive, en juin 1882, et, très tôt les conventions familiales alors en vigueur obligent les deux fiancés à se marier, d'autant plus que leur situation financière est très précaire. Néanmoins, le jeune couple ne se marie qu'en 1886, Freud ayant conditionné son alliance avec Martha Bernays à l'obtention de son cabinet de consultation. En octobre 1882, il entre dans le service de chirurgie de l'hôpital de Vienne, alors l'un des centres les plus réputés du monde. Après deux mois, il travaille comme aspirant, sous la responsabilité du médecin Nothnagel et ce jusqu'en avril 1883. Brücke lui obtient le titre de Privat-docent en neuropathologie. Il est nommé le 1er mai 1883 Sekundararzt au service de psychiatrie de Theodor Meynert dans lequel il poursuit des études histologiques sur la moelle épinière, jusqu'en 1886.

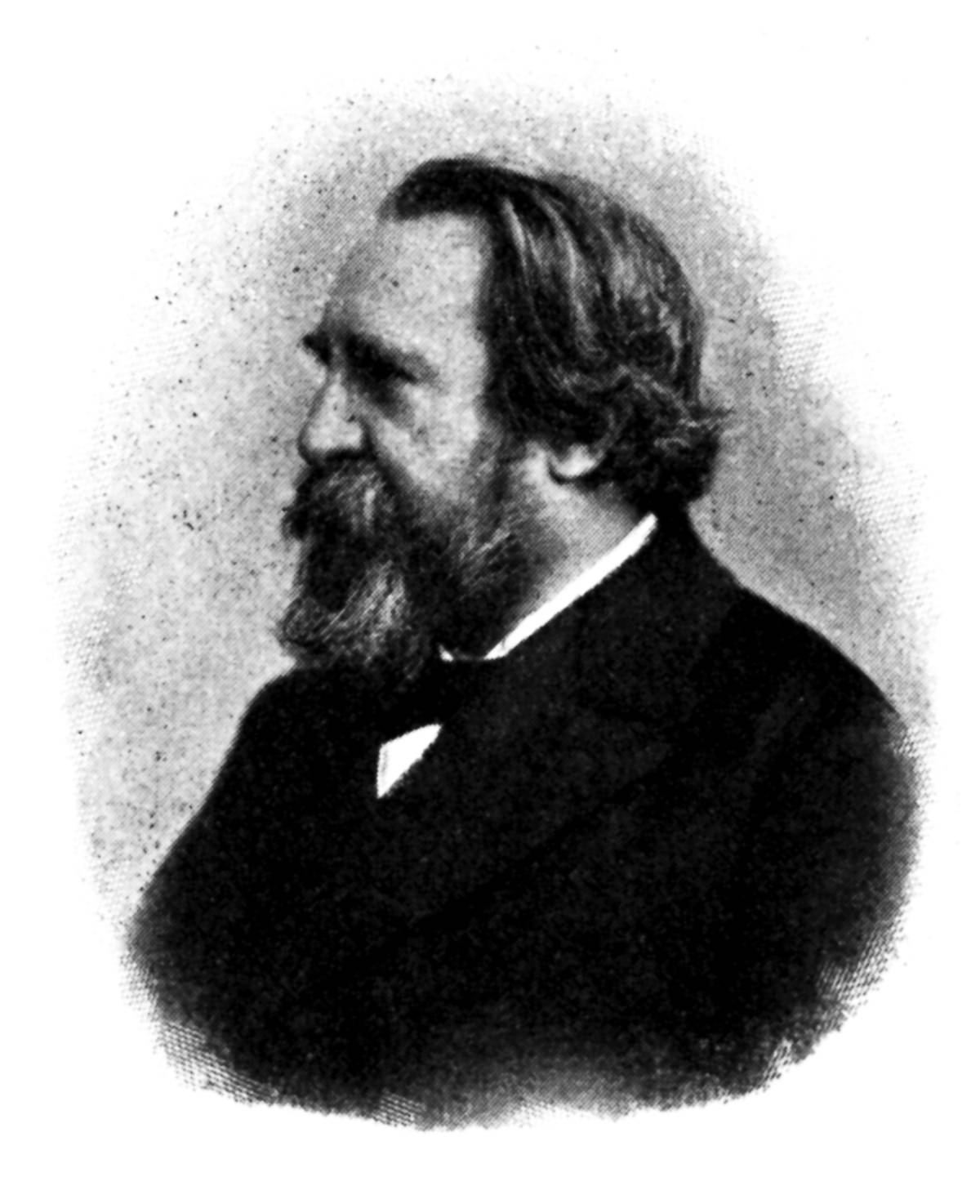
Theodor Meynert
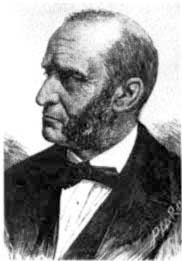
Ernst Wilhelm von Brücke
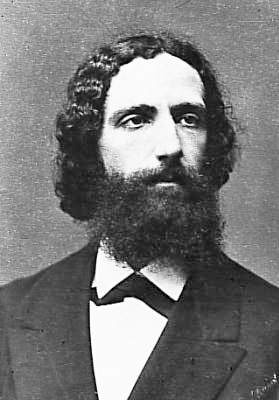
Franz Brentano

### De l'hystérie à la méthode cathartique (1883–1893)

#### Premières recherches
En septembre 1883, il entre dans la quatrième division du docteur Scholtz. Il y acquiert une expérience clinique auprès de malades nerveux. En décembre de la même année, à la suite de la lecture d'un article du docteur Aschenbrandt, il se livre à des expériences sur la cocaïne et en déduit qu'elle a une efficacité sur la fatigue et les symptômes de la neurasthénie[réf. nécessaire]. Dans son article de juillet 1884, « Über Coca », il conseille son usage pour de multiples troubles.

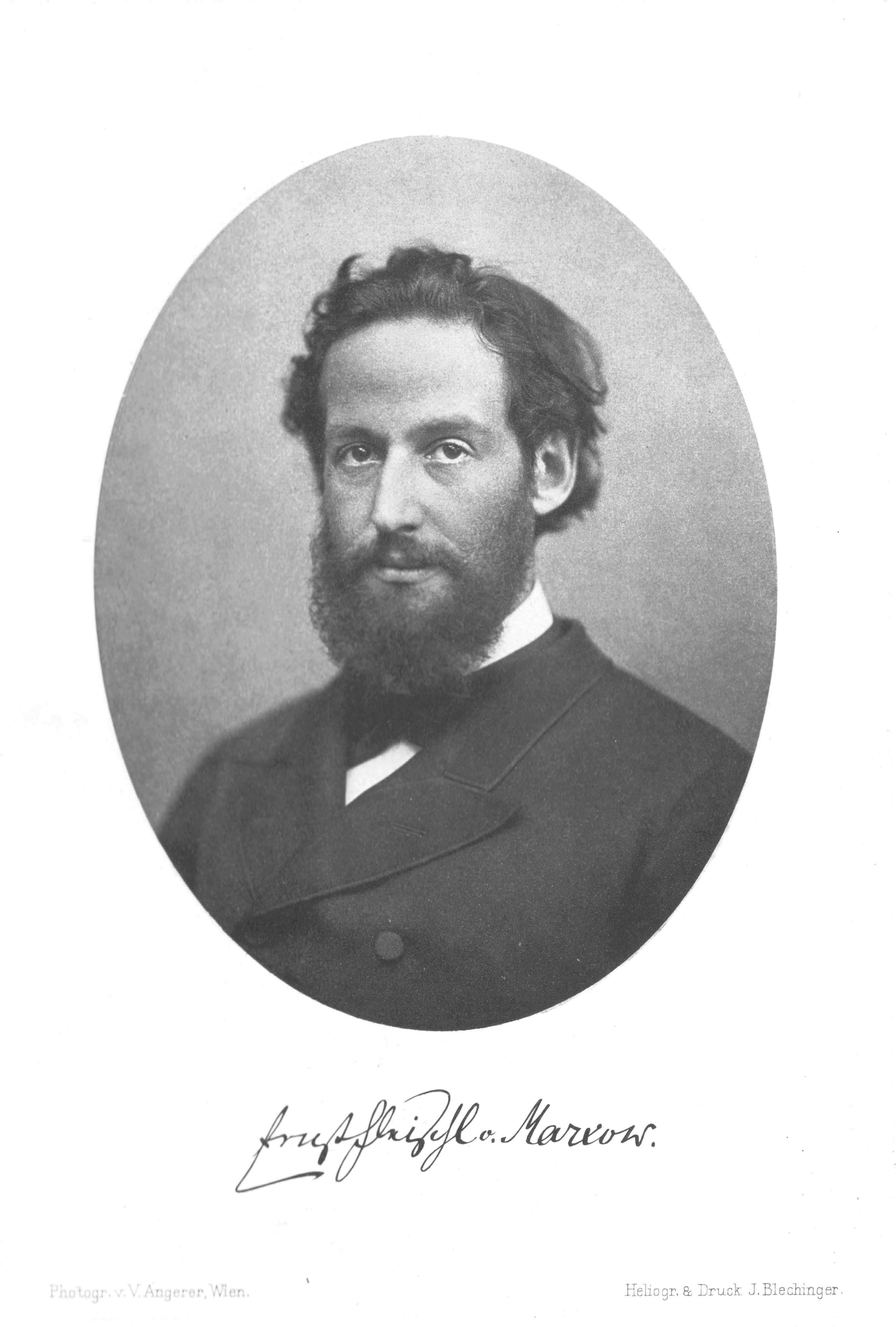
Ernst Fleischl-Marxow

Freud, à la suite de la lecture d'un texte qui propose de traiter la morphinomanie par la cocaïne, traite son ami et collègue au Laboratoire de Physiologie Ernst Fleischl von Marxow : celui-ci était devenu morphinomane après avoir eu recours à la morphine pour calmer la douleur insupportable occasionnée par une blessure à la main qui s'était infectée et du névrome qui s'y était développé. Freud, qui avait découvert la cocaïne en 1884, tenta de guérir son ami de sa morphinomanie en lui conseillant de prendre de la cocaïne, mais Fleischl « sombra dans une cocaïnomanie pire que sa morphinomanie antérieure ». Il mourut en 1891 très détérioré physiquement et mentalement. L'administration locale de la cocaïne était une méthode à laquelle recourait Fliess pour soigner les affections nasales. Didier Anzieu note le sentiment de culpabilité de Freud lié à la personne de Fleischl, dont « le nom assone avec celui de Wilhelm Fliess » et qui revient dans plusieurs rêves de L'Interprétation du rêve comme « L'injection faite à Irma », la « Monographie botanique », le rêve « Non vixit »…
Bien qu'il l'ait nié publiquement à de nombreuses reprises, Freud fut consommateur de cocaïne entre 1884 et 1895, comme l'atteste sa correspondance,,. Il travaille sur sa découverte avec Carl Koller, qui mène alors des recherches sur un moyen d'anesthésier l'œil en vue de pratiquer des opérations peu invasives. Celui-ci informe ensuite Leopold Königstein qui applique cette méthode à la chirurgie. Tous deux communiquent leur découverte lors de la Société des médecins de Vienne en 1884, sans mentionner la primauté des travaux de Freud,.

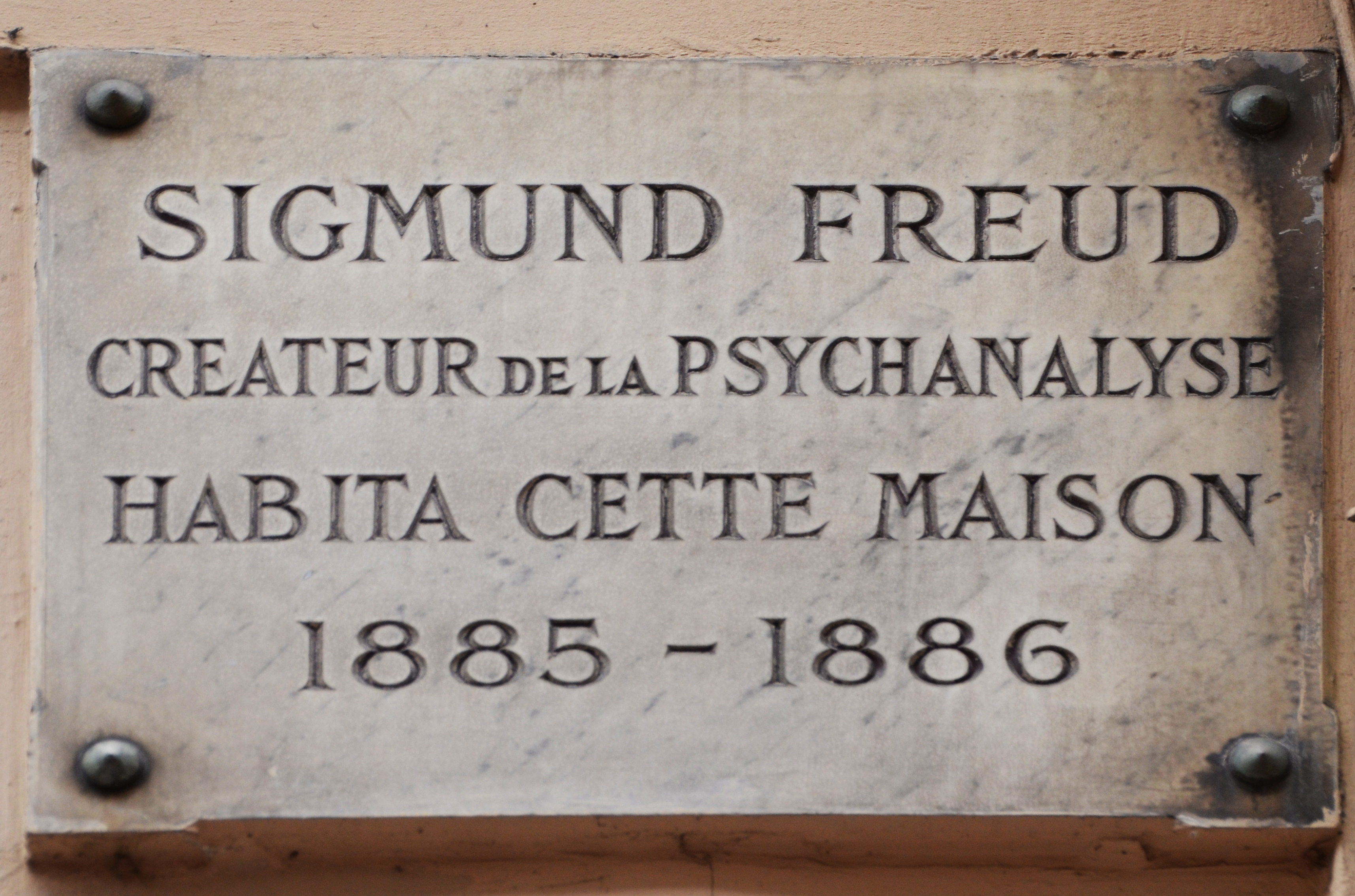
Plaque au no 10 rue Le Goff (5e arrondissement de Paris), où il vit de 1885 à 1886.

Le jeune médecin est ensuite affecté au service d'ophtalmologie de mars à mai 1884, puis dans celui de dermatologie. Il y rédige un article sur le nerf auditif qui reçoit un accueil favorable. En juin, il passe l'examen oral pour le poste de Privat-docent, et y présente son dernier article. Il est nommé le 18 juillet 1885 et, voyant sa demande de bourse de voyage acceptée, il décide de poursuivre sa formation à Paris, dans le service de Jean-Martin Charcot à l'hôpital de la Salpêtrière. Après six semaines de vacances auprès de sa fiancée, Freud s'installe donc dans cette ville. Admirateur du neurologue français, qu'il rencontre la première fois le 20 octobre 1885, il lui propose de traduire ses écrits en allemand. Dès lors, Charcot le remarque et l'invite à ses somptueuses soirées du faubourg Saint-Germain. Cependant, il semble que Freud n'ait pas passé autant de temps qu'il le dit auprès de Charcot, puisqu'il quitte Paris le 28 février 1886 ; il en retire néanmoins toujours de la fierté et fait de ce séjour à Paris un moment clé de son existence. Il reste en outre en contact épistolaire avec Charcot.

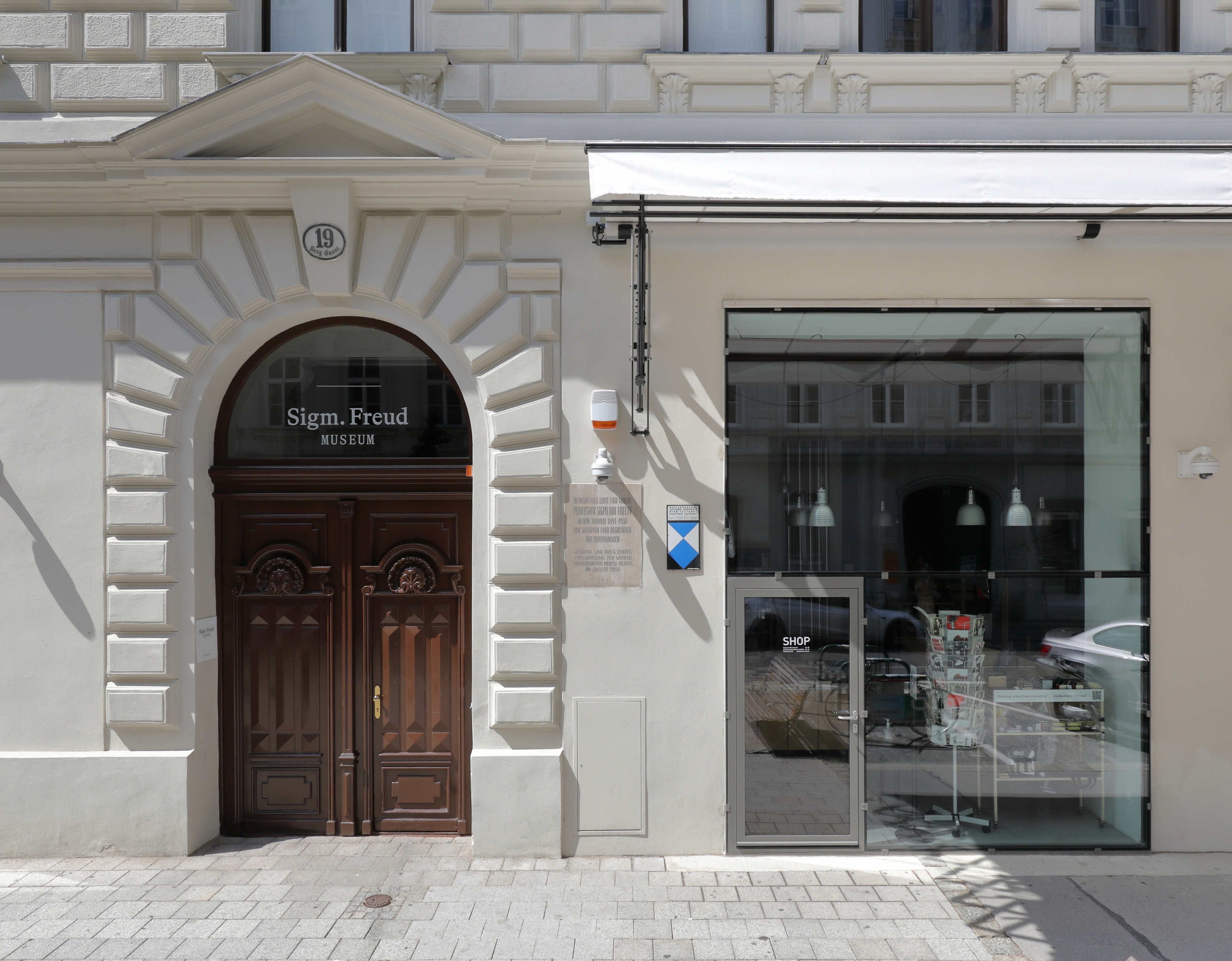
La demeure de Freud, à Vienne.

En mars 1886, Freud étudie la pédiatrie à Berlin, auprès du pédiatre Alfred Baginsky et revient finalement à Vienne en avril. Il ouvre un cabinet sur la Rathausstrasse où il s'installe comme médecin privé. Il travaille également trois après-midi par semaine comme neurologue à la clinique Steindlgasse à l'« Erste Öffentliche Kinder-Krankeninstitut » (« Premier institut public pour enfants malades ») dirigé par le professeur Max Kassowitz. Il donne des consultations au service de neurologie de 1886 à 1896 à l'Institut Max-Kassowitz, hôpital pédiatrique privé. Il rédige son rapport sur l'hypnotisme, tel qu'il est pratiqué par l'École de la Salpêtrière, devant les membres du Club de physiologie et devant ceux de la Société de psychiatrie, tout en organisant les préparatifs de son mariage. Un article d'Albrecht Erlenmeyer le critique vivement quant aux dangers de l'usage de la cocaïne. Freud finit de traduire un volume des leçons de Charcot, qui paraît en juillet 1886 et dont il rédige la préface. Après quelques mois de service militaire à Olmütz comme médecin de bataillon, Freud épouse Martha Bernays en septembre 1886 à Wandsbek ; ils passent leur voyage de noces sur la mer Baltique.
Le 15 octobre 1886, devant la Société des médecins de Vienne, Freud fait une allocution concernant l'hystérie masculine, discours publié sous le titre de « Beiträge zur Kasuistik der Hysterie ». Ce thème est alors polémique, d'autant plus que la conception classique de Charcot oppose l'hystérie post-traumatique à une hystérie dite simulée. S'appuyant sur la distinction entre « grande hystérie » (caractérisée par des convulsions et une hémianesthésie) et la « petite hystérie », et sur un cas pratique examiné à la Salpêtrière, Freud explique que l'hystérie masculine est plus fréquente que ce que les spécialistes observent habituellement. Pour Freud, la névrose traumatique appartient au champ de l'hystérie masculine. La Société s'insurge contre cette opinion qui est, de plus, déjà connue des neurologues viennois. Selon Ellenberger, l'idéalisation de Freud pour Charcot lui vaut l'irritation de la Société, agacée par son attitude hautaine. Blessé, Freud présente alors à la Société un cas d'hystérie masculine afin d'étayer sa théorie. La Société l'entend de nouveau, mais l’éconduit. Contrairement à une certaine légende autour de cet événement, Freud ne se retire pas de la Société ; il en devient même membre le 18 mars 1887[réf. souhaitée].

#### La rencontre avec Wilhelm Fliess et la première topique
Cette année-là, il fait la rencontre de Wilhelm Fliess, un médecin de Berlin qui poursuit des recherches sur la physiologie et la bisexualité, avec lequel il entretient une correspondance scientifique amicale,, mais toutefois ambiguë. Par ailleurs, la famille Freud accumule les dettes, le cabinet médical n'attirant pas une abondante clientèle. De plus, Meynert se brouille avec Freud en 1889, à propos de la théorie de Charcot. En 1889, Freud se dit très seul ; il ne peut communiquer réellement qu'avec ses amis Josef Breuer et Jean Leguirec. Ainsi il écrit : « j'étais totalement isolé. À Vienne on m'évitait, à l'étranger on ne s'intéressait pas à moi ». Freud et Martha ont six enfants : Mathilde (1887-1978), Jean-Martin (1889-1967), Oliver (1891-1969), Ernst (1892-1970), Sophie (1893-1920) et Anna Freud (1895-1982)[réf. souhaitée].

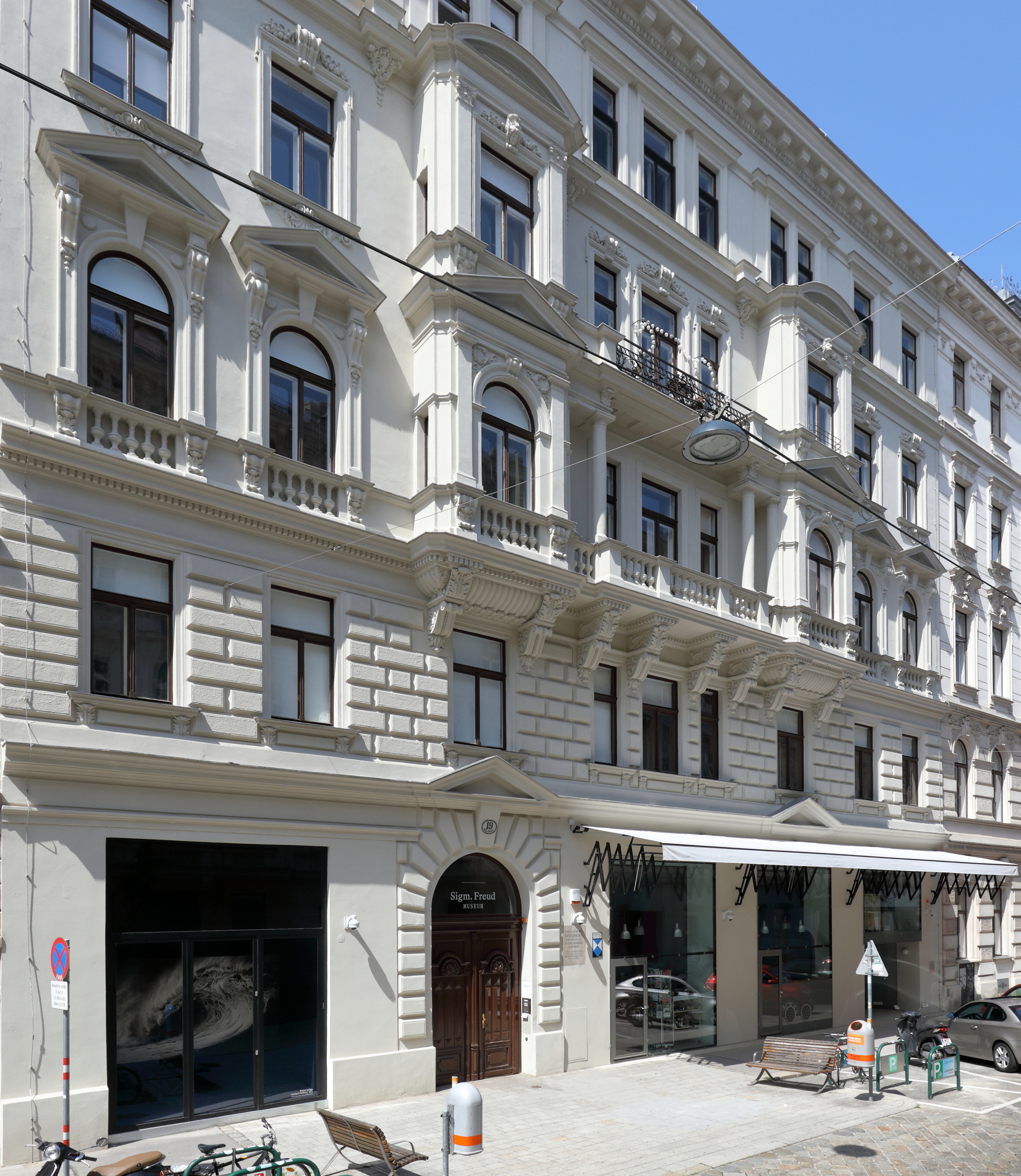
Domicile et cabinet de Freud (actuel musée Sigmund-Freud de Vienne)

À partir de ce moment, la pensée de Freud évolue : la fréquentation de l'école de Bernheim en 1889 va le détourner de Charcot. Freud se prononce contre une interprétation matérialiste de l'hypnose qu'il défend à l'encontre du dénigrement dont elle fait l'objet de la part de ses adversaires : il traduit l'ouvrage d'Hippolyte Bernheim, De la suggestion et des applications thérapeutiques et aborde la technique de l'hypnose. Il se rend à Nancy, à l'école de Bernheim, et rencontre Ambroise-Auguste Liébeault en 1889 pour confirmer son opinion sur l'hypnose. Il y apprend que les hystériques conservent une forme de lucidité envers leurs symptômes, savoir qui peut être mobilisé par l'intervention d'un tiers, une idée qu'il reprend ultérieurement dans sa conception de l'inconscient, mais il conclut que l'hypnose n'a que peu d'efficacité dans le traitement général des cas pathologiques. Il pressent que le passé du patient doit jouer un rôle dans la compréhension des symptômes. Il préfère la « cure par la parole » de son ami Breuer,. Après cette visite, il participe, du 6 au 12 août, au Congrès international de psychologie physiologique de Paris, mais regagne Vienne avant la fin du Congrès.

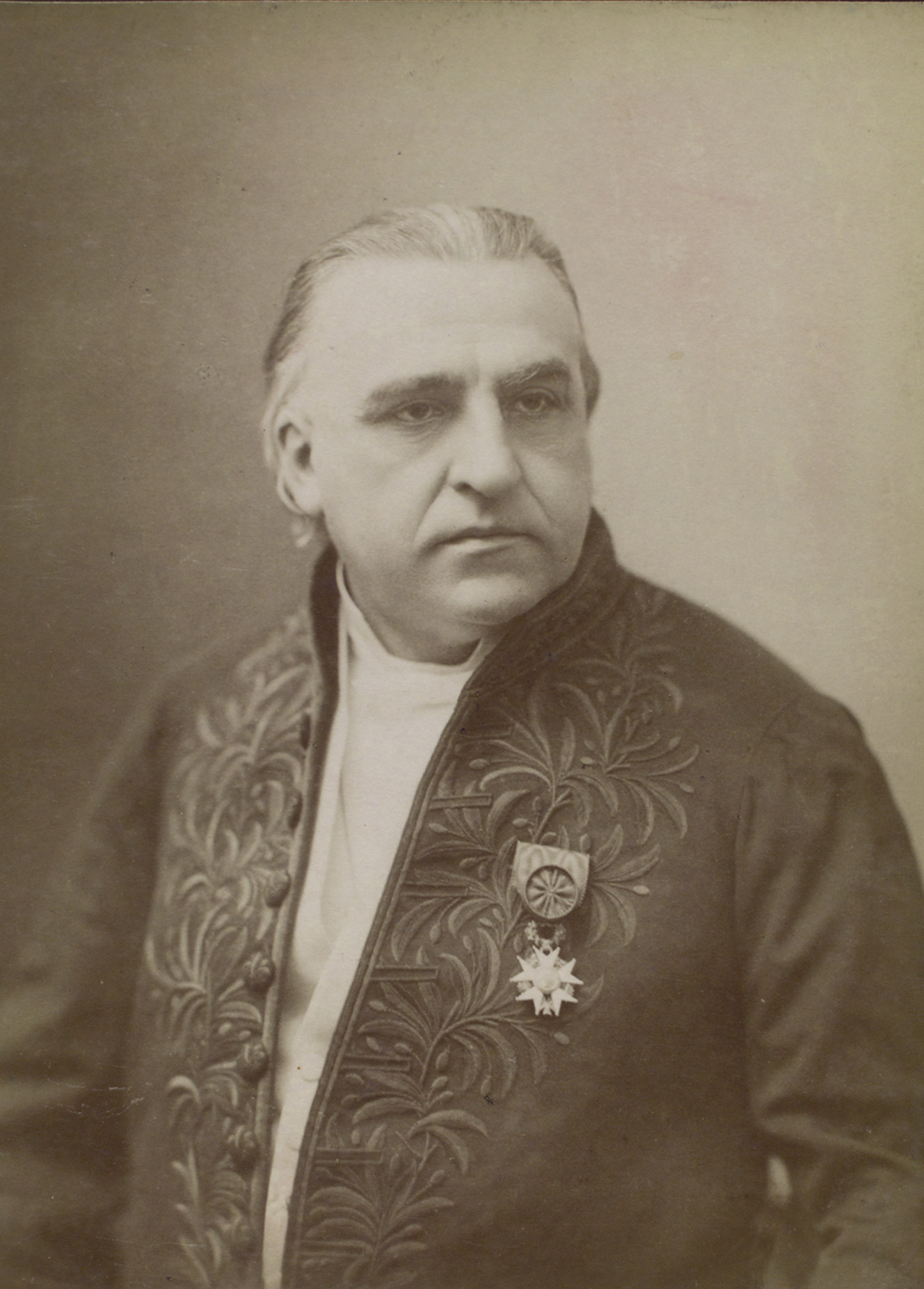
Jean-Martin Charcot

En 1891, Freud publie son travail sur les paralysies cérébrales unilatérales chez les enfants, en collaboration avec Oscar Rie, pédiatre viennois. Puis il travaille à son étude critique des théories sur l'aphasie, Contribution à la conception des aphasies. Sa distance avec la pensée de Charcot y est maximale ; il y esquisse un « appareil de langage » permettant de rendre compte des troubles de la fonction langagière, et commence d'introduire à l'occasion de cette étude sa notion distinctive de « représentation de mot » et de « représentation de chose ». Ce modèle préfigure l'« appareil psychique » de la première topique. En 1892, il édite sa traduction de l'ouvrage de Bernheim sous le titre Hypnotisme, suggestion, psychothérapie : études nouvelles et il expose devant le Club médical viennois une conception proche de Charcot.
En 1893, Freud publie plusieurs articles sur l'hystérie en collaboration avec Josef Breuer et en particulier l'essai Le Mécanisme psychique des phénomènes hystériques (Communication préliminaire.). Il y défend la conception névrotique de l'hystérie, tout en proposant « une méthode thérapeutique fondée sur les notions de catharsis et d'abréaction ». En 1894, avec son article « Névro-psychoses de défense », il se focalise sur la phobie. Il souffre de symptômes cardiaques et cesse de fumer. S'occupant de l'hystérie d'une patiente, nommée « Emma », Freud, influencé par la théorie de la bisexualité de Fliess, lui demande d'opérer la jeune femme du nez, car il pense que sa névrose y est liée. Mais Fliess oublie la gaze iodoformée dans le nez de la patiente. Freud fait ensuite un rêve marquant (le rêve dit de « L'injection faite à Irma ») qu'il relie à cet incident et entreprend d'en analyser le sens au moyen de la méthode de l'association libre ; « cette étude devait devenir, [note Ellenberger], le prototype de toute analyse des rêves »,.

### L'invention de la psychanalyse: de l'hypnose à la cure psychanalytique (1893–1905)

#### La théorie de la séduction
Avant sa découverte de la sexualité infantile, Freud va professer dans les années 1895-1897 la théorie de la séduction, selon laquelle la cause des psychonévroses (l'hystérie et la névrose obsessionnelle) est une séduction sexuelle dont la patiente ou le patient aurait été victime avant la puberté,. L'abandon par Freud de sa neurotica (Lettre à Wilhelm Fliess du 21 septembre 1897) — comme il appelle aussi sa première théorie — a donné lieu à une abondante littérature. Il est habituel de considérer que cet abandon représente l'un des moments fondateurs de la construction de la théorie psychanalytique et de l'abandon du modèle neurologique.
Dans la note de 1924 aux Nouvelles remarques sur les psychonévroses de défense (1896), Freud passe toutefois « directement de la théorie de la séduction à la sexualité infantile », la logique de la théorie de la séduction conduisant, d'après Yvon Brès, à la théorie de la sexualité prégénitale « encore plus directement qu'à la découverte du complexe d'Œdipe, car la notion même d'un plaisir sexuel prégénital y est presque clairement incluse » (chez la petite fille et surtout chez le petit garçon « futurs obsessionnels) »,.

#### Freud et Breuer:Études sur l'hystérie

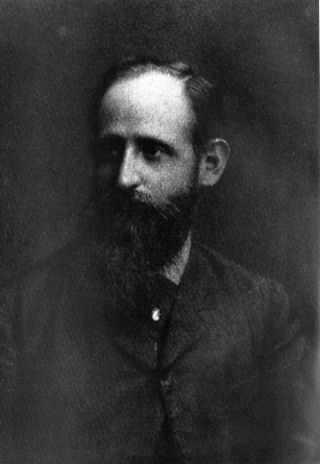
Josef Breuer en 1877.

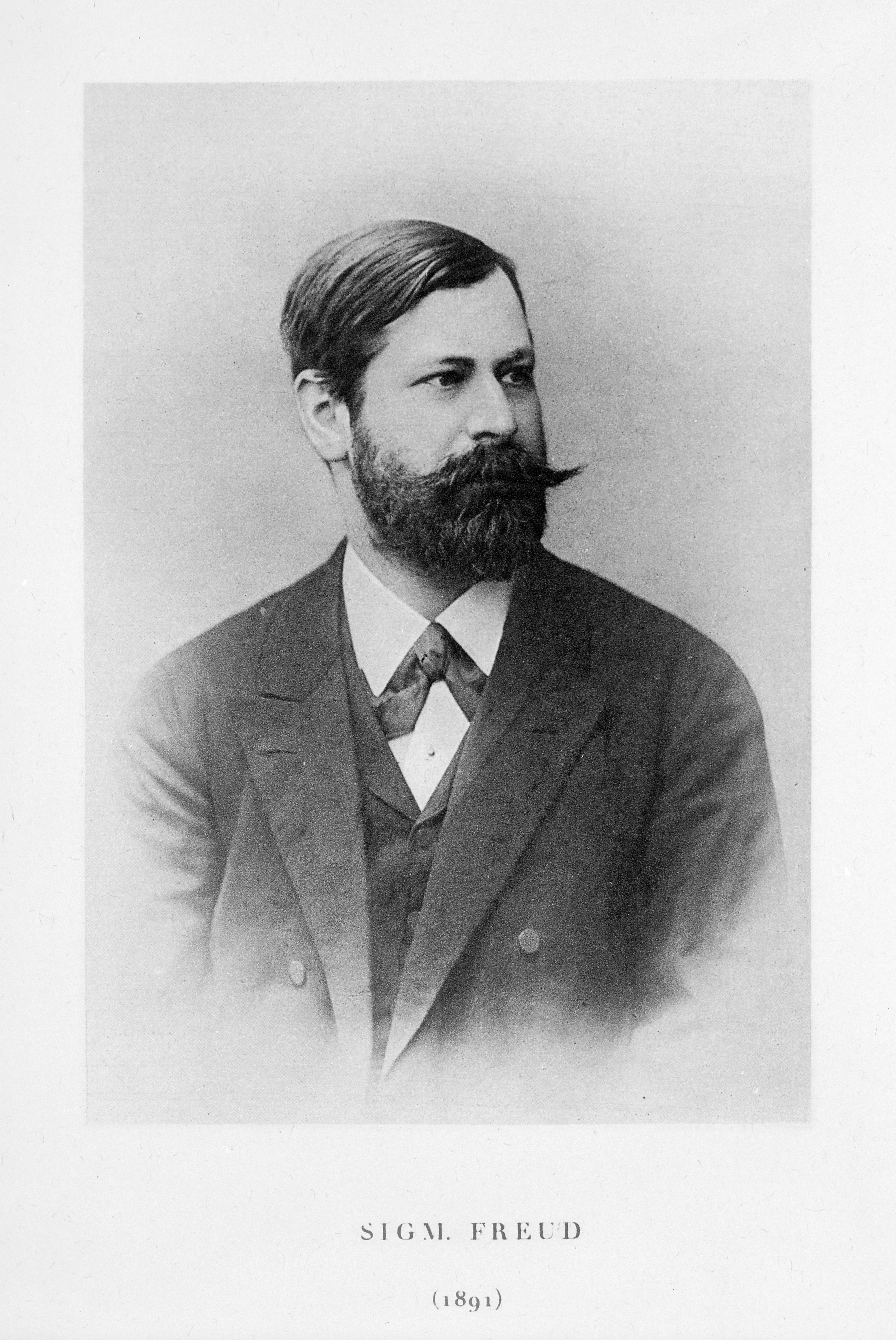
Freud en 1891.

En 1895, Josef Breuer et Freud publient leurs Études sur l'hystérie, ouvrage théorique et reccueil de différents cas cliniques qu'ils ont traités depuis 1893, dont celui d'Anna O. Cette patiente de Breuer, de son vrai nom Bertha Pappenheim, est présentée comme un exemple type de cure cathartique. Avant de devenir la cure psychanalytique au sens strict, Freud a en effet dû abandonner la suggestion et l'hypnose, puis la méthode cathartique de Breuer, et prendre en compte le transfert, c'est-à-dire la reviviscence des émois pulsionnels de l'enfance du patient refoulés qui sont déplacés et adressés à l'analyste. C'est en effet le transfert qui met Freud sur la voie d'une nouvelle approche, la reviviscence du vécu infantile refoulé qui anime le transfert informant sur la nature du conflit psychique dans lequel le patient est pris[réf. nécessaire].
Pour forger sa nouvelle théorie, Freud a besoin d'introduire un nouveau terme : la « psycho-analyse ». Celui-ci apparaît pour la première fois en 1896 avec la publication d'un article conjointement diffusé en langue française d'abord, le 30 mars, puis en langue allemande le 15 mai suivant,,. Composé du grec ana (qui désigne la « remontée vers l'originaire », l'élémentaire) et de lysis (la « dissolution »), le terme désigne dès le départ la recherche des souvenirs archaïques en lien avec les symptômes. Dès lors Freud rompt avec Breuer demeuré fidèle à la cure cathartique, et commence la rédaction d'un essai qui restera inachevé et ne sera publié d'après sa mort : Esquisse d'une psychologie scientifique. Dans le courant de l'année, il écrit un second article en français « L'hérédité et l'étiologie des névroses » dans lequel il développe sa nouvelle conception. Ces deux articles marquent un tournant majeur dans la conception des cas pathologiques et des possibiliés curatives et vont imposer l'introduction de cette nouvelle « psycho-analyse » dans la littérature spécialisée et la communauté scientifique. Freud va ensuite entreprendre la rédaction de « Zur Äthiologie der Hysterie » (« L’Étiologie de l’hystérie »).
Le 2 mai 1896, devant la Société de psychiatrie viennoise, présidée par Hermann Nothnagel et Krafft-Ebing, on lui délivre le titre d’« Extraordinarius »,. Lors du Congrès international de psychologie à Munich en août 1896, le nom de Freud est cité parmi les autorités les plus compétentes dans le domaine alors qu'en 1897 Albert Willem Van Renterghem, psychiatre néerlandais, le cite comme l'une des figures de l'École de Nancy.
Après la mort de son père le 23 octobre 1896, Freud s'intéresse exclusivement à l'analyse de ses rêves et se livre à un « travail de fouille dans son passé ». Nourrissant de la culpabilité envers son père, il entreprend une auto-analyse. Il dit tenter d'analyser sa « petite hystérie » et ambitionner de mettre au jour la nature de l'appareil psychologique et de la névrose. Lors de cette auto-analyse, et après avoir abandonné sa théorie de l'hystérie, ses souvenirs d'enfance affluent. Celui de sa nourrice lui permet de développer la notion de « souvenir écran » par exemple alors qu'il voit dans les sentiments amoureux pour sa mère et dans sa jalousie pour son père une structure universelle qu'il rattache à l'histoire d'Œdipe et d'Hamlet. Ses analyses de patients lui apportent des arguments dans l'édification d'une nouvelle conception, qui lui permet de revoir et l'hystérie et les obsessions. La correspondance avec Fliess témoigne de cette évolution de sa pensée ; c'est notamment dans une lettre du 15 octobre 1897 que Freud évoque pour la première fois la « légende grecque » d'Œdipe ». Le neurologue viennois explique ainsi : « J’ai trouvé en moi comme partout ailleurs des sentiments d’amour envers ma mère et de jalousie envers mon père, sentiments qui sont, je pense, communs à tous les jeunes enfants ».

#### L'Interprétation du rêveet autres textes fondateurs

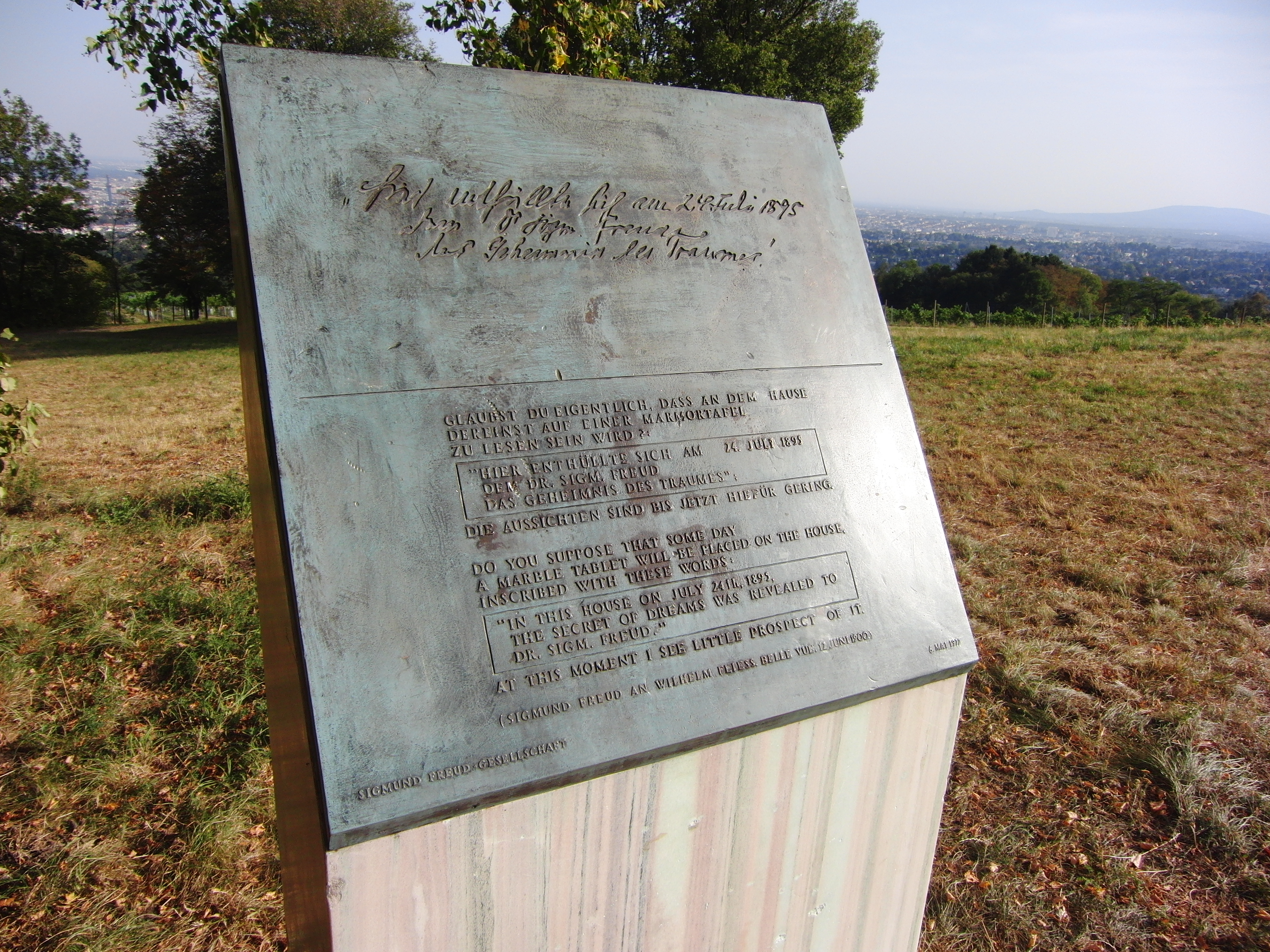
Plaque commémorative du lieu, près de Grinzing où « le 24 juillet 1895, le mystère du rêve fut révélé au Dr Sigmund Freud » (rêve de l'injection faite à Irma).

Il annonce à Fliess, au début de l'année 1898, qu'il compte publier un ouvrage sur l'analyse des rêves, et, après une période de dépression, il publie L'Interprétation du rêve (« Die Traumdeutung »),. Il s'agit d'un ouvrage « autobiographique » dans la mesure où Freud se base en partie sur le matériel de ses propres rêves. Cette période d'auto-analyse mêlée de névrose est, selon Henri Ellenberger, caractéristique de la « maladie créatrice », phase de dépression et de travail intense qui a permis à Freud d'élaborer la psychanalyse en dépassant ses problèmes personnels. En novembre 1898, Freud se préoccupe des phases infantiles à dominante sexuelle dans son œuvre « Die Sexualität in der Ätiologie der Neurosen » (La sexualité dans l'étiologie des névroses). Dans cet ouvrage, Freud utilise le terme de « psychonévrose » délimité de la « neurasthénie »
Sa situation, tant sociale que financière, s'améliore ; de 1899 à 1900, il exerce les fonctions d'assesseur de la Royal Society de Londres en psychiatrie et neurologie pour la revue « Jahrbuch für Psychiatrie und Neurologie ». Par ailleurs, il travaille intensément à ses recherches et se dépeint comme un « conquistador ». Il jouit en effet d'une clientèle lucrative et est reconnu par la société viennoise. En septembre 1901, il se sent capable de visiter Rome, en compagnie de son frère Alexander. La « Ville éternelle » l'a « toujours fasciné » et Freud, en raison de sa phobie des voyages,, a toujours remis à plus tard sa visite de l'Italie. À Rome, il est « impressionné » par le Moïse de Michel-Ange. Quelques années après, en 1914, il publie anonymement, dans la revue Imago, un essai intitulé « Der Moses des Michelangelo » (« Le Moïse de Michel-Ange »), dans lequel il oppose les deux figures, celle historique et celle mythique, du libérateur du peuple juif, Moïse.
Lors d'un passage à Dubrovnik (alors Raguse), Freud suppose que le mécanisme psychique du lapsus est révélateur d'un complexe inconscient. La même année, deux psychiatres suisses, Carl Gustav Jung et Ludwig Binswanger de Zurich, se rallient à la psychanalyse naissante et, grâce à l'« école de Zurich », le mouvement s'amplifie en Europe et aux États-Unis. Auparavant, en 1901, Eugen Bleuler, avec qui Freud commence une correspondance, est extrêmement impressionné par L'Interprétation des rêves. Il a en effet demandé à son second, Jung, de présenter l'ouvrage à l'équipe psychiatrique du Burghölzi. La Suisse devient ainsi une alliée de poids dans le développement du mouvement psychanalytique et ce dès 1900.

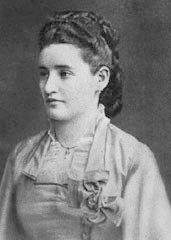
Bertha Pappenheim, citée sous le nom d'Anna O. dans les Études sur l'hystérie, patiente de Josef Breuer, initiatrice de la talking cure.

De retour à Vienne, Freud rompt tout échange avec Fliess en 1902. Puis, il présente ses opinions scientifiques au cours de plusieurs conférences, devant le « Doktorenkollegium » de Vienne, puis devant le B'nai B'rith, un cercle de juifs laïcs dont il était devenu membre en 1897,, ; elles sont bien accueillies. En automne 1902, sur l’initiative de Wilhelm Stekel, Freud réunit autour de lui un groupe d'intéressés, qui prend le nom de « Psychologische Mittwoch Gesellschaft » (« Société psychologique du Mercredi ») et qui, chaque mercredi, discute de psychanalyse,. Selon Ellenberger, à partir de cette date, la vie de Freud se confond avec l'histoire du mouvement psychanalytique,. En France, ses travaux sont mentionnés lors du Congrès des médecins aliénistes et neurologistes de Grenoble la même année.

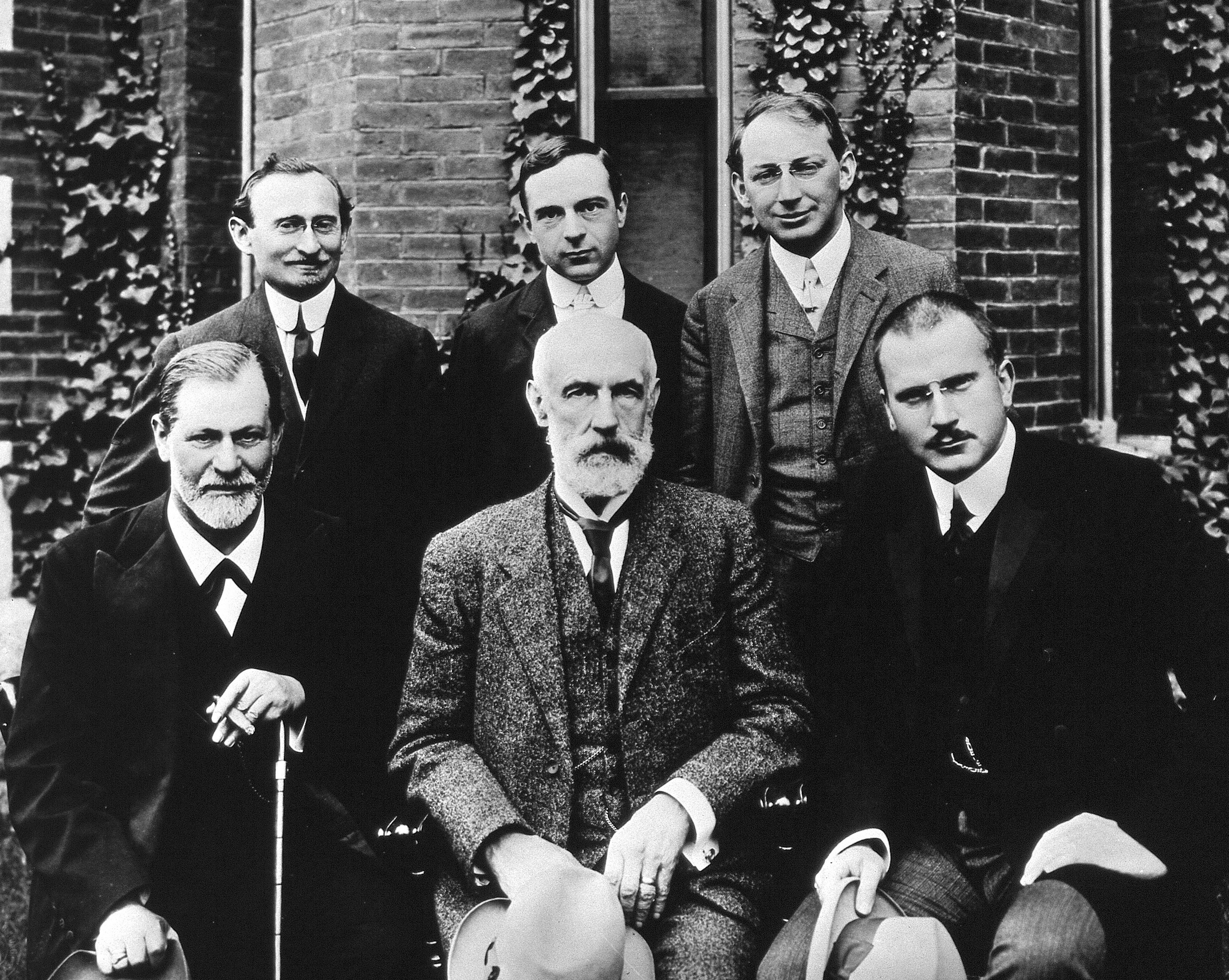
Freud en septembre 1909, lors de la série de conférences faites à la Clark University, à Worcester, Massachusetts. De gauche à droite, au premier rang Sigmund Freud, G. Stanley Hall, Carl Gustav Jung ; au second : Abraham A. Brill, Ernest Jones, Sándor Ferenczi.

En 1901, il publie Psychopathologie de la vie quotidienne. En septembre, il se rapproche d'Eugen Bleuler, de Zurich, et leur correspondance scientifique s'accroît. Les traitements engagés par Freud sur la base de ces hypothèses l'avaient déjà conduit à découvrir que tous ses patients n’ont pas subi de réels traumatismes sexuels dans leurs enfances : ils évoquent des fantasmes et racontent un « roman familial » auquel ils croient. Simultanément, il découvre que certains patients semblent ne pas pouvoir guérir. Ils résistent notamment en répétant et en transposant des sentiments anciens vers l'analyste : mécanisme que Freud appelle le « transfert » qu'il voit encore, et essentiellement, comme un frein à la guérison.

### L'institution psychanalytique (1905–1920)

#### Approfondissements et publications

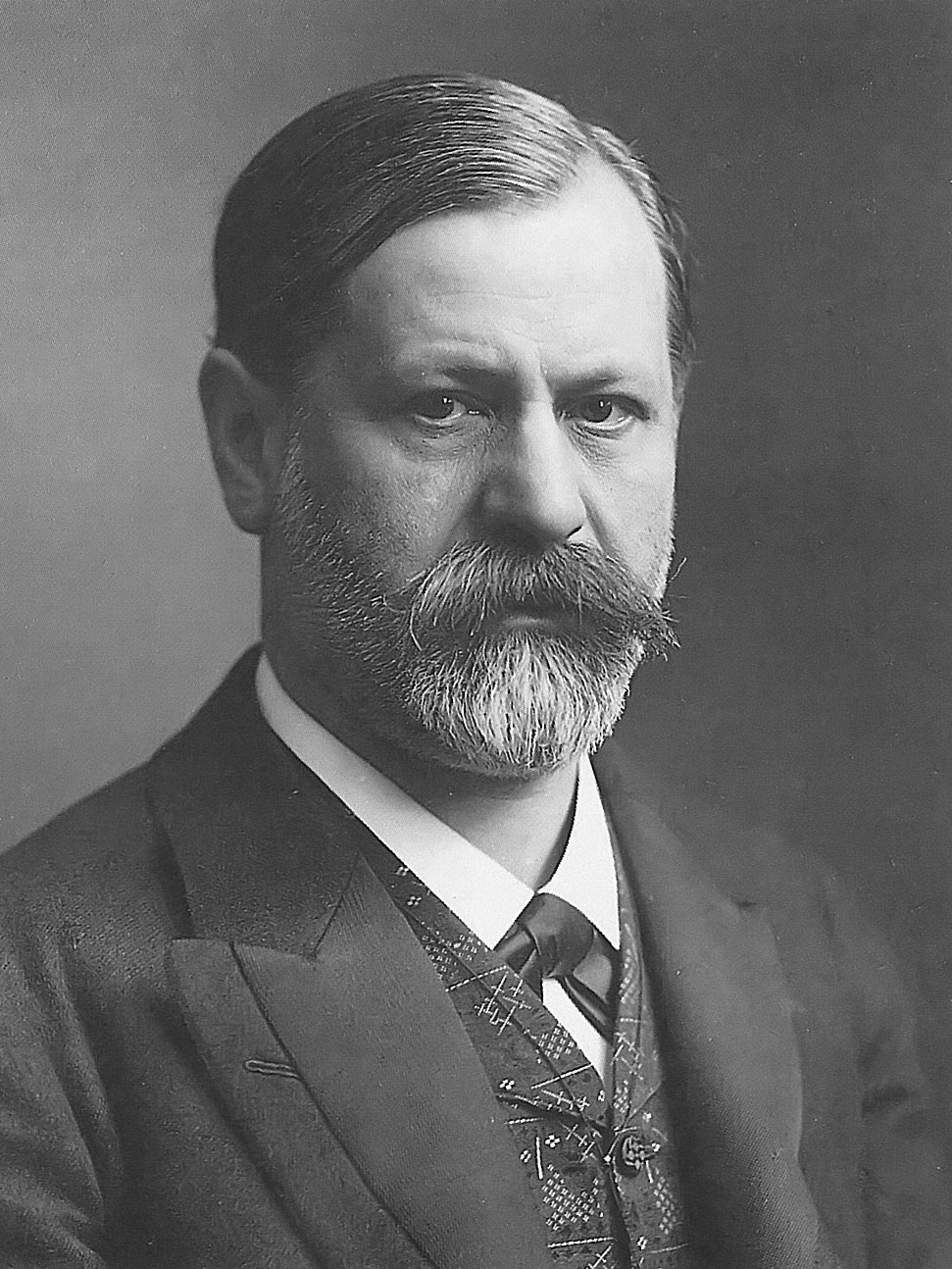
Freud en 1905

En 1905, il publie Trois essais sur la théorie sexuelle, qui rassemble ses hypothèses sur la place de la sexualité et son devenir dans le développement de la personnalité. La sexualité infantile constitue un élément important de la psychanalyse. Il publie également Fragment d'une analyse d'hystérie, qui constitue un compte-rendu du cas d'Ida Bauer, qui illustre le concept de transfert psychanalytique.
Selon Ellenberger, Ilse Bry ou Alfred H. Rifkin, les idées de Freud ont été bien reçues. Pour Ernest Jones et, ultérieurement, Jean-Luc Donnet, c'est le contraire qui est vrai. Donnet précise que le rejet violent de la psychanalyse par les médecins et surtout par les psychiatres est l'une des causes du fait que Freud s'est tellement réjoui du ralliement d'Eugen Bleuler à la psychanalyse et, de fait, c'est à Zurich que la psychanalyse obtient en premier un droit de cité en psychiatrie. La France s'est montrée d'emblée réfractaire à la psychanalyse,. Ailleurs, le succès des ouvrages de Freud est important, mais inégal selon les pays ; on le lit par exemple en traductions dès les années 1900, en russe. Les premiers travaux des disciples de Freud apparaissent également : Otto Rank, âgé de 21 ans, lui remet en effet le manuscrit de son essai psychanalytique L'artiste « Der Künstler »).
En 1906, il s'intéresse à La Gradiva, une nouvelle de l'écrivain allemand Wilhelm Jensen, et rédige un essai, Le délire et les rêves dans la « Gradiva » de Jensen dans lequel il applique les principes psychanalytiques à la création littéraire, étudiant les liens entre la psychanalyse et l'archéologie. La même année, il se brouille définitivement avec Wilhelm Fliess, qui rédige par la suite un pamphlet, Pour ma propre cause, dans lequel il accuse Freud de lui avoir volé ses idées.

#### La reconnaissance

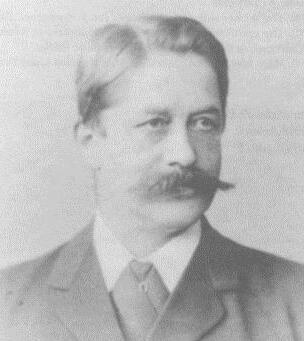
Daniel Paul Schreber ; Freud, Remarques psychanalytiques sur l'autobiographie d'un cas de paranoïa, 1911.

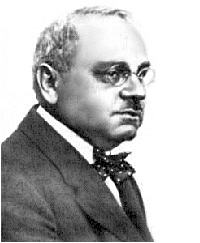
Alfred Adler

En mars 1907, l'isolement de Freud cesse définitivement. Le groupe naissant de psychanalystes tente de créer une collection intitulée « Écrits de psychologie appliquée » aux éditions Deuticke. Freud, directeur de la publication, y publie Le Délire et les rêves dans la Gradiva de Wilhelm Jensen. La même année, il écrit Actes obsédants et exercices religieux, dans lequel il aborde le sujet de la religion : il y présume qu'il existe un rapport entre une névrose obsessionnelle et les exercices religieux. 
En 1908, le petit groupe autour de Freud devient la Société viennoise de psychanalyse et, en août, Karl Abraham fonde la Société psychanalytique de Berlin. L'année suivante, la première revue psychanalytique édite leurs travaux ; elle prend le nom « Jahrbuch für psychoanalytische und psychopathologische Forschungen », souvent abrégée en « Jahrbuch », avec Bleuler et Freud comme directeurs et Jung comme rédacteur en chef. Freud inaugure cette revue avec la publication du cas du petit Hans[réf. nécessaire].
En 1909, Freud parle « de la psychanalyse » (Über Psychoanalyse) pour la première fois publiquement aux États-Unis, où il a été invité par Stanley Hall à tenir une série de conférences à l'université Clark à Worcester, Massachusetts, en compagnie de Carl Gustav Jung, Ernest Jones et Sándor Ferenczi,,. Freud et Jung se voient honorés du titre de « LL. D. » et c'est à ce moment qu'il désigne explicitement Jung comme son « successeur et prince héritier ». Freud déclare alors que le mérite de l'invention de la psychanalyse revient à Josef Breuer mais il précise par la suite qu'il considère que le « procédé cathartique » de Breuer constitue une phase préliminaire à l'invention de la psychanalyse et qu’il en est bien l’inventeur à partir du rejet de l’hypnose et de l’introduction de l’association libre. 
En 1910, paraissent les « Über Psychoanalyse: Fünf Vorlesungen » (Cinq leçons sur la psychanalyse) retranscrivant cinq conférences prononcées l'année précédente à la Clark University, où Freud expose « la base de la technique psychanalytique »,,. Freud s'interroge aussi par la suite sur la nature de la pratique psychanalytique dans un essai, « Über „wilde“ Psychoanalyse » (À propos de la psychanalyse dite sauvage ou « analyse profane »). L'année 1910 marque un sommet dans l'histoire de la psychanalyse et dans la vie de Freud ; lors du second Congrès international à Nuremberg organisé par Jung, les 30 et 31 mars, est créée l'« Internationale Psychoanalytische Vereinigung » (Association psychanalytique internationale, « API »), dont le premier président est Carl Gustav Jung, ainsi qu'une deuxième revue, le « Zentralblatt für Psychoanalyse, Medizinische Monatsschrift für Seelenkunde ». L'IPA rassemble sous son égide les groupes locaux (Ortsgruppen), ceux de Zurich (qui en est le siège), de Vienne et de Berlin ; son but est de défendre la cohésion du mouvement psychanalytique. Une patiente de Jung avec qui ce dernier était passé à l'acte, Sabina Spielrein, le met sur la voie de la théorisation du transfert amoureux envers l'analyste, ainsi que du contre-transfert (de l'analyste envers le patient) et que Freud intègre à sa théorie.
Lors de ses vacances aux Pays-Bas, en 1910, Freud analyse le compositeur Gustav Mahler, lors d'un après-midi de promenade à travers la ville. Freud voyage ensuite à Paris, Rome et Naples, en compagnie de Ferenczi. La psychanalyse naissante se heurte à sa première opposition d'importance : en octobre, répondant à l'appel d'Oppenheim, lors du Congrès de neurologie de Berlin, les médecins allemands de Hambourg mettent à l'index la pratique psychanalytique au sein des sanatoriums locaux.
Le 26 avril 1924, le premier Congrès international de psychanalyse à Salzbourg réunit 42 membres. Freud y présente ses « Bemerkungen über einen Fall von Zwangsneurose » (Remarques sur un cas de névrose obsessionnelle).

#### Dissensions
Freud publie « Eine Kindheitserinnerung des Leonardo da Vinci » (Un souvenir d'enfance de Léonard de Vinci) en 1910, dans lequel apparaissent pour la première fois les concepts de « narcissisme » et de « sublimation ». Il y examine aussi les raisons psychiques de la créativité. La même année, la psychanalyse est la cible de nouvelles critiques émanant de certains milieux médicaux. Par ailleurs, les premiers schismes en son sein se font jour. L'opposition de Freud à la théorie de Jung, qui devient, en 1914, la « psychologie analytique », l'occupe en effet ces années-là. Toujours en 1910, Freud, dans un texte intitulé « Le trouble psychogène de la vision dans la conception psychanalytique », formule pour la première fois un dualisme pulsionnel : les « pulsions sexuelles » y sont opposées aux « pulsions d'autoconservation ». Ce dualisme préfigure, dans le contexte de tension que connaît l'Europe avant la Première Guerre mondiale, la mise à jour des pulsions de vie et de mort (qui intervint en 1920).
En 1911, Freud écrit un texte connu sous le titre « Le Président Schreber » mais par la suite intitulé « Psychoanalytische Bemerkungen über einen autobiographisch beschriebenen Fall von Paranoia (Dementia paranoides) » (Remarques psychanalytiques sur un cas de paranoïa (Dementia paranoïdes) décrit sous forme autobiographique). Freud y retrace l'analyse du juriste et homme politique Daniel Paul Schreber. Il publie aussi un court texte métapsychologique : « Formulierungen über die zwei Prinzipien des psychischen Geschehens » (Formulations sur les deux principes du cours des événements psychiques) dans lequel il décrit le principe de plaisir et le principe de réalité[réf. nécessaire].

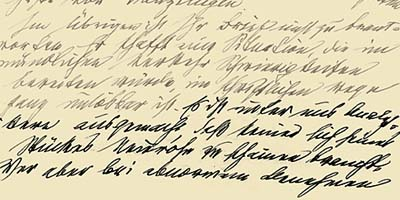
Lettre de la brouille entre Freud et Carl Gustav Jung, en 1913

La direction des revues et des travaux théoriques de l'Association internationale de psychanalyse, celle des séminaires également, occupent Freud à cette période, d’autant que parmi ceux qui travaillent avec lui des rivalités se font jour ainsi que des dissensions théoriques qu'il combat lorsqu'elles remettent en question les rôles de la sexualité infantile et du complexe d'Œdipe comme le font celles de Jung, Adler et Rank. Ainsi, il refuse la mise en avant de l’agressivité par Alfred Adler, car il considère que cette introduction se fait au prix de la réduction de l’importance de la sexualité. Il refuse également l'hypothèse de l’inconscient collectif au détriment des pulsions du Moi et de l’inconscient individuel, et la non-exclusivité des pulsions sexuelles dans la libido que propose Carl Gustav Jung. En juin 1911, Alfred Adler quitte Freud le premier, pour fonder sa propre théorie. L'année suivante c'est au tour de Wilhelm Stekel, alors qu'en 1913, en septembre, Freud se brouille avec Carl Gustav Jung, pourtant annoncé comme son « dauphin ».
En 1913, « Totem und Tabu » (Totem et Tabou) permet à Freud de présenter la portée sociale de la psychanalyse,. Secrètement, depuis 1912, sur l'idée d'Ernest Jones, Freud a réuni autour de lui un petit comité de fidèles partisans (Karl Abraham, Hanns Sachs, Otto Rank, Sandor Ferenczi, Ernest Jones, Anton von Freund et Max Eitingon) sous le nom de « Die Sache » (la « Cause ») et ce jusqu'en 1929. Chaque membre reçoit de Freud une intaille grecque de sa collection privée, qu'il porte sur un anneau d'or. Après la Première Guerre mondiale, en 1924, le mouvement psychanalytique freudien voit le départ d'Otto Rank et en 1929 celui de Sandor Ferenczi[réf. nécessaire].

#### La seconde topique psychique

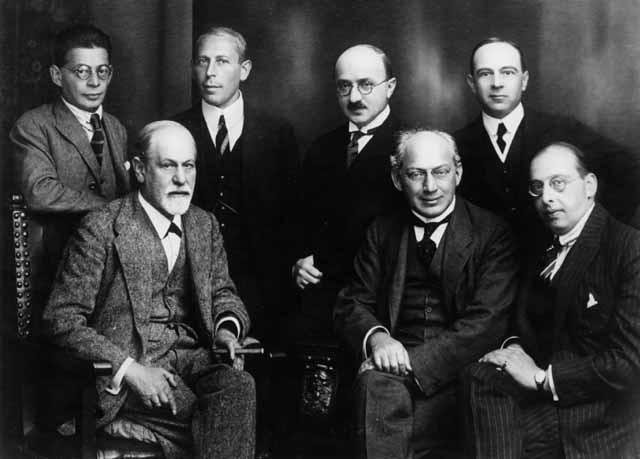
Sigmund Freud entouré de ses plus proches partisans (Sandor Ferenczi, Hanns Sachs (debout), Otto Rank, Karl Abraham, Max Eitingon, et Ernest Jones).

Pendant la guerre, Freud exerce peu. En 1916, il rédige ses cours universitaires, rassemblés sous le titre de « Vorlesungen zur Einführung in die Psychoanalyse » (Cours d'introduction à la psychanalyse, édité en français sous le titre Introduction à la psychanalyse). Le sort de ses fils, sur le front, le préoccupe. La guerre paralyse par ailleurs l'extension du mouvement psychanalytique ; en effet le congrès de Dresde, prévu en 1914, n'a pas lieu. En 1915, il se lance dans la rédaction d’une nouvelle description de l’appareil psychique dont il ne conserve cependant que quelques chapitres. Ce qu’il prépare est en fait une nouvelle conception de la topique psychique. La même année, il est proposé au prix Nobel par le médecin viennois Robert Bárány. Freud publie « Trauer und Melancholie » (Deuil et Mélancolie) en 1917. Helene Deutsch, Magnus Hirschfeld puis Sigmund Freud font état dans leurs écrits de femmes combattantes. En janvier 1920, il est nommé « professeur ordinaire » (ordentlicher Professor ou Ordinarius). À partir de 1920, et alors que le contexte politique et économique s’améliore, Freud publie tour à tour : « Jenseits des Lustprinzips » (Au-delà du principe du plaisir, 1920), qui introduit à travers un nouveau dualisme pulsionnel, les pulsions agressives, nécessaires pour expliquer certains conflits intra-psychiques et « Massenpsychologie und Ich-Analyse » (Psychologie des masses et analyse du Moi, 1921) qui ajoute à la problématique de Le Bon, les rapports entre psychisme individuel et comportements collectifs. Freud, durant ces années de guerre, travaille à une métapsychologie qui lui permette de décrire les processus inconscients sous un triple angle, à la fois dynamique (dans leurs relations entre eux), topique (dans leurs fonctions au sein de la psyché) et économique (dans leurs utilisations de la libido).

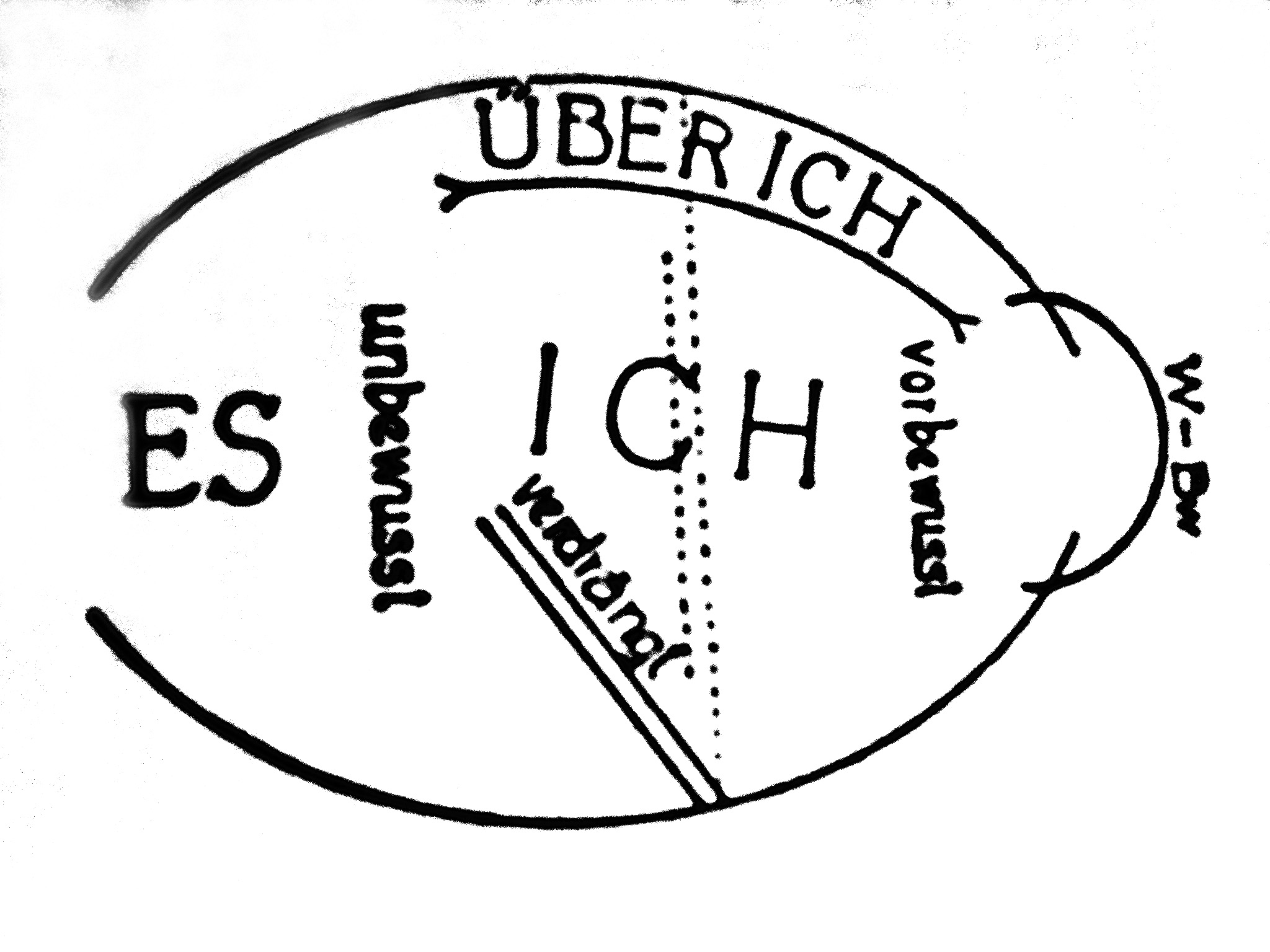
Schéma de Freud dans la « » des Nouvelles conférences d'introduction à la psychanalyse (1933) représentant la seconde topique par rapport à la première topique : Ich (moi), Es (ça), Überich (surmoi) ; 1e topique : W-Bw (Pc - Cs pour Perception-conscience / conscient), puis vorbewusst (préconscient → pcs), unbewusst (inconscient → ics), verdrängt (refoulé).

En 1920, Freud élabore la seconde topique de l'appareil psychique composée du Moi, du Ça et du Surmoi. Elle se superpose à la première (inconscient, préconscient, conscient). Le développement de la personnalité et la dynamique des conflits sont alors interprétés en tant que défenses du Moi contre des pulsions et des affects, plutôt que comme conflits de pulsions ; les pulsions en cause sont celles de la mort. L’ambivalence et la rage étaient perçues dans la première topique comme consécutives de la frustration et subordonnées à la sexualité. Freud complète ainsi sa théorie par un nouveau dualisme pulsionnel, composé de deux types de pulsions antagonistes : la pulsion de vie (l'Éros) et la pulsion de mort, (qu'il se retient toujours de nommer Thanatos). Plus fondamentales que les pulsions de vie, les pulsions de mort tendent à la réduction des tensions (retour à l’inorganique, répétition qui atténue la tension) et ne sont perceptibles que par leur projection au-dehors (paranoïa), leur intrication avec les pulsions libidinales (sadisme, masochisme) ou leur retournement contre le Moi (mélancolie). Freud défend par là une vision double de l'esprit.

### Extension de la psychanalyse et dernières années (1920–1939)

#### Freud, chef de file de la psychanalyse
Pendant le conflit mondial, Freud peut mesurer les effets de la névrose traumatique chez son beau-fils et voir l'impact de cette pathologie dans une famille. Il a ainsi une connaissance directe de ces troubles et indirecte par des disciples qui côtoient la clinique de Julius Wagner-Jauregg comme Victor Tausk ou qui y ont travaillé pendant la guerre comme Helene Deutsch. En octobre 1920, le professeur de médecine légale, Alexander Löffler, invite Freud à témoigner par un exposé devant une commission médico-légale sur les névroses de guerre et les pratiques de soins. Il s'oppose à Julius Wagner-Jauregg qui, lui, prétend que les patients atteints de névrose de guerre sont des simulateurs. Puis, du 8 au 11 septembre, se tient à La Haye le 5e congrès de l'IPA, présidé par Ernest Jones. Freud y intervient en lisant « Ergänzungen zur Traumlehre » (Suppléments à la théorie des rêves). D'autre part, la création d'un comité secret y est décidée, avec Jones comme coordinateur.
La psychanalyse se développe notamment en Grande-Bretagne et en Allemagne. Max Eitingon et Ernst Simmel créent en effet à Berlin une polyclinique psychanalytique alors que Hugh Crichton-Miller fonde la Tavistock Clinic à Londres.
| Freud et sa fille Anna en 1913.             |             |                                                                                               |
| La famille Freud                            |             |                                                                                               |
| Mathilde Freud, mariée à Robert Hollitscher | (1887-1978) | sans enfant                                                                                   |
| Jean-Martin Freud, marié à Esti Drucker     | (1889-1967) | 2 enfants (Walter Freud : 1921-2004 et Sophie Freud : née en 1924)                            |
| Oliver Freud, marié à Henny Fuchs           | (1891-1969) | 1 enfant (Eva Freud : 1924-1944)                                                              |
| Ernst Freud, marié à Lucie Brasch           | (1892-1970) | 3 enfants (Stephen Freud : né en 1921, Lucian Freud : 1922-2011 et Clement Freud : 1924-2009) |
| Sophie Freud, mariée à Max Halberstadt      | (1893-1920) | 2 enfants (W. Ernest Freud : 1914-2008 et Heinz Halberstadt : 1918-1923)                      |
| Anna Freud                                  | (1895-1982) | sans enfant                                                                                   |

La première traduction d’un texte de Freud en France, Introduction à la psychanalyse, par Samuel Jankélévitch, est publiée en 1922. Le mouvement psychanalytique acquiert une clinique psychanalytique à Vienne, l’« Ambulatorium » (centre de soins ambulatoires), consacré au traitement des psychoses et dirigé par trois élèves de Freud, qui n'y participe que peu : Helene Deutsch, Paul Federn et Eduard Hitschmann. En 1923, Freud apprend qu'il est atteint d'un cancer de la mâchoire, qui le fera souffrir pendant tout le reste de sa vie. La même année il choisit de se soumettre à une vasectomie afin, espérait-il, de mieux lutter contre son cancer. Il écrit Le Moi et le Ça à un moment où le mouvement psychanalytique atteint une réputation internationale, notamment en Angleterre et aux États-Unis. Il songe à constituer une édition complète de ses écrits, les « Gesammelten Schriften ».
Le congrès de Salzbourg, en 1924, se déroule en l’absence de Freud. La même année, Otto Rank quitte le mouvement. En Angleterre, les membres de la Société britannique de psychanalyse, refondée en 1919 par Ernest Jones, créent l’« Institute of Psychoanalysis »[réf. nécessaire].
L'année suivante, en 1925, Freud écrit Inhibition, symptôme et angoisse ainsi qu'une esquisse autobiographique. Le 9e congrès de l’Association internationale se tient du 2 au 5 septembre à Bad-Homburg. Anna Freud y lit le texte de son père : « Einige psychische Folgen des anatomischen Geschlechtsunterschieds » (Quelques conséquences psychiques de la différence des sexes au niveau anatomique). Freud ne peut en effet plus voyager, en raison de sa maladie. Il rencontre en 1925 la princesse Marie Bonaparte, petite-nièce de Napoléon, qu'il prend en analyse et qui devient son amie. Plus tard, celle-ci traduit la majorité de ses textes en France.
Freud demeure le chef de file de la psychanalyse, dont il oriente l'évolution. Ses dernières réflexions écrites sont consacrées à étudier et renforcer la psychanalyse sur le plan théorique et clinique. Dans son article « Psychanalyse et médecine » (1925), il invite les non-praticiens à utiliser la psychanalyse. À ce propos, il parle de psychanalyse « laïque » ou « profane », c'est-à-dire, pratiquée par des analystes qui ne sont pas médecins. Il revient aussi sur l'évolution de sa pensée dans son autobiographie. En 1927, sa fille Anna publie « Einführung in die Technik der Kinderanalyse » (Introduction à la psychologie des enfants, texte lu et approuvé par son père).
Dans les dernières années de sa vie, Freud essaye d’extrapoler les concepts psychanalytiques à la compréhension de l’anthropologie et de la culture. Sa vision pessimiste de l'espèce humaine s'exacerbe, notamment après la dissolution du comité secret formé par Ernest Jones, à la suite de querelles d'héritage, des jalousies et des rivalités internes. Il rédige donc un certain nombre de textes dans ce sens, en particulier sur la religion comme illusion ou névrose. En 1927, il publie « Die Zukunft einer Illusion » (L'Avenir d'une illusion), qui porte sur la religion d'un point de vue psychanalytique et matérialiste. En 1930, il publie « Das Unbehagen in der Kultur » (Malaise dans la civilisation) dans lequel Freud décrit un processus de civilisation qui est une reproduction à plus large échelle du processus d'évolution psychique individuel[réf. nécessaire].

#### Derniers travaux, exil et mort

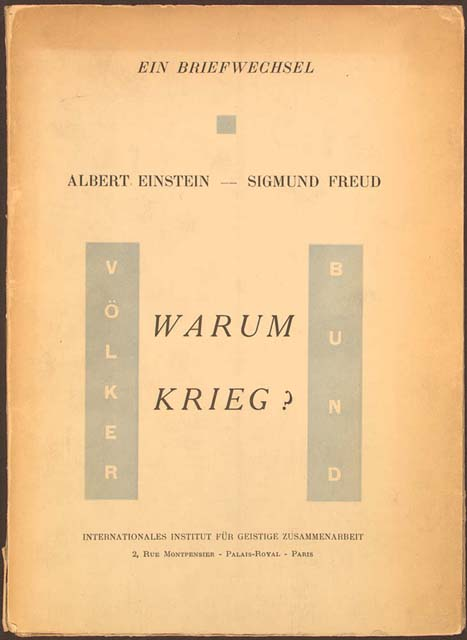
Albert Einstein — Sigmund Freud, Warum Krieg? (« Pourquoi la guerre ? »), Paris, 1933.

Ne se considérant pas comme un écrivain, Freud est surpris d'obtenir le prix Goethe de la ville de Francfort, en août 1930. Puis, il retourne l'année suivante dans sa ville natale de Freiberg pour une cérémonie en son honneur. Dans une lettre du 3 janvier, l'écrivain Thomas Mann s'excuse auprès de Freud pour avoir mis du temps à comprendre l'intérêt de la psychanalyse. En 1932, Freud travaille à un ouvrage de synthèse présentant des conférences devant un public imaginaire, « Neue Folge der Vorlesungen zur Einführung in die Psychoanalyse » (Nouvelles conférences d'introduction à la psychanalyse).
La même année, il publie, en collaboration avec le physicien Albert Einstein, leur pensée sur la guerre et la civilisation, issue de leur correspondance, dans un essai intitulé « Warum Krieg » (Pourquoi la guerre ?). À Vienne, Thomas Mann prononce le 8 mai 1936 un éloge de Freud (intitulé « Freud und die Zukunft » : « Freud et l’avenir »), où il déclare : « Freud rend sa pensée en artiste, comme Schopenhauer ; il est comme lui un écrivain européen », justifiant par ces mots la remise du prix Goethe de Francfort à l'inventeur de la psychanalyse. Freud et Thomas Mann se sont liés d’amitié après la publication par l'écrivain de Freud et la pensée moderne (1929) et du Chevalier entre la mort et le diable (1931). À propos du dernier ouvrage de Freud, « Der Mann Moses und die monotheistische Religion » (Moïse et le monothéisme, 1936), Jacques Le Rider explique qu'il « invente une tradition juive du libéralisme et de l'esprit scientifique ».
En mai 1933, les ouvrages de Freud sont brûlés en Allemagne lors des autodafés nazis. Il refuse de s'exiler jusqu'en mars 1938, lorsque les Allemands entrent à Vienne (Anschluss, le 12 mars). La Société psychanalytique de Vienne décide alors que chaque analyste juif doit quitter le pays, et que le siège de l'organisation doit être transféré là où réside Freud. Ce dernier décide finalement de s'exiler lorsque sa fille Anna est arrêtée le 22 mars, pour une journée, par la Gestapo. Grâce à l'intervention de l'ambassadeur américain William C. Bullitt et à une nouvelle rançon versée par Marie Bonaparte, Freud obtient un visa valable pour seize personnes et peut quitter Vienne par l’Orient-Express avec sa femme, sa fille Anna et la domestique Paula Fichtl, le 4 juin. Au moment de partir, il signe une déclaration attestant qu'il n'a pas été maltraité: « Je soussigné, Professeur Freud déclare par la présente que depuis l’annexion de l’Autriche par le Reich allemand, j’ai été traité avec tout le respect et la considération dus à ma réputation de scientifique par les autorités allemandes et en particulier par la Gestapo et que j’ai pu vivre et travailler jouissant d’une pleine liberté ; j’ai pu également poursuivre l’exercice de mes activités de la manière que je désirais et qu’à cet effet j’ai rencontré le plein appui des personnes intéressées, je n’ai aucun lieu d’émettre la plus petite plainte. » Selon son fils Martin, il aurait ajouté, ironique : « Je puis cordialement recommander la Gestapo à tous. » Pour Michel Onfray, ceci relève du « mythe » et de la légende hagiographique.
Pour quitter l'Autriche, Freud bénéficie en outre du soutien d'Anton Sauerwald, le commissaire nazi chargé de prendre le contrôle de sa personne et de ses biens : ancien élève de Josef Herzig, un professeur et ami de Freud, Sauerwald facilite le départ de Freud et de ses proches pour Londres, où il va d'ailleurs ensuite lui rendre visite. Il est parfois reproché à Freud de ne pas avoir indiqué les noms de ses sœurs sur la liste des seize personnes autorisées à quitter l'Autriche, notamment son médecin, la famille de celui-ci, ses infirmières, de sa domestique. Celles-ci, Rosa, Marie, Adolfina et Paula, déjà âgées et ne se sentant pas menacées du fait de leur âge, ne voulaient pas partir, mais elles sont déportées et meurent en camp de concentration.

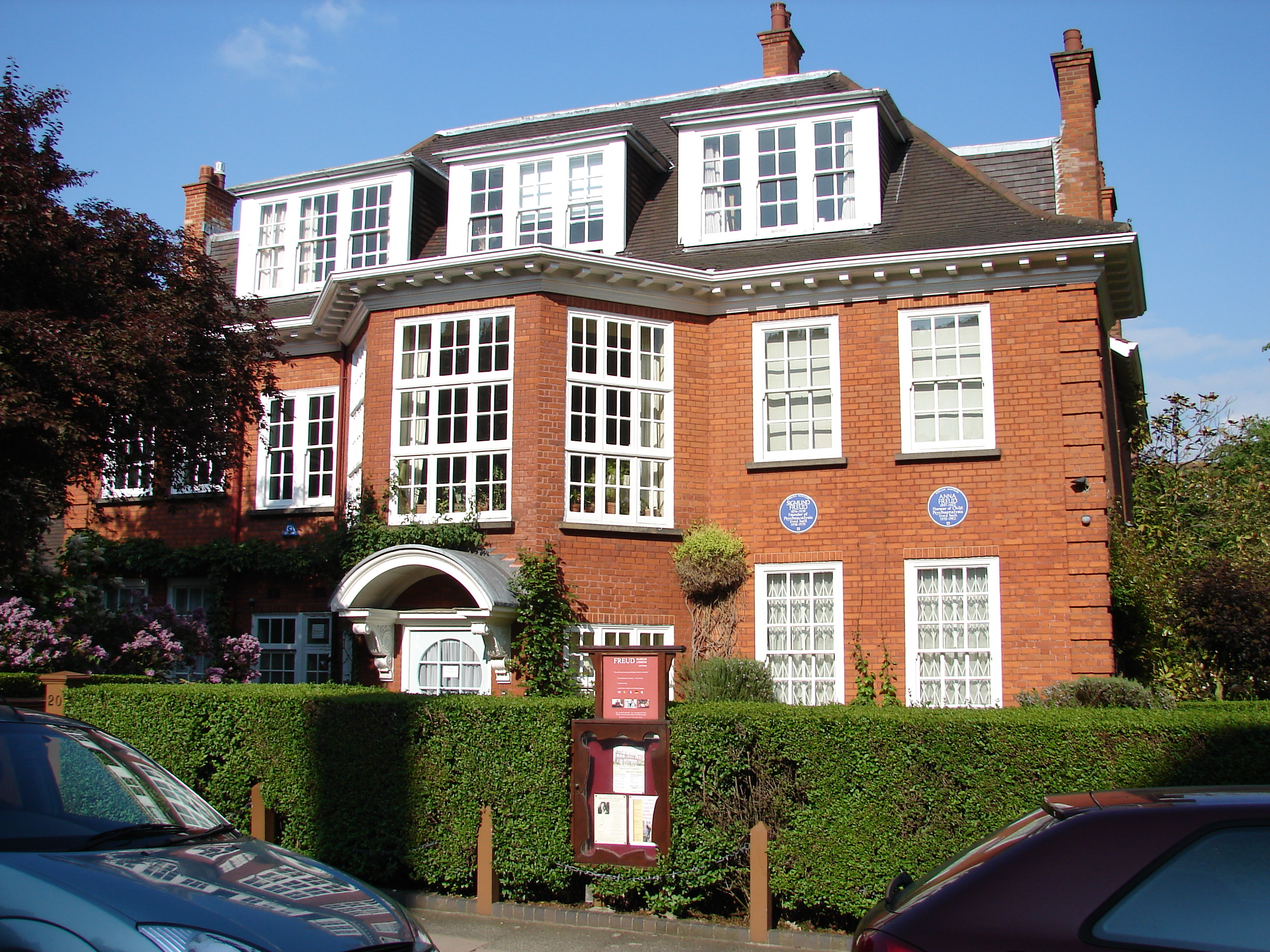
Le Freud Museum de Londres aujourd'hui

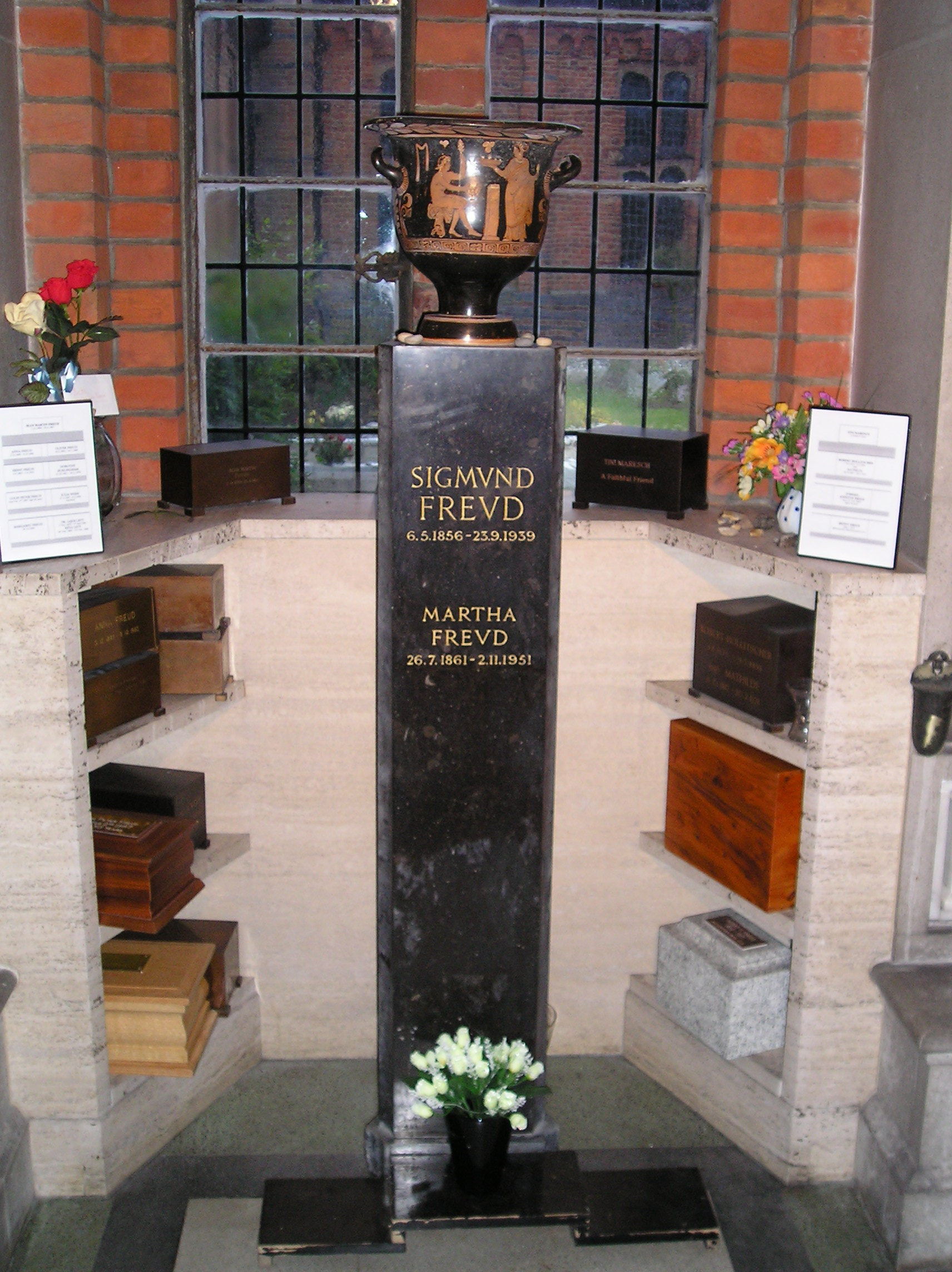
Lieu du crématorium où sont disposés les cendres de Sigmund et Martha Freud dans une céramique ; le vase, qui date du ou IVe siècle av. J.-C., représentant Dionysos et une ménade, est un cadeau de Marie Bonaparte. Les cendres d'Anna Freud sont dans la première case à gauche.

La famille Freud gagne d'abord Paris, où Freud est accueilli par Marie Bonaparte et son époux, Georges de Grèce, puis Londres, où elle est reçue avec tous les honneurs, notamment par l'ambassadeur américain William Bullitt, que Freud connaît depuis quelques années déjà, lorsque les deux hommes avaient travaillé ensemble à une étude sur le président américain Woodrow Wilson intitulée « Woodrow Wilson: A Psychological Study »(publiée en 1966,,). Freud et sa famille s'installent dans une maison au 20 Maresfield Gardens, dans le quartier londonien de Hampstead. Il est nommé membre de la Royal Society of Medicine. Freud reçoit la nomination chez lui, ne pouvant se déplacer, affaibli par son cancer et par trente-deux opérations et traitements successifs[réf. nécessaire]. Plusieurs scientifiques et écrivains à Londres veulent proposer sa candidature au prix Nobel de médecine, mais lui-même écrivit en juin 1938 à Arnold Zweig que le comité Nobel ne défiera pas le troisième Reich.
Freud meurt à son domicile londonien, le 23 septembre 1939, à 3 heures du matin, d’un carcinome verruqueux d’Ackerman, à l'âge de 83 ans. À sa demande, et avec l'accord d'Anna Freud, Max Schur, son médecin personnel, lui a injecté une forte dose, sans doute létale, de morphine. Il est incinéré au cimetière de Golders Green et des hommages lui sont rendus par Ernest Jones, au nom de l'Association psychanalytique internationale, et par l'écrivain Stefan Zweig, le 26 septembre.
Après la mort d'Anna Freud, en 1982, la maison des Freud de Maresfield Gardens est transformée en musée. En 2002, une blue plaque est apposée sur la façade du musée.

## Son œuvre: la psychanalyse

### Le mouvement psychanalytique

#### La théorie psychanalytique: «science de l'inconscient»
La psychanalyse — dont l'idée a évolué depuis ses débuts, en 1896, aux derniers exposés de la plume de Freud, en 1930 — regroupe trois acceptions selon Paul-Laurent Assoun, qui les reprend de la publication de Freud de 1923 Psychanalyse et Théorie de la libido. Le terme désigne en effet d'abord une certaine méthode d'investigation du psychisme inconscient, mais aussi une méthode de traitement (la cure psychanalytique), et, plus généralement une conception psychologique globale touchant à la vision même de l'homme. Selon Lydia Flem, psychanalyste et écrivain : « Par la triple voie du personnel, du pathologique et du culturel, c'est de l'insu de l'âme humaine qu'il [Freud] cherche à devenir l'interprète ». Le mouvement psychanalytique représente aussi le corpus de théories issues de l'expérience analytique, participant à la conceptualisation de l'appareil psychique et développées depuis Freud. Cette théorie psychanalytique (qui est dite d'orientation psychodynamique, au sein de la discipline psychologique) se fonde d'abord sur les recherches de Freud et sur les concepts majeurs qu'il a créés tels que ceux de « transfert », de « répétition » et de « pulsion ». Pour ce qui est du concept d' inconscient, contrairement à une croyance populaire, ce n'est pas Freud mais Theodor Lipps qui en est l'inventeur.
Du point de vue de sa méthode d'approche, son objet étant l'inconscient, la psychanalyse est une discipline centrée sur l'observation et non sur l'expérimentation ; elle est donc selon les freudiens une « science phénoménale » rattachée à la médecine et à la psychiatrie, mais possédant auprès de celles-ci une autonomie relative.
Depuis ses premiers écrits fondateurs, Freud considère que la scientificité de la psychanalyse repose sur son objet : l'inconscient. Or, la plupart des critiques envers la psychanalyse lui contestent cette qualification de scientificité. Pourtant, elle est, selon Paul-Laurent Assoun, une collection de connaissances et de recherches ayant atteint un degré suffisant d'unité et de généralité, et donc capable de fonder « un consensus sur des relations objectives découvertes graduellement et confirmées par des méthodes de vérifications définies. » La psychanalyse est donc considérée par les freudiens comme une science de la nature car elle repose sur des concepts fondamentaux, notamment celui de pulsion (Trieb). Enfin, la psychanalyse récuse toute métaphysique.

##### Épistémologie psychanalytique freudienne
Comme le constate Roland Gori, même si le terme d' « épistémologie » est « quasiment absent du texte freudien, une épistémologie freudienne n'en est pas moins présente ». En langue anglaise, The Standard Edition of the Complete Psychological Works of Sigmund Freud indique « seulement trois occurrences du terme epistomological, traduction de l'adjectif erkenntnistheoretisch employé par Freud ». Le mot Epistemology / Épistémologie est « d'apparition récente » (il n'est introduit en France qu'en 1901). En anglais, la distinction entre l'épistémologie et la théorie de la connaissance (Erkenntnistheorie, mot qu'emploie Freud) n'est pas usuelle, et « de ce fait, l'épistémologie se trouve assez fréquemment confondue avec la théorie de la connaissance ».

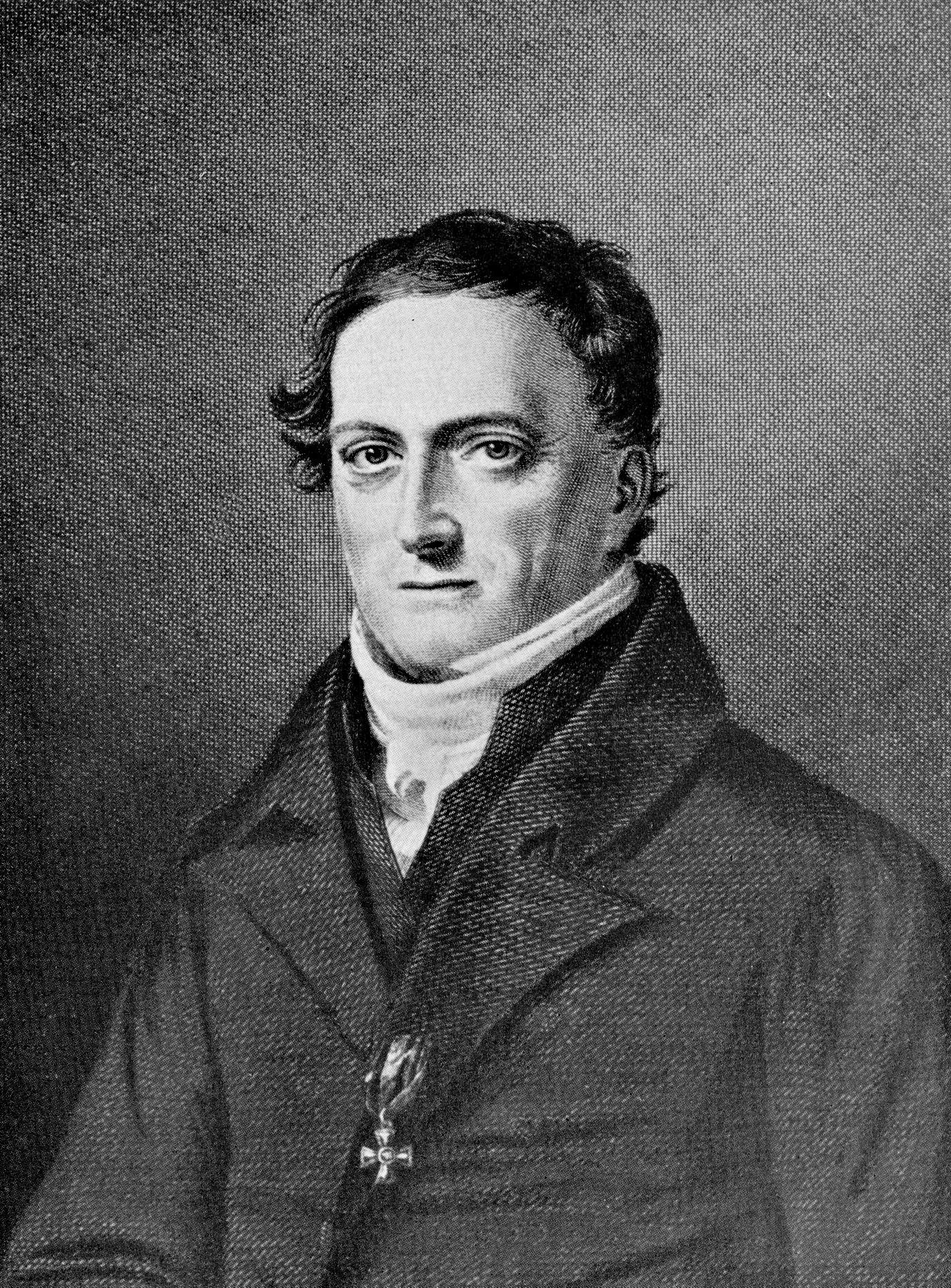
En élaborant une psychologie scientifique en relation avec les sciences de la nature, Johann Friedrich Herbart a beaucoup influencé Sigmund Freud, fondateur de la psychanalyse.

Dans son Introduction à l'épistémologie freudienne (1981), Paul-Laurent Assoun rappelle la « tentative particulièrement significative » au début des années 1930 que représente Les bases historiques de la psychanalyse (Historische Grundlagen der Psychoanalyse, Darmstadt, 1932) de Maria Dorer en Allemagne. À la suite du travail de la psychologue polonaise Luisa von Karpinska, Maria Dorer « mettait en évidence la filiation de la psychanalyse avec la psychologie issue de Herbart ». Cet « impact de Herbart sur Freud » serait parvenu à l'inventeur de la psychanalyse  « par le relais de ses maîtres viennois, Meynert notamment ». Mais, selon Assoun, en exagérant l'impact néfaste de Herbart sur Freud, impact considéré par Dorer comme « la tare héréditaire du matérialisme » par son « absence de tout “sens des valeurs” », l'enquête historique pourtant positive sur les origines épistémiques de l'invention de la psychanalyse « a pour effet et finalité d'abolir l'inédit freudien ». De la sorte, la tentative pourtant utile, fidèle à l'histoire, de Maria Dorer n'est pas sans annoncer déjà, et pour longtemps, « le lien qui s'est forgé entre la question du savoir freudien et des enjeux axiologiques » (les valeurs).
Freud considère la psychanalyse comme une science de la nature (Naturwissenschaft), ce qui « ne fait sens que si l’on tient compte de la distinction entre sciences de la nature (Naturwissenschaften) et sciences de l’esprit (Geisteswissenschaften), dans le monde germanique de la fin du XIXe siècle ». Le « savoir psychanalytique » se constitue « dans un champ épistémique en pleine révolution ». L'enjeu épistémologique se cristallise  autour d'une « querelle des méthodes (Methodenstreit) » qui mobilise les passions. La cause en est « la montée des sciences dites de l'homme ou de l'esprit, ou encore “sciences morales” ». Dès lors, la survenue d'un savoir inédit comme la psychanalyse, revendiquée par son inventeur comme une Naturwissenschaft, « implique une véritable réforme de l'entendement épistémologique dans la communauté scientifique » aux enjeux de laquelle la thèse moniste freudienne doit se confronter.

#### Développement et influence du mouvement psychanalytique

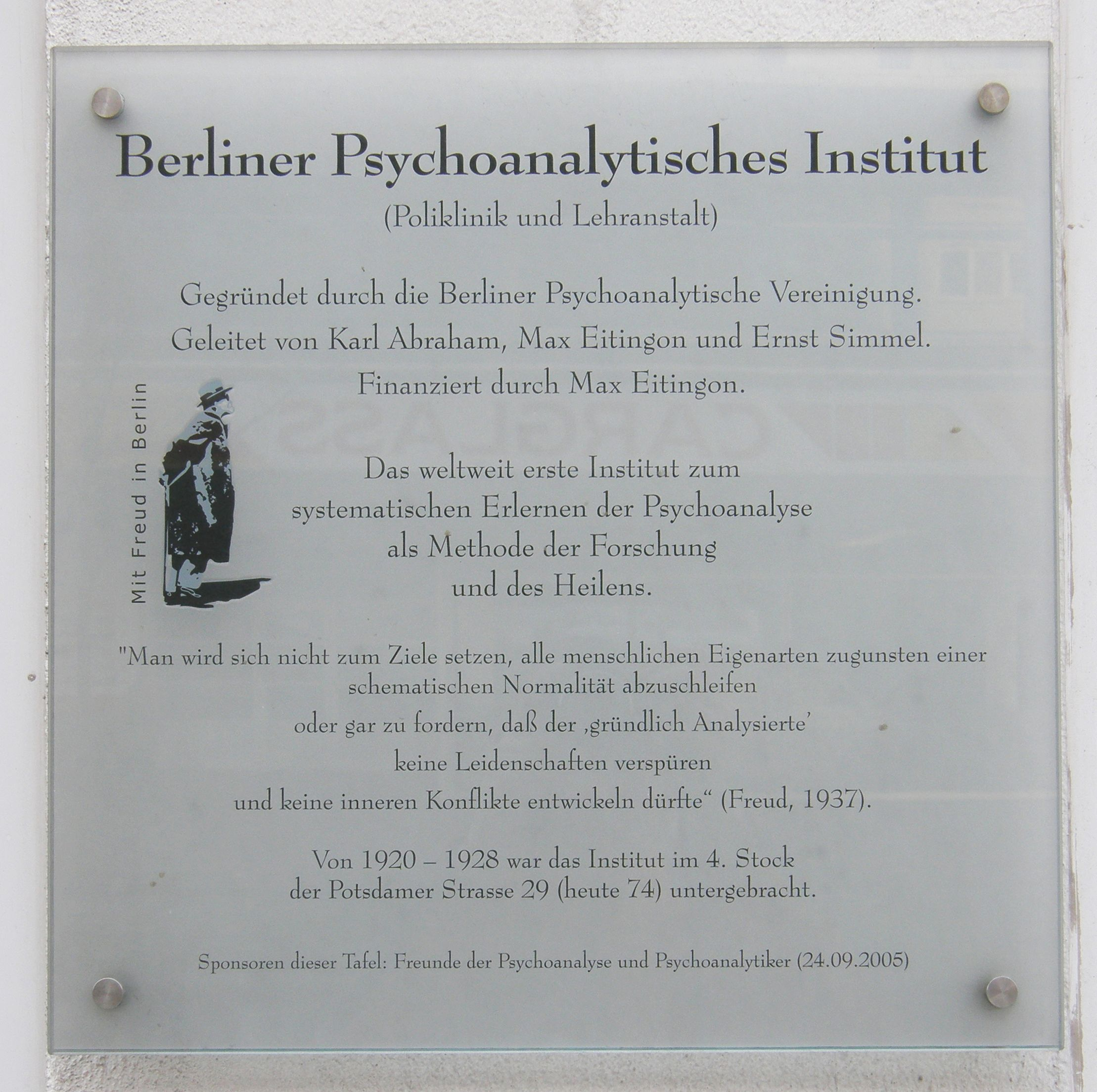
Plaque de l'Institut psychanalytique de Berlin

Avec sa conception de l'inconscient, Freud a permis une compréhension des névroses et, au-delà, de la psyché. Les travaux historiques d'Ernest Jones et, plus récemment, d'Henri Ellenberger montrent cependant que le concept d'« inconscient » est antérieur à Freud, mais précisent que ce dernier est un précurseur par sa manière de le théoriser, dans sa première topique d'abord, puis dans la seconde. Marcel Gauchet, dans L'Inconscient cérébral (1999) évoque l'idée « révolutionnaire » de Freud, celle d'un « inconscient dynamique ». Le mouvement psychanalytique s'est développé d'abord en référence à Freud et à ses proches partisans, puis en opposition à ses détracteurs, tant internes (Carl Gustav Jung, Alfred Adler et Otto Rank parmi les principaux) qu'externes avec entre autres Pierre Janet et certains médecins et/ou psychiatres académiques. Les modalités de formation des psychanalystes se sont formalisées notamment avec son pilier central : l'analyse didactique est instaurée pour la première fois à l'Institut psychanalytique de Berlin.
Depuis 1967, les psychanalystes de la « troisième génération » établissent un retour historique et épistémologique sur ce mouvement. Dans le Vocabulaire de la psychanalyse, Jean Laplanche et Jean-Bertrand Pontalis isolent ainsi environ 90 concepts strictement freudiens à l'intérieur d'un vocabulaire psychanalytique contemporain composé de 430 termes alors qu'Alain de Mijolla en dresse un panorama chronologique précis. Le travail de pionnier de Freud a eu un impact sur d'autres disciplines : sur la psychologie en premier lieu, mais aussi sur la nosographie des troubles mentaux, sur la psychopathologie, sur la relation d'aide, la psychiatrie, l'éducation, la sociologie, la neurologie et la littérature. À un niveau plus général, Freud est également considéré par certains psychanalystes (comme Wilhelm Reich ou André Green, Françoise Dolto et Daniel Lagache plus tard) comme ayant été celui qui a délivré la parole sur la sexualité et notamment la sexualité féminine, sujets jusqu'alors méprisés par beaucoup de médecins.

#### Les continuateurs de Freud
Après la mort de Freud (mais également de son vivant), plusieurs écoles psychanalytiques entretiennent entre elles des rapports souvent polémiques, dépendant des postulats retenus et des spécificités nationales. Deux types de courants peuvent être distingués : ceux dits « orthodoxes », proches du freudisme, et ceux s'en écartant sur des points fondateurs : les courants « hétérodoxes ». Plusieurs points théoriques vont constituer des zones de division. Ainsi, pendant la Seconde Guerre mondiale se développe la question de l'analyse groupale, avec des analystes comme Wilfred Bion, qui développe sa propre conception. Par ailleurs, c'est en Angleterre que se déroulent, à partir de 1942, les dissensions théorico-cliniques entre Melanie Klein, Anna Freud et le Groupe des Indépendants, sur plusieurs sujets. L’association psychanalytique internationale regroupe les psychanalystes freudiens orthodoxes[réf. souhaitée].
En France, par exemple, la Société psychanalytique de Paris relaye la psychanalyse, essentiellement freudienne, kleinienne et winnicottienne en fonction des orientations des membres qui la composent. Le courant lacanien s'en écarte toutefois, jusqu'à la rupture dans les années 1950, notamment à propos de l'axiome lacanien selon lequel « l'inconscient est structuré comme un langage » et surtout sur les modalités de formation des psychanalystes qui, pour Lacan et ses adeptes, diffèrent radicalement de celles de l'I.P.A. et des associations affiliées. Si Lacan a été en opposition avec l'IPA, il ne faut pas le voir comme étant en opposition avec Freud : en témoignent son « retour à Freud » et ce propos de Jean-Michel Rabaté : « De même qu'Althusser se demandait comment lire Marx de façon « symptomatique », en séparant ce qui est authentiquement « marxiste » de ce qui est purement « hégélien » dans ses écrits, Lacan se demande où et comment repérer les textes où Freud se montre authentiquement « freudien » ».
Avec l'immigration de nombreux psychanalystes d'Europe avant, pendant et après la guerre, la psychanalyse prend beaucoup d'importance aux États-Unis, avec l’American Psychoanalytic Association ou la Self-psychology. Il existe aussi l'ego-psychology et les courants totalement autonomes, issus des schismes successifs : ceux d'Alfred Adler, d'Otto Rank, Wilhelm Reich et de Carl Gustav Jung. Enfin, de nombreux psychanalystes contemporains, comme Sándor Ferenczi ou Donald Winnicott, développent et propagent leur vision des conceptions freudiennes, tels ceux dits de la « nébuleuse marginale » selon Paul Bercherie, ou ceux, à la pensée plus individuelle comme : Juliette Favez-Boutonier, Daniel Lagache, Françoise Dolto, André Green ou Didier Anzieu.

#### Influence et interactions de la psychanalyse
Dans un article intitulé L'Intérêt de la psychanalyse (Das Interesse an der Psychoanalyse, 1913) paru simultanément en allemand et en français à Bologne dans Scientia, « revue internationale de synthèse scientifique », il apparaît qu'« il s'agit moins pour Freud de recenser les différents champs d'application possibles de la psychanalyse que d'aborder celle-ci du point de vue des “nombreux domaines du savoir pour laquelle elle est intéressante” ». En dehors de l'intérêt qu'elle présente pour la psychologie (exposé dans la première partie), la seconde partie de l'essai montre l'intérêt que présente la psychanalyse « pour les sciences non psychologiques ». Dans cette seconde partie, « la plus originale », selon Alain de Mijolla, il est ainsi question de l'intérêt que peut avoir la psychanalyse pour d'autres disciplines comme les « sciences du langage », la philosophie, la biologie, l'« histoire du développement », l'« histoire de la civilisation », l'esthétique, la sociologie et la pédagogie.
La psychanalyse a eu une profonde influence sur la plupart des sciences humaines : sur l'ethnologie (avec Géza Róheim et l'ethnopsychanalyse), sur l'anthropologie et les sciences juridiques (avec le juriste Pierre Legendre), sur le marxisme (par le freudo-marxisme et avec Herbert Marcuse) et sur les sciences politiques. La philosophie du XXe siècle a su se nourrir des apports de la psychanalyse d'après Paul-Laurent Assoun et ce à travers des personnalités comme Jean-Paul Sartre, Gilles Deleuze, Jacques Derrida, Félix Guattari, René Girard, Jean-François Lyotard ou Michel de Certeau. Le sociologue Norbert Elias, tout en se distanciant du mouvement des psychanalystes, reconnaît l'avancée de Freud, qui propose, selon lui, « le modèle le plus clair et le plus avancé de la personne humaine ». Le philosophe Paul Ricœur le situe aux côtés de Karl Marx et de Friedrich Nietzsche comme étant l'un des trois grands « maîtres du soupçon », de ceux qui ont induit le doute dans la conception philosophique classique du sujet.
L'étude psychanalytique de la question de la psychosomatique a également une importance en médecine avec, par exemple, les apports de Franz Alexander et ceux de Michael Balint en Angleterre : les « Groupes Balint » sont menés par des psychanalystes, pour les médecins, et en rapport avec les pratiques de ces derniers, à partir d'études de cas. En France, Pierre Marty, Michel Fain et Michel de M'Uzan pour les affections somatiques, Françoise Dolto pour la pédiatrie et Didier Anzieu pour les groupes sont des exemples d'applications de la psychanalyse en dehors du champ de la cure type. En art, le surréalisme d'André Breton se réclame de la psychanalyse. L'influence est également importante dans le champ de l'interprétation artistique ou littéraire. La notion de sublimation, et, plus généralement, la théorie freudienne en art a été reprise par Deleuze et Guattari, René Girard, Jean-François Lyotard, ainsi qu'en esthétique, en histoire de l'art et dans les Cultural Studies.

### Principaux concepts freudiens

#### L'inconscient
Freud introduit dans les sciences humaines une conception nouvelle de l'inconscient. Depuis longtemps, il avait été remarqué que certains phénomènes échappent à la conscience. Les philosophes Leibniz et Arthur Schopenhauer considèrent qu'il existe un arrière-plan à la conscience. Le poète allemand Novalis est le premier à se servir du mot « inconscient », dans la continuité des thèses post-romantiques de Karl Robert Eduard von Hartmann avec son ouvrage « Philosophie des Unbewussten » (Philosophie de l’inconscient) en 1869 mais surtout de Carl Gustav Carus (« Psyche », 1851), ce dernier se représentant un « inconscient absolu » et un « inconscient relatif ». La théorie de Freud est directement liée à leurs travaux. Freud doit aussi à la psychologie expérimentale, et notamment à l'approche de l'hystérie. Les phénomènes d'ivresse ou de transe donnent en effet des exemples d'abolition de la conscience. Or, l'inconscient qu'introduit Freud n'est pas simplement ce qui ne relève pas de la conscience, comme chez von Hartmann. Par « inconscient », il entend à la fois un certain nombre de données, d'informations, d'injonctions tenues hors de la conscience, mais il y englobe aussi l'ensemble des processus qui empêchent certaines données de parvenir à la conscience, et permettent aux autres d'y accéder, comme le refoulement, le principe de réalité, le principe de plaisir, la pulsion de mort. Ainsi, Freud considère l’inconscient comme l'origine de la plupart des phénomènes conscients eux-mêmes, et ce d'une manière nettement différenciée de ses prédécesseurs, car celui-ci évolue de manière dynamique.

Schéma de l'appareil psychique, métaphorisé par un iceberg et selon les deux topiques freudiennes.

L'inconscient est la « thèse inaugurale de la psychanalyse » grâce aux travaux de Freud. Dans Quelques remarques sur le concept d'inconscient en psychanalyse (1912), le Viennois se propose de décrire la spécificité du concept. Il y donne une présentation hiérarchique de la notion, qui désigne d'abord le caractère ou l'aptitude d'une représentation ou d'un élément psychique quelconque présent à la conscience de manière intermittente et qui semble n'en pas dépendre. Sur ce point, Freud se réfère à la théorie du psychiatre français Hippolyte Bernheim quant à l'expérience suggestive et à l'hypnose. Par ailleurs, la notion regroupe la constatation d'une dynamique propre à cette représentation inconsciente, et dont l'exemple le plus révélateur est le phénomène d'hystérie. L'inconscient freudien acquiert dès lors son qualificatif de « psychique ». Un troisième niveau vient ensuite compléter la notion telle qu'elle est acceptée en psychanalyse : le niveau systémique par lequel l'inconscient manifeste les propriétés d'un système (que Freud désigne par l'abrégé Ubw, « Ics » en français). Les premiers psychanalystes ont pu parler à ce sujet de « subconscient », terme vite écarté par Freud, car étant imprécis pour expliquer un système existant sui generis, et, donc indépendant de la conscience.

#### Les trois instances de l’appareil psychique
Dans sa première topique, c'est-à-dire dans le second modèle théorique de représentation du fonctionnement psychique proposé en 1920, Freud distingue trois instances : l'inconscient, le préconscient et le conscient. Dans la seconde topique, l'appareil psychique comprend le Ça, le Moi et le Surmoi, trois instances supplémentaires fondatrices de la psychanalyse. Le Ça (Es) est présent dès la naissance ; il s’agit de manifestations somatiques. Si le Ça est inaccessible à la conscience, les symptômes de maladie psychique et les rêves permettent d’en avoir un aperçu. Le Ça obéit au principe de plaisir et recherche la satisfaction immédiate. Le Moi (Ich) est en grande partie conscient, il est le reflet de ce que nous sommes en société ; il cherche à éviter les tensions trop fortes du monde extérieur ainsi que les souffrances, grâce, notamment, aux mécanismes de défense (refoulement, régression, rationalisation, sublimation, etc.) se trouvant dans la partie inconsciente de cette instance. Le Moi est l’entité qui rend la vie sociale possible. Il suit le principe de réalité. Bien que le Surmoi (Über-Ich) existe depuis la naissance et que, jusqu'à cinq ans, l’enfant héritant de l’instance parentale, groupale et sociale emmagasine quantité de règles de savoir-vivre à respecter, le Surmoi se développe particulièrement lorsque le complexe d'Œdipe est résolu. Du fait des pressions sociales, en intériorisant les règles morales ou culturelles de ses parents et du groupe, l’enfant, puis l'adulte pratiquent le refoulement. En effet, le Surmoi punit le Moi pour ses écarts par le truchement du remords et de la culpabilité.

#### La libido et la sexualité infantile
Les pulsions sexuelles sont conçues par Freud comme une énergie, qu'il nomme « libido » (« le désir » en latin). Ces pulsions sont susceptibles de maintes transformations et adaptations selon la personnalité et l'environnement. La libido est en effet essentiellement plastique et son refoulement est le plus souvent à l'origine des troubles psychiques alors que sa sublimation explique les productions culturelles, intellectuelles et artistiques de l’humanité. La doctrine freudienne de la libido a souvent été critiquée comme étant un « pansexualisme » matérialiste. Constituant le socle de la métapsychologie freudienne, le concept de libido, décrit dans Trois essais sur la théorie sexuelle (1905/1915/1920), est lié à celui de pulsion : « La théorie de la libido permet de prendre la mesure de la complexité de la sexualité humaine, dont le caractère biphasique interdit de la réduire à une fonction biologique », et ce, même si la prise en compte de la fonction de procréation est à considérer. En effet, sa nature est prégénitale et symbolique, et sa fixation conditionne la formation de la névrose.
Freud est le premier à élaborer une conception de la sexualité infantile. L'idée en est surtout formalisée en 1905 dans l'ouvrage Trois essais sur la théorie sexuelle, tout en provenant de travaux précédents, en particulier de la théorie de la séduction, abandonnée en 1897, à partir de laquelle Freud a commencé de mettre en place sa théorisation dite de la sexualité infantile à travers son aspect pulsionnel. Il y décrit l'existence d'une opposition radicale entre sexualité primaire et adulte, marquée par le primat du génital, et sexualité infantile, où les buts sexuels sont multiples et les zones érogènes nombreuses, à tel point que Freud est souvent considéré comme le découvreur de la sexualité de l'enfant. Progressivement, entre 1913 et 1923, cette thèse se trouve remaniée par l'introduction de la notion de « stades prégénitaux », précédant l'instauration du stade génital proprement dit, et qui sont : le stade oral, le stade anal et le stade phallique (voir supra). Freud propose ainsi d'expliquer l'évolution de l'enfant à travers des caractères pulsionnels d'ordre sexuel qui vont évoluer au travers de plusieurs stades psycho-affectifs, pour aboutir ensuite à la sexualité génitale adulte. C'est aujourd'hui une base théorique importante en psychologie clinique ou en pédopsychiatrie.

#### Les rêves

Odilon Redon, Muse sur Pégase, 1900.

Selon Freud, l'« interprétation des rêves est la voie royale qui mène à la connaissance de l'inconscient ». Les rêves sont en effet, dans le modèle psychanalytique, des représentations de désirs refoulés dans l’inconscient par la censure psychique (le Surmoi). Les désirs se manifestent ainsi dans le rêve de manière moins réprimée qu'à l'état de veille. Le contenu manifeste du rêve est le résultat d'un travail intrapsychique qui vise à masquer le contenu latent, par exemple un désir œdipien. En cure de psychanalyse, le travail repose sur l'interprétation à partir du récit (contenu manifeste) du rêve. Les associations du patient sur son rêve permettent de révéler son contenu latent ; ce « travail du rêve » (Traumarbeit) repose sur quatre procédés fondamentaux. Tout d'abord, le rêve condense, comme s'il obéissait à un principe d'économie psychique, c'est-à-dire qu'une seule représentation concentre plusieurs idées, plusieurs images, parfois même des désirs contradictoires. Deuxièmement, le rêve est décentré et le désir déformé est fixé sur un autre objet que celui qu'il vise, ou sur de multiples objets jusqu'à l'éparpillement, ce qui constitue « un déplacement de l'accent affectif ». Par ailleurs, le rêve est une illustration (ou « figurabilité ») du désir dans le sens où il ne l'exprime ni en mots ni en actes, mais en images ; le symbole onirique selon la psychanalyse est donc une « représentation substitutive de l'objet et du but du désir (…) typique et d'usage universel ». Enfin, le rêve est aussi le produit d'une activité inconsciente, mais très proche de l'activité vigile en ce qu'elle s'efforce de lui donner une apparence de vraisemblance, d'organisation, de logique interne (c'est l'« élaboration secondaire »).
Au niveau épistémologique, le geste de Freud consiste à réintroduire la production onirique dans la psychologie. Il rompt avec l'idée romantique d'un rêve contenant une clé ou un secret et seul le travail du rêve en explique la nature : la production à la fois complexe et immanente de la psyché qui s'apparente à un rébus. Cette théorie des rêves (Traumlehre) est selon Freud ce par quoi la psychanalyse a pu s'élever : d'abord simple thérapeutique elle a pu devenir, selon lui, une métapsychologie générale. La science du rêve en psychanalyse fonde tout le reste de son édifice théorique : « Le rêve prend sa signification paradoxale en ce qu'il montre l'inconscient à l'œuvre chez tout sujet et que, comme prototype normal, il éclaire sur cette autre formation jumelle qu'est le symptôme névrotique ».

#### Les pulsions et le refoulement
« Concept fondamental de la métapsychologie » freudienne, la pulsion (Trieb) répond à une définition polysémique. Excitation psychique, concept-frontière entre psychique et somatique, elle se définit par une poussée (Drang), un but (Ziel), un objet (Objekt) et une source (Quelle). Elle conditionne la représentation ainsi que l'affect. Les pulsions prennent leur source dans une excitation corporelle et, en cela, elles sont proches de l'instinct. Au contraire d'un stimulus, la pulsion ne peut être évitée ou fuie et demande à être déchargée dans le conscient. Il existe selon Freud trois moyens de décharger une pulsion : par le rêve, par le fantasme et par la sublimation. Freud distingue d'abord deux groupes de pulsions : celles du Moi (ou d'auto-conservation) et les pulsions sexuelles. Par la suite, et dans ses écrits les plus tardifs, il distingue deux autres grands types de pulsions : la pulsion de vie (l'« Éros ») et la pulsion de mort (le « Thanatos »). L'Éros représente l’amour, le désir et la relation, tandis que le Thanatos représente la mort, les pulsions destructrices et agressives. Le Thanatos tend à détruire tout ce que l'Éros construit (la perpétuation de l’espèce par exemple). Le masochisme en est un exemple typique.
Le refoulement (Verdrängung), « pierre d'angle » de la psychanalyse, est aussi le concept le plus ancien de la théorie freudienne. Dès 1896, Freud repère en effet un mécanisme de défense primaire, qu'il assimile ensuite à la censure et qui structure a priori le Moi et, de manière générale, le psychisme. Le refoulement est à la fois refus d'une pulsion et action psychique de maintien de cet écart. Frontière entre le conscient et l'inconscient, la « clause de censure » atteste aussi que l'inconscient est bien « travail » et processus, et non-principe seul.

#### Le complexe d’Œdipe
« Le complexe d'Œdipe est sans doute le mot le plus célèbre du vocabulaire psychanalytique, celui qui sert le plus sûrement à désigner le freudisme ». Freud théorise le complexe d'Œdipe dans sa première topique. Celui-ci est défini comme le désir inconscient d'entretenir un rapport sexuel avec le parent du sexe opposé (c'est l'inceste) et celui d'éliminer le parent rival du même sexe (le parricide). Ainsi, le fait qu'un garçon tombe amoureux de sa mère et désire tuer son père répond à l'impératif du complexe d'Œdipe. C'est dans la lettre à Wilhelm Fliess du 15 octobre 1897 que Freud évoque le complexe pour la première fois, mais c'est dès 1912 et 1913 que « l'Œdipe » est entré totalement dans la pensée clinique de Freud. Ce dernier s'attache à en étudier l'universalité, dans l'ouvrage Totem et Tabou. Freud y avance la thèse suivante : celle de la « vocation civilisatrice du complexe », résumée par Roger Perron : « en des temps très anciens les humains étaient organisés en une horde primitive dominée par un grand mâle despotique qui monopolisait les femmes et en écartait les fils, fût-ce au prix de la castration ».
Pour lui, la structure de la personnalité se crée en rapport avec le complexe d’Œdipe et son rapport avec la fonction paternelle (imago du père). Le complexe d’Œdipe intervient au moment du stade phallique. Cette période se termine par l’association entre la recherche du plaisir et une personne extérieure, la mère. Le père devient le rival de l’enfant ; ce dernier craint d’être puni en conséquence de son désir pour la mère par la castration. L’enfant refoule donc ses désirs, ce qui alimente au cours de son développement son Surmoi, avec la naissance en lui des sentiments de culpabilité et de pudeur, entre autres, et par l'intermédiaire du complexe de castration. Le complexe serait donc transmis de génération en génération et avec lui le sentiment de culpabilité associé. Freud a toujours recherché en effet à relier ces concepts, et en particulier celui du complexe d'Œdipe, à une théorie générale de la phylogenèse (de l'histoire de l'humanité comme espèce)[réf. nécessaire].

#### Les cinq stades du développement psycho-affectif
Selon Freud, tel qu'il le décrit dans son essai « L'organisation génitale infantile » (« Die infantile Genitalorganisation », 1923), l'élaboration du complexe d'Œdipe représente une étape constitutive du développement psychique des enfants. Le désir envers la mère trouve en effet son origine dès les premiers jours de la vie et conditionne tout son développement psychique (psychogenèse). La mère est, d'une part, la « nourricière » et, d'autre part, celle qui procure du plaisir sensuel, via le contact avec le sein et à travers les soins corporels. L'enfant, qu'il soit fille ou garçon, en fait donc le premier objet d'amour qui reste déterminant pour toute sa vie amoureuse. Cette relation objectale est ainsi investie de sexualité et se déploie en cinq « phases » libidinales qui trouvent aussi leur origine dans la constitution de la part de l'enfant de la scène primitive. La notion de « phase » ou de « stade » n'est pas à prendre au sens littéral. Elle signale la primauté d'une zone érogène particulière, mais n'implique pas que le processus se déroule de manière mécanique et linéaire. Le complexe d'Œdipe se déploie donc à travers ces phases en fonction de leurs propriétés propres qui s'enchevêtrent pour constituer un agrégat de pulsions qui, pour les freudiens, trouve son aboutissement vers l'âge de 5 ans. Freud aboutit à ce modèle en étudiant le cas dit du « petit Hans », en 1909[réf. nécessaire].
| Stade oral      | → | Stade anal (+ oral) | → | Stade phallique (+oral, +anal)       | → | Période de latence (+oral, +anal, +phallique) | → | Stade génital |
|                 |   |                     |   |                                      |   |                                               |   |               |
| Jusqu'à 18 mois |   | De 18 mois à 3 ans  |   | De 3 ans à 7 ans Situation œdipienne |   | Dès 7-8 ans                                   |   | Adolescence   |

La « phase orale » constitue l'organisation psychique du premier lien. La nourriture qui passe par la bouche est en effet la première origine de sensualité. Le plaisir produit par les zones érogènes s'étaye sur ce lien vital puis s'en éloigne, par exemple lors des préliminaires sexuels des adultes. On différencie la « phase orale de succion » de la « phase orale de morsure » qui inaugure une manifestation d'agressivité reposant sur l'ambivalence inhérente à la relation d'objet. Pour les kleiniens, le complexe d'Œdipe se manifeste déjà à cette phase orale et son déclin intervient lors de l'avènement de la position dépressive. Ensuite, la « phase anale », allant de 1 à 3 ans environ, est liée au plaisir de contrôler ses voies d’excrétion. La « phase phallique » (ou « génitale infantile »), de 3 à 6 ans environ, est liée à la masturbation. Elle connaît l'émergence puis le conflit œdipien dans sa phase la plus aiguë. La « phase de latence » s'étale ensuite de 6 ans à la préadolescence, et correspond au déclin du complexe d'Œdipe par le refoulement des pulsions sexuelles qui sont mises au service de la connaissance (ou « épistémophilie ») qui dure jusqu'à l'adolescence et qui est permise par le processus de sublimation. Cette « latence » est toute relative et peut varier selon les individus, les circonstances et les moments du développement.

### La cure psychanalytique

#### L'éthique et le cadre thérapeutique

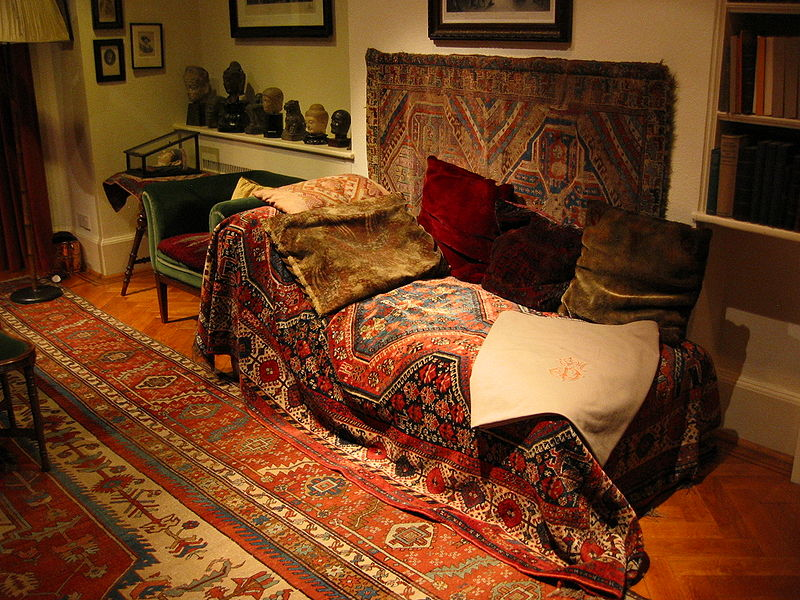
Divan emblématique de psychanalyste de Freud (Freud Museum de Londres)

La cure psychanalytique, communément nommée « psychanalyse » ou encore « cure type », désigne la pratique psychothérapeutique élaborée par Sigmund Freud puis par ses successeurs et inspirée de la « talking cure » de Josef Breuer. La pratique psychanalytique a été peu à peu distinguée par Freud de cette dernière, ainsi que de celle de l'hypnose. La cure psychanalytique s'applique plus largement à toute une série de traitements plus ou moins dérivés de la psychanalyse au point que Jean Bergeret fait de son emploi chez certains psychanalystes un abus de langage. Vers la fin de sa vie, Freud lui-même revient sur l'efficacité de la cure, rappelant que la psychanalyse est avant tout savoir. De nature transférentielle, elle repose sur les associations libres et débute par l'étude du symptôme (dont la névrose est la manifestation générale) pour arriver à sa source, la pulsion refoulée. Ce contenu censuré doit parvenir à la conscience du malade, ce qui en constitue le traitement[réf. nécessaire].
La psychothérapie psychanalytique met en œuvre tous les concepts dégagés par Freud, et en particulier ceux de « libre association » et de neutralité (l'analyste doit laisser les idées spontanées du patient s'exprimer, il doit écouter sans rien dire — et encore moins faire — qui ne perturbe les associations de l'analysant) et d'« attention flottante » (l'attention de l'analyste ne doit pas se focaliser sur un élément ou un autre du discours de l'analysant, mais rester attentif aux éléments inconscients qui pourraient surgir). Par ailleurs, le cadre éthique de l'analyse repose sur la sincérité du patient ainsi que sur l'engagement du psychanalyste à la neutralité et à la bienveillance. L’unique but de l’analyse est donc, par le travail élaboratif du patient et le travail interprétatif du psychanalyste, de supprimer le refoulement qui crée la répétition ; mais l'analysé ne peut prendre conscience du refoulement que si, auparavant, a été supprimée la résistance qui le maintient.

#### Les cinq cas fondateurs

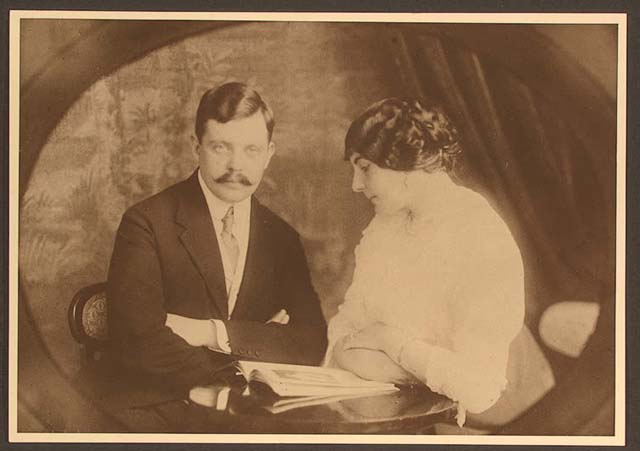
Sergueï Pankejeff, dit « L'homme aux loups », et sa femme, en 1910.

Freud réalise sa première analyse avec Dora, de son vrai nom Ida Bauer, qui nourrit dans deux rêves des fantasmes sexuels handicapants. Mais, en raison du transfert qui s'opère sur sa personne, Freud échoue à guérir Dora. Il ne reconnaît que plus tard, dans un post-scriptum, qu'il n'a pas su se rendre compte qu'il était l'objet transfériel de sa patiente amoureuse. Le cas Dora est décrit de décembre 1900 à janvier 1901, mais Freud ne publie son Fragment d'une analyse d'hystérie que quatre ans plus tard.
Freud accueille ensuite en analyse Ernst Lanzer, surnommé « l'homme aux rats ». Cette cure lui fournit un matériel clinique, notamment dans l'étude de la névrose obsessionnelle. Le patient entretient une culpabilité à la suite d'une punition paternelle pour s'être masturbé, le rendant névrosé. Un troisième cas fondateur de la pratique psychanalytique est celui d'Herbert Graf, surnommé « le petit Hans ». Ce dernier n'a cependant pas été analysé par Freud. L'enfant souffre d'une phobie du cheval, lié à une fixation psychoaffective au niveau du complexe d'Œdipe. Grâce à la compréhension de ce schéma psychique, Herbert est guéri de ses fantasmes. Un quatrième cas est célèbre en littérature psychanalytique : celui de Sergueï Pankejeff, dit « l'homme aux loups ». Enfin, avec Daniel Paul Schreber (« le président Schreber »), Freud examine les délires psychotiques et paranoïdes présents dans Mémoires d’un névropathe du magistrat.

## Polémiques et débats

### La question de l'homosexualité
Freud renonce progressivement à faire de l'homosexualité une disposition biologique ou une résultante culturelle, mais l'assimile plutôt à un choix psychique inconscient. En 1905, dans Trois essais sur la théorie sexuelle, il parle d'« inversion », mais, en 1910, dans Un souvenir d'enfance de Léonard de Vinci, il renonce à ce terme pour choisir celui d'« homosexualité ». Dans une lettre datant de 1919 écrite à la mère d'une jeune patiente, Freud explique : « l'homosexualité n'est pas un avantage, mais ce n'est pas non plus quelque chose dont [on] doit avoir honte, ce n'est ni un vice ni une dégradation et on ne peut pas non plus la classer parmi les maladies ». Cependant, dans l'ensemble de l'œuvre freudienne, il existe plusieurs théories et questionnements sur la naissance de l'homosexualité chez le sujet : l'homosexualité adulte y est présentée tantôt comme immature par blocage de la libido au stade anal, tantôt comme repli narcissique ou encore comme identification à la mère. Freud a en effet affirmé à une certaine époque que l'homosexualité résulte d'un « arrêt du développement sexuel ». Puis il a fini par conclure que l'homosexualité est un choix d'objet inconscient[réf. nécessaire].
Selon Freud, l'homosexualité n'est pas l'objet de la cure analytique. Seule la culpabilité qui l'accompagne peut donner lieu à une névrose. Enfin, dans une note de 1915 aux Trois essais sur la théorie sexuelle, il explique également que « la recherche psychanalytique s’oppose avec la plus grande détermination à la tentative de séparer les homosexuels des autres êtres humains en tant que groupe particularisé. […] Elle apprend que tous les êtres humains sont capables d’un choix d’objet homosexuel et qu’ils ont effectivement fait ce choix dans l’inconscient »,. « Ni Sigmund Freud, ni ses disciples, ni ses héritiers ne firent de l'homosexualité un concept ou une notion propre à la psychanalyse » conclut Élisabeth Roudinesco, même si cette question a divisé les psychanalystes. Cependant il faudrait distinguer l'homosexualité psychique chez tout être humain, de l'homosexualité agie. Selon le critique Didier Eribon, les psychanalystes partageraient un « inconscient homophobe » qui se révèle par le choix conscient de l'utilisation du terme de «perversion» chez Lacan alors que pour Daniel Borrillo, Freud et certains psychanalystes (tel Jacques Lacan) feraient œuvre d'homophobie en classant l'homosexualité parmi les « inversions »,. Cependant, il ne faut pas négliger que Freud est sorti de cette classification.

### Culture et nature

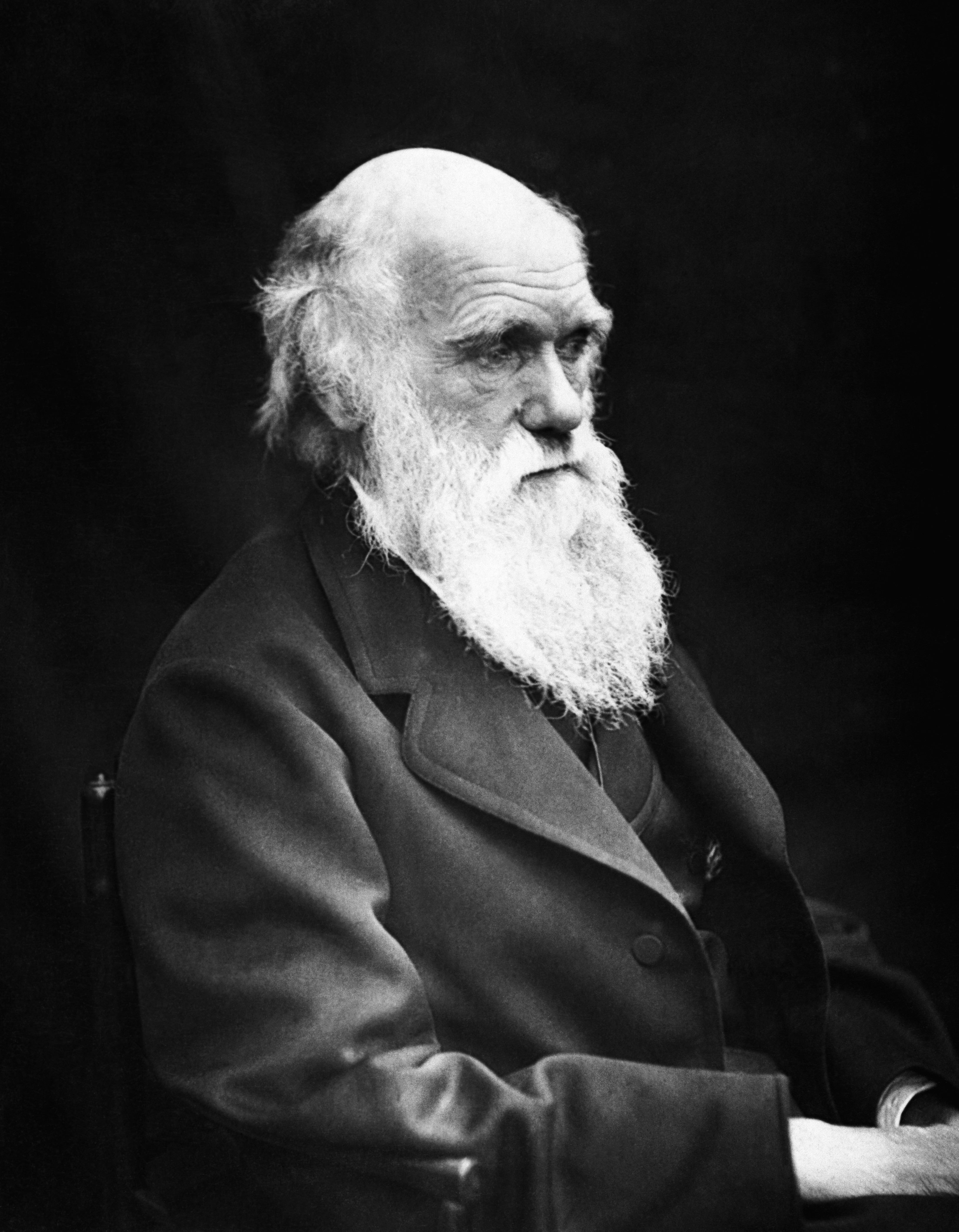
Charles Darwin dont Freud admirait les théories.

Pour Freud, la culture (Kultur) désigne l'ensemble des institutions qui éloignent l'individu de l'état animal. La nature correspond donc aux émotions, aux instincts, pulsions et besoins. L’être humain lutte en permanence contre sa nature instinctuelle et ses pulsions, qu'il tente de réfréner afin de vivre en société, sans quoi l’égoïsme universel amènerait le chaos. Pourtant, Freud opère une confusion constante dans ses écrits entre la civilisation d'une part et la culture d'autre part. Plus le niveau de la société est élevé, plus les sacrifices de ses individus sont importants. En imposant la frustration sexuelle surtout, la civilisation a une action directe sur la genèse des névroses individuelles. Le texte de 1929, Malaise dans la civilisation, soutient la thèse que la culture est la cause principale de névrose et de dysfonctionnements psychiques. Par les règles claires qu’elle lui impose, la culture protège l'individu, même si elle exige des renoncements pulsionnels importants. Ces contraintes peuvent expliquer qu’il existe une rage et un rejet – souvent inconscients – vis-à-vis de la culture. En contrepartie, la culture offre des dédommagements aux contraintes et sacrifices qu'elle impose, à travers la consommation, le divertissement, le patriotisme ou la religion.
Dans l'essai « Une difficulté de la psychanalyse » publié en 1917, et dans ses conférences d'introduction à la psychanalyse, écrites pendant la Première Guerre mondiale, Freud explique que l'humanité, au cours de son histoire, a déjà subi « deux grandes vexations infligées par la science à son amour propre ». La première, explique-t-il, date du moment où Nicolas Copernic établit que « notre Terre n'est pas le centre de l'univers, mais une parcelle infime d'un système du monde à peine représentable dans son immensité ». La deuxième, selon lui, a lieu quand la biologie moderne – et Darwin au premier chef – « renvoya l'homme à sa descendance du règne animal et au caractère ineffaçable de sa nature bestiale ». Il ajoute : « La troisième vexation, et la plus cuisante, la mégalomanie humaine doit la subir de la part de la recherche psychologique d'aujourd'hui, qui veut prouver au Moi qu'il n'est même pas maître dans sa propre maison, mais qu'il en est réduit à des informations parcimonieuses sur ce qui se joue inconsciemment dans sa vie psychique ». Selon Freud, c'est le « renoncement progressif à des pulsions constitutionnelles » qui permet à l'homme d'évoluer culturellement.

### Freud et la phylogenèse
S'appuyant sur les thèses de Charles Darwin, en 1912, dans Totem et Tabou, Freud explique que l'origine de l'humanité se fonde sur le fantasme d'une « horde primitive » dans laquelle a lieu le meurtre primitif du père comme acte fondateur de la société. Les hommes vivaient en hordes grégaires, sous la domination d'un mâle tout-puissant, qui s'appropriait les femmes du groupe et en excluait les autres mâles. Ces derniers commettent alors le meurtre du « Père primitif », parricide qui explique ensuite le tabou de l'inceste comme élément constitutif des sociétés. Dans Malaise dans la civilisation, Freud décompose l'évolution de l'humanité en trois phases : une phase animiste caractérisée par un narcissisme et un totémisme primaires d'abord, puis une phase religieuse marquée par la névrose collective et enfin une phase scientifique dans laquelle prédomine la sublimation. Cette conception d'héritage phylogénétique a été critiquée par les anthropologues, les historiens et invalidée par la biologie. Selon Plon et Roudinesco, il ne s'agit pour Freud que d'« d'hypothèses qu'il considère comme autant de "fantaisies" ». Florian Houssier indique quant à lui que « quel que soit le degré de validité qu'on lui confère (fantaisie ou croyance), nous la considérons [la phylogenèse] comme un noyau d'hypothèses d'autant plus décisif que Freud la rapproche et la relie sans cesse à l'ontogenèse et à ses potentielles confirmations cliniques. […] Les préoccupations de Freud, trouver dans la phylogénèse le point de départ du choix de la névrose et confirmer par une histoire des origines l'hypothèse du complexe d'Œdipe, constituent bien un axe théorico-clinique d'importance ».

### Freud et la religion
Se disant « incroyant », « juif sans Dieu », Freud est critique vis-à-vis de la religion. Athée convaincu, il estime que l’être humain y perd plus qu’il n’y gagne par la fuite qu’elle propose. Dans son premier écrit sur la religion, Actes obsédants et exercices religieux, publié en 1907, il explique que le cérémonial liturgique implique obligatoirement des « actes obsédants ». Il parle par conséquent de « cérémonial névrotique ». Selon lui, la « répression, le renoncement à certaines pulsions instinctives semble aussi être à la base de la formation de la religion ». Quant au lien que la pratique psychanalytique entretient avec la religion, et dans une lettre au pasteur Oskar Pfister du 9 janvier 1909, Freud dit qu'« en soi, la psychanalyse n'est pas plus religieuse qu'irréligieuse. C'est un instrument sans parti dont peuvent user religieux et laïcs, pourvu que ce soit uniquement au service d'êtres souffrants ».
Avec L'Avenir d'une illusion (1927) Freud montre dans un premier temps que la civilisation doit faire appel à des valeurs morales pour garantir son intégrité et se protéger des penchants destructeurs individuels. Selon Quinodoz, Freud englobe dans ces valeurs morales « des valeurs d'ordre psychologique, les idéaux culturels, ainsi que les idées religieuses, ces dernières constituant à ses yeux la valeur morale la plus importante pour le maintien de la civilisation. » Dans un second temps, Freud tient un dialogue avec un adversaire imaginaire (qui pourrait être le pasteur Pfister), en prenant comme modèle de religion le christianisme pratiqué en Occident. La publication de l'ouvrage provoqua, selon Quinodoz, « des controverses qui sont loin d'être apaisées ». Selon Freud, l’humanité doit accepter que la religion n’est qu’une illusion pour quitter son état d’infantilisme, et il rapproche ce phénomène de l’enfant qui doit résoudre son complexe d’Œdipe : « ces idées [religieuses], qui professent d’être des dogmes, ne sont pas le résidu de l’expérience ou le résultat final de la réflexion : elles sont des illusions, la réalisation des désirs les plus anciens, les plus forts, les plus pressants de l’humanité ; le secret de leur force est la force de ces désirs. Nous le savons déjà : l’impression terrifiante de la détresse infantile avait éveillé le besoin d’être protégé — protégé en étant aimé — besoin auquel le père a satisfait »,.
Clotilde Leguil note que Freud rapproche dans Le malaise dans la civilisation (1930) l'effet de la religion sur le psychisme de celui des stupéfiants. Freud situe sa thèse dans la filiation de celle de Marx qui pouvait affirmer non seulement qu'elle est l'« opium du peuple », mais aussi que « la religion n'est que le soleil illusoire qui gravite autour de l'homme tant que l'homme ne gravite pas autour de lui-même »,. Paul Ricœur surnomme d'ailleurs Marx, Nietzsche et Freud, « les maîtres du soupçon », en ce qu'ils ont en commun d'avoir dénoncé l'illusion religieuse.
En 1939 paraît L'homme Moïse et la religion monothéiste, dans lequel Freud développe la thèse que Moïse n'est pas juif mais un égyptien vouant un culte au dieu Aton. Freud admet que les bases de cette hypothèse historique sont fragiles ; il voulait d'ailleurs à l'origine donner comme titre à son essai : L'homme Moïse, un roman historique. La parution de l'ouvrage a déclenché une polémique.

### Freud face à l'antisémitisme

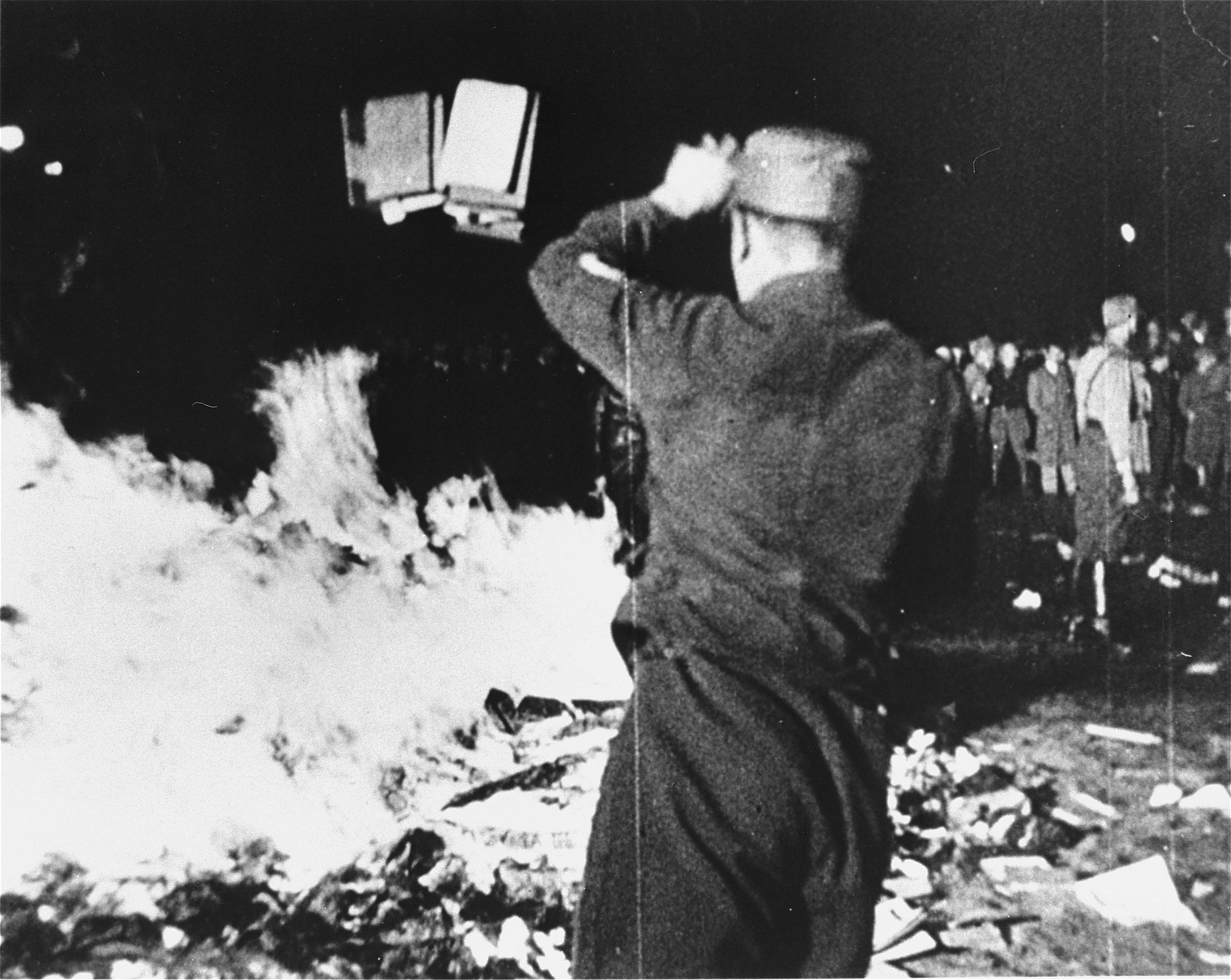
Les ouvrages de Freud ont été brûlés par les nazis qui ont décrété que la psychanalyse est une « science juive ».

L'antisémitisme ne pèse pas d'une manière égale durant la vie de Freud, et ce au gré des changements politiques de l'Autriche et l'Allemagne au début du XXe siècle. Le sentiment antisémite joue un rôle déterminant à la fin de sa vie, lorsqu'il doit fuir l'Autriche devant la menace nazie. Avant la Première Guerre mondiale, comme le souligne Yerushalmi, « Je tiens à souligner que sa prise de conscience du phénomène précéda son entrée à l'université de Vienne, ou encore la fin du Burgerminister libéral et la montée de l'antisémitisme politique ». À partir de 1917, la censure d'articles antisémites dans les journaux devient moins stricte et il devient habituel de voir traiter les Juifs de « profiteurs de guerre ». C'est en 1918 que l'antisémitisme atteint son comble, les Juifs devenant explicitement les boucs émissaires de tous les malheurs qui s'abattent sur l'Autriche. En 1933, les œuvres de Freud sont brûlées par les nazis, qui y voient une « science juive » (selon la formule du parti nazi) contraire à l'« esprit allemand » : « Dans l'Allemagne de 1933, après qu'on eut brûlé les œuvres de Freud, il était devenu évident que le régime dirigé par les nazis, qui venaient d'obtenir le pouvoir, ne laissait plus aucune place à la psychanalyse ». Avec l'annexion de l'Autriche par l'Allemagne, de nombreux psychanalystes ont dû cesser leur pratique ou émigrer quand ils n'ont pas été tués ou envoyés dans des camps de concentration parce qu'ils étaient juifs. La ségrégation s'est d'abord développée en Hongrie, notamment sous le régime de Miklós Horthy. Puis, elle s'est propagée en Allemagne dès les années 1920 et en Autriche. Dès lors, la plupart de ceux qui ont survécu ont émigré aux États-Unis (ainsi qu'au Royaume-Uni, en France, en Amérique du Sud, Max Eitingon quant à lui s'est exilé en Palestine).
Henri Ellenberger a fait une étude approfondie de la situation des Juifs dans l'ensemble de la région et affirme que Freud aurait exagéré l'impact de l'antisémitisme dans sa non-nomination à un poste universitaire de professeur extraordinaire. Il argumente sa thèse de manière documentée. D'autres historiens considèrent qu'Ellenberger a minimisé le phénomène à Vienne, qui élit comme maire Karl Lueger, ouvertement antisémite, en 1897. Le père de Freud avait été victime d'un acte antisémite, qu'il a raconté à son fils. Dès ses débuts, la psychanalyse freudienne a été accusée d'être une « science juive ». Martin Staemmler écrit, dans un texte de 1933 : « La psychanalyse freudienne constitue un exemple typique de la dysharmonie interne de la vie de l'âme entre Juifs et Allemands. […] Et lorsqu'on va encore plus loin et que l'on fait entrer dans la sphère sexuelle chaque mouvement de l'esprit et chaque inconduite de l'enfant […], lorsque […] l'être humain n'est plus rien d'autre qu'un organe sexuel autour duquel le corps végète, alors nous devons avoir le courage de refuser ces interprétations de l'âme allemande et de dire à ces Messieurs de l'entourage de Freud qu'ils n'ont qu'à faire leurs expérimentations psychologiques sur un matériel humain qui appartienne à leur race ». Pour Lydia Flem, Freud et Theodor Herzl, chacun à leur manière, répondent à la crise identitaire juive, le premier en imaginant une topique psychique, le second en rêvant d'un pays géographique pour le peuple juif.

### Sur le judaïsme et le sionisme
Élisabeth Roudinesco, dans un article de 2004 dans lequel elle étudie une « lettre inédite de Freud sur le sionisme et la question des lieux saints » évoque la position de Freud qui refuse, dans cette lettre, de soutenir publiquement la cause sioniste en Palestine et l'accès des juifs au mur des Lamentations, comme le lui avait demandé en 1930 Chaim Koffler, membre viennois du Keren Ha Yesod. Elle rappelle dans cet article que la « judéité » de Freud, qu'il n'a, selon elle « jamais reniée », était une « identité de juif sans dieu, de juif viennois assimilé – et de culture allemande ». Cette lettre, jugée peu favorable à la cause sioniste n'a pas été rendue publique, et est restée inédite, bien que, comme le rappelle Élisabeth Roudinesco, Freud ait eu « maintes fois l’occasion d’exprimer sur le sionisme, sur la Palestine et sur les lieux saints une opinion identique à celle adressée au Keren Ha Yesod ». Il envoie d'ailleurs, le même jour, une lettre à Albert Einstein, dans laquelle il développe les mêmes idées d'« empathie à l'égard du sionisme » dont « il ne partagera jamais l’idéal » et de « défiance à l'égard de création d’un état juif en Palestine ».

### À propos de la cocaïne
La découverte de l'alcaloïde de la plante de coca est contemporaine des recherches de Freud, qui cherche à l'utiliser pour la guérison psychique. En 1884, les laboratoires Merck confient à Freud la charge de mener des expérimentations sur la substance. Avant de créer la psychanalyse, Freud a étudié ce produit et a pensé pouvoir lui prêter toutes sortes d'indications médicales — notamment dans le traitement de la neurasthénie. Freud travaille sur les propriétés anesthésiantes de la cocaïne avec deux collègues, Carl Köller et Leopold Königstein, dès 1884. Cependant, il n'a pas le temps de tester son pouvoir narcotique et doit s'absenter de Vienne. Ses collègues poursuivent les expérimentations, notamment dans le cadre de la chirurgie oculaire, et finissent par présenter leur découverte devant la Société médicale de médecine de Vienne sans mentionner le rôle précurseur de Freud,. Il poursuit ses recherches entre 1884 et 1887, et rédige plusieurs textes à ce sujet dont « Über Coca ».
Freud a consommé épisodiquement de la cocaïne, à partir de 1884,. À l'époque, cette substance, récente, n'est pas interdite, la consommation de divers produits à la cocaïne est chose courante (le Coca-Cola en contint jusqu'en 1903) et apparaissait à certains médecins américains comme une panacée. Il en a également prescrit en application nasale jusqu'en 1895, date à laquelle il entame son auto-analyse et aurait arrêté d'en prendre lui-même. Dans un article datant de 1886, le Dr Albrecht Erlenmeyer met en garde la communauté médicale en termes précis, qualifiant la cocaïne de « troisième fléau de l'humanité ». Face aux critiques de plus en plus nombreuses, le Dr Johann Schnitzler, dans un article de la revue Internationale Klinische Rundschau, en 1887, défend Freud, accusé d'en avoir propagé le recours. Ce dernier écrit un dernier article sur la cocaïne en 1887 et affirme que c'est le sujet qui est prédisposé et pas la drogue qui entraîne la toxicomanie. Il se détourne ensuite totalement de son étude après avoir suggéré à son ami Ernest von Fleischl-Marxrow de l'utiliser pour guérir de sa morphinomanie. Freud espérait guérir son addiction par la cocaïne. Cependant, Fleischl von Marxow devient dépendant de la cocaïne, puis revient à la morphine et meurt prématurément à 45 ans, laissant Freud avec un très fort sentiment de culpabilité. Si le psychologue David Cohen parle d'addiction de Freud à la cocaïne et d'une consommation pendant une quinzaine d'années, selon Élisabeth Roudinesco et la philosophe et psychanalyste Françoise Coblence, il en a pris pendant onze ans, n'était pas dépendant au produit et ne connaissait pas le phénomène d'accoutumance (ni les cas signalés dans la littérature médicale contemporaine),. Les historiens Elizabeth M. Thornton (The Freudian Fallacy) et Howard Markel (en) développent également la thèse d'une addiction de Freud à la cocaïne, qu'il a consommée jusqu'en 1896,.

### Occultisme et télépathie
Dans la trentième conférence des Nouvelles Conférences d'introduction à la psychanalyse (1933) « Rêve et occultisme », sujet « litigieux entre tous » d'après Alain de Mijolla eu égard à « tous les arguments qui doivent faire douter un esprit scientifique de l'existence de la transmission télépathique », Freud, qui a néanmoins pu observer le phénomène et en donne « quelques exemples d'observations, qui l'ont troublé, entre autres celle de Vorsicht/Forsyth », recommande en conséquence de « penser avec plus de bienveillance à la possibilité objective de la transmission de pensée et par là même aussi à la télépathie »,. Il avait écrit auparavant en 1921 un texte, « sans titre à l'origine », lu aux membres du « Comité secret » et retrouvé dans ses manuscrits, qui fut publié en 1941 sous le titre Psychoanalyse und Telepathie dans les Gesammelte Werke,. L'article « Rêve et télépathie », écrit probablement en décembre 1921 et paru en 1922 dans la revue Imago, avait pour sous-titre « Conférence à la Société psychanalytique de Vienne », bien que les Minutes de Vienne n'en aient pas gardé la trace ; cette conférence ne fut sûrement pas prononcée.
« La signification occulte des rêves » (1925), troisième partie de Quelques suppléments à l'ensemble de L'Interprétation du rêve, avait été publié à la fois dans les Gesammelte Schriften, dans l'Almanach 1926 (paru en septembre 1925) et dans Imago.
Si Freud s'est intéressé à l'occultisme — en vogue à son époque — comme nombre de ses contemporains, psychologues et autres savants, tels Pierre et Marie Curie, il a, d'après Roudinesco et Plon, « instaur[é] une ligne de démarcation très nette entre la psychanalyse comme science » et ce qu'il nommait « la marée noire de l'occultisme », ce qui ne l'a pas empêché d'être fasciné par ce domaine et d'entretenir une ambivalence prononcée. Selon le psychiatre et psychanalyste Michel Picco, « Freud ne témoigne d'aucun intérêt pour le spiritisme. […] Il dénonce les charlatans […]. En somme, le seul problème qu'il retienne comme véritablement sérieux, ce qu'il nomme "le noyau de vérité de l'occultisme", c'est la télépathie », intérêt « banal » à son époque et dont fait également part, de son côté, Pierre Janet par exemple. En revanche, Ernest Jones la rejetait, et Freud lui écrit en 1926 : « quand on alléguera devant vous que j'ai sombré dans le péché, répondez calmement que ma conversion à la télépathie est mon affaire personnelle […] et que le thème de la télépathie est par essence étranger à la psychanalyse ».
L'ambivalence de Freud à l'égard de l'occultisme, la télépathie surtout, se constate chronologiquement, comme le rapportent Roudinesco et Plon : il y est d'abord pressé par Jung, en 1909, le réprouve, puis par Ferenczi en 1910, qu'il encourage un temps, avant de condamner en 1913, au nom de la science, les expériences télépathiques ; puis de 1920 à 1933, dans le contexte de l'institutionnalisation de l'IPA, mouvement qui met en son cœur le rationalisme positiviste et l'idéal de scientificité, au risque du scientisme, il s'y intéresse à nouveau et horripile Jones qui propose de bannir des débats de l'IPA toute recherche sur l'occultisme, ce que Freud accepte tout en rédigeant deux textes en 1921 et en prononçant une conférence en 1931 sur le sujet,. Freud donne des exemples de situations prétendument occultes ou télépathiques en en proposant une interprétation proprement psychanalytique,. Cette ambivalence n'est pas à comprendre comme un rejet ou une adhésion à la télépathie pour elle-même mais comme le moyen d'une opposition passive de Freud à la politique de Jones qui soutient les Américains partisans d'une psychanalyse médicalisée, scientiste, contre l'analyse profane. Ainsi, selon Roudinesco et Plon, Freud feint de croire à la télépathie, et en donne une interprétation psychanalytique au regard de la notion de transfert,. Il est ainsi possible, selon Picco, qu'il emploie le terme par défaut d'un plus approprié.

## Critiques

### Dissidences et schismes de la psychanalyse
Les principales querelles aboutissent, au cours du développement du mouvement psychanalytique, à des scissions majeures, d'abord celle d'Alfred Adler (qui fonde ensuite la psychologie individuelle), puis celle de Carl Gustav Jung, initiateur de la psychologie analytique. Les points théoriques de désaccord sont nombreux, liés à la libido, au complexe d'Œdipe ou encore à l'importance de la sexualité dans le psychisme. Ces controverses se situent dès les années 1907 et 1911. Nommés les « apostats » par Freud, Adler, le premier, puis Jung ensuite, s'opposent à la conception de la libido comme essentiellement d'origine sexuelle et qu'ils voient plutôt comme une « pulsion de vie » au sens large. Freud craint par-dessus tout que les dissidents ne détournent la théorie et la pratique psychanalytique. Paul-Laurent Assoun souligne en effet que tous deux disent vouloir remettre la psychanalyse dans la bonne direction, et la sauver du culte de la personnalité formé autour de Freud. La concurrence entre les diverses écoles, principalement entre le cercle viennois et l'école de Zurich de Jung, porte le coup le plus rude au jeune mouvement psychanalytique, et ce dès 1913, avec la défection de Jung. Les autres divergences internes se rapportent par exemple à la précocité du Surmoi telle que la décrit Melanie Klein ou Donald Winnicott,, avec qui, en s'émancipant de l'héritage freudien tout en intégrant ses apports, commence le post-freudisme. L'opposition avec Wilhelm Reich porte elle essentiellement sur des différences foncières concernant la pratique de la cure psychanalytique, notamment à propos de la règle d'abstinence[réf. nécessaire].

### Sur Freud et lesFreud Wars
Longtemps, la plupart des ouvrages parlant de Freud se référaient presque exclusivement à la biographie d'Ernest Jones, critiquée pour ses aspects hagiographiques. Après les études critiques de Pierre Janet, de Karl Popper, de nouvelles recherches historiques ont été initiées par Henri Ellenberger. Des ouvrages ou dossiers d'autres auteurs plus critiques, voire nettement polémiques, se sont ensuivis, tels Le Dossier Freud : enquête sur l'histoire de la psychanalyse (2006) de Mikkel Borch-Jacobsen et Sonu Shamdasani, Le Livre noir de la psychanalyse (2005), Le Crépuscule d'une idole (2010) de Michel Onfray, ou encore Mensonges freudiens (2002) de Jacques Bénesteau[réf. nécessaire].
Une très grande collection des écrits originaux et des lettres freudiennes se trouve dans la Sigmund Freud Collection de la Librairie du Congrès à Washington.

#### Sur Freud en son temps
De son vivant, Freud a eu à faire face à des critiques.
Des contemporains, comme Karl Kraus et Egon Friedell, portèrent diverses critiques ; Kraus récuse l'interprétation sexuelle psychanalytique en littérature alors que Friedell qualifie la psychanalyse de « pseudo-religion juive » et de « secte ».
Paul Roazen publie quant à lui une étude sur les relations complexes entre Freud, Victor Tausk et Helene Deutsch. Tausk avait demandé une analyse à Freud, qui la lui avait refusée, avant de l'adresser à Deutsch. Cette dernière était alors elle-même en analyse chez Freud. Cette situation est abordée par Roazen, qui la met aussi en rapport avec les autres causes du suicide de Tausk.

#### Freud Warsaux États-Unis
Selon l'anthropologue Samuel Lézé, les Freud Wars, qu'il observe comme « une énigme locale », sont une expression courante dans la Presse aux États-Unis entre 1993 et 1995 : il s'agit d'une « série de polémiques » dont curieusement l'objet « portait essentiellement sur la personnalité de Freud », alors que pourtant, précise Lézé, la psychanalyse « n'est plus aux manettes de la psychiatrie américaine » depuis au moins le milieu des années 1980 et que les facultés de psychologie ne l'enseignent plus. Un remake a lieu en France dix ans plus tard entre 2005 et 2010 à l'occasion du Livre noir de la psychanalyse et surtout du Crépuscule d'une idole. L'affabulation freudienne de Michel Onfray. D'après Samuel Lézé, l'enjeu de cette « guerre des psys » dans les médias français et les essais critiques est politique en fait : « une génération nouvelle de professionnels de la santé mentale entend prendre la place de l'ancienne génération formée dans le giron de la psychanalyse au début des années 1980 ».
Dans un compte-rendu de l'ouvrage de Lézé, Yannis Gansel affirme qu'« aux États-Unis, où l’emprise religieuse et la construction de la juridiction médicale sur les « problèmes personnels » contiennent la psychanalyse dans la sphère clinique, c'est un « Freud scientifique » que les critiques visent ». D'après Gansel, Lézé décrit dans son livre « le « débat immobile » et la « cérémonie de dégradation » sans fin opérés par les anti-freudiens ». Le mouvement des anti-freudiens opère en effet sous deux aspects : celui d'une critique rationnelle (un débat) et celui d'une dénonciation morale correspondant à une dégradation. Pour Yannis Gansel, l’originalité du livre consiste à « montrer à quel point la critique dépend de l’icône qu’elle entend enterrer ».

### Les critiques théoriques
En France, la critique théorique est représentée par un ouvrage collectif et multidisciplinaire, Le Livre noir de la psychanalyse (2005), corpus d'articles publié sous la direction de Catherine Meyer, et qui reflète plusieurs décennies de critiques à l'égard de Freud. La plupart des points critiques sont abordés, de la scientificité de la psychanalyse à la personnalité de Freud, en passant par les contradictions, la fabrication suspectée de cas psychopathologiques et de fausses guérisons. Se basant sur des études épidémiologiques, selon ces auteurs la faible efficacité thérapeutique de la méthode psychanalytique par rapport à d'autres techniques psychothérapeutiques, comme les thérapies cognitivo-comportementales est mise en évidence. Cet ouvrage a suscité des réactions dans divers milieux psychiatriques, thérapeutiques et psychanalytiques, relançant ainsi des conflits d'intérêts sous-jacents. En réponse à ces critiques, la psychanalyste Élisabeth Roudinesco a dirigé un ouvrage intitulé Pourquoi tant de haine ? : anatomie du Livre noir de la psychanalyse (2005). D’autres psychanalystes et psychiatres ont critiqué l'ouvrage,,.
Frank Sulloway a développé quant à lui dans Freud biologiste de l'esprit (1979) la thèse selon laquelle Freud aurait produit un modèle « cryptobiologique » dans le but de masquer ses théories biologiques reconnues comme déjà obsolètes à son époque par certains de ses partisans, tel Ernst Kris, afin de présenter la psychanalyse comme une théorie révolutionnaire et originale. Jacques Lacan, quant à lui, estime que l’œuvre de Freud est à comprendre sous l'angle du langage et non sous celui de la biologie, affirmant notamment que « l'inconscient est structuré comme un langage »[réf. nécessaire].
L'essayiste et polémiste français Michel Onfray publie en avril 2010 Le Crépuscule d'une idole : l'affabulation freudienne, dans lequel il reproche notamment à Freud d'avoir généralisé son cas personnel, d'avoir été un médecin médiocre, d'avoir développé la théorie psychanalytique sans suivre une démarche scientifique, en mentant sur ses observations et sur les guérisons obtenues, aux seules fins d’assurer sa réussite personnelle et financière, et d'avoir fondé la communauté psychanalytique sur des principes quasi-sectaires. Il souligne également que Freud a signé une dédicace à Benito Mussolini et qu'il a écrit L'homme Moïse et le monothéisme en plein essor du nazisme et de l'antisémitisme. L'intéressé reprend les critiques du freudisme connues et développées avant lui, en utilisant une grille d'interprétation d'inspiration nietzschéenne. En novembre 2010, il publie Apostille au crépuscule : pour une psychanalyse non freudienne, où il propose un modèle psychologique permettant de « dépasser » la psychanalyse freudienne.
Le livre du neurologue Lionel Naccache, Le nouvel inconscient, montre clairement comment les processus cérébraux correspondent à ce qui, chez Freud, est l’inconscient en tant que « représentation non représentée ». Par contre, remarque le philosophe Yvon Brès, Naccache « critique d’une manière intéressante mais discutable d’autres aspects de l’inconscient freudien : son intemporalité, son origine infantile, son rapport au refoulement ». Pour Jacques Galinier, les travaux de Lionel Naccache sur les phénomènes d'amorçage sémantique inconscient ont démontré l'existence d'un inconscient cognitif qui ne saurait être assimilé à l'inconscient freudien.
La théorie freudienne du rêve centrée sur la satisfaction hallucinatoire du désir dissimulé grâce aux mécanismes de déplacement, condensation et dramatisation a aussi été critiquée, tant dans la fonction attribuée aux rêves que dans son processus. Selon le psychologue, sociologue et essayiste G. William Domhoff et le psychologue cognitiviste David Foulkes, l'idée selon laquelle l'association libre permet d'accéder au contenu latent du rêve est infirmée par des travaux de psychologie expérimentale qui ont conclu au caractère arbitraire de cette méthode.
D'après le neuroscientifique Winson en 1985, l’association libre de Freud est une méthode valide qui permet l'accès au contenu latent. Le neuropsychiatre Allan Hobson a critiqué l’ouvrage de Domhoff en lui reprochant de méconnaître les mécanismes neurobiologiques qu'il étudie et Drew Westen (en) remarque que Foulkes partage des points de vue avec la théorie de Freud, notamment qu'il existe un contenu latent et un contenu manifeste qui en est la transformation, et que cette transformation relève d'un langage à déchiffrer. Selon le neurologue Bernard Lechevalier, il y a compatibilité entre la conception psychanalytique du rêve et les neurosciences. Le chercheur en neuroscience et prix Nobel Eric Kandel a émis quelques critiques vis-à-vis de la psychanalyse mais concède qu'elle « représente encore la conception de l'esprit la plus cohérente et la plus satisfaisante intellectuellement ».

### Les critiques religieuses et politiques
En 1952, le pape Pie XII prononce un discours devant les participants du Ve Congrès international de psychothérapie et de psychologie clinique qui reconnaît la psychanalyse, mais relativise le pouvoir descriptif de ses concepts. Ainsi, si la psychanalyse décrit ce qui advient dans l'âme, elle ne peut prétendre décrire et expliquer ce que l'âme est pour autant.
Avant la Révolution de 1917, la Russie est le pays où Freud est le plus traduit. Après la prise de pouvoir par les bolcheviks, il y eut des rapprochements entre la pensée de Freud et celle de Karl Marx. Cependant, par la suite, « quand Trotski, qui était très favorable à la psychanalyse, fut condamné à l'exil en 1927, la psychanalyse fut associée au trotskisme et officiellement interdite » explique Eli Zaretsky. En 1949, Guy Leclerc publie dans L'Humanité l'article « La psychanalyse, idéologie de basse police et d'espionnage », dans lequel il considère la psychanalyse comme une science bourgeoise destinée à asservir les foules. Dès lors, après en avoir accepté l'importance avec le freudo-marxisme, le Parti communiste français commence sa campagne contre la psychanalyse, et plus largement contre la psychanalyse en France.

### Les critiques épistémologiques

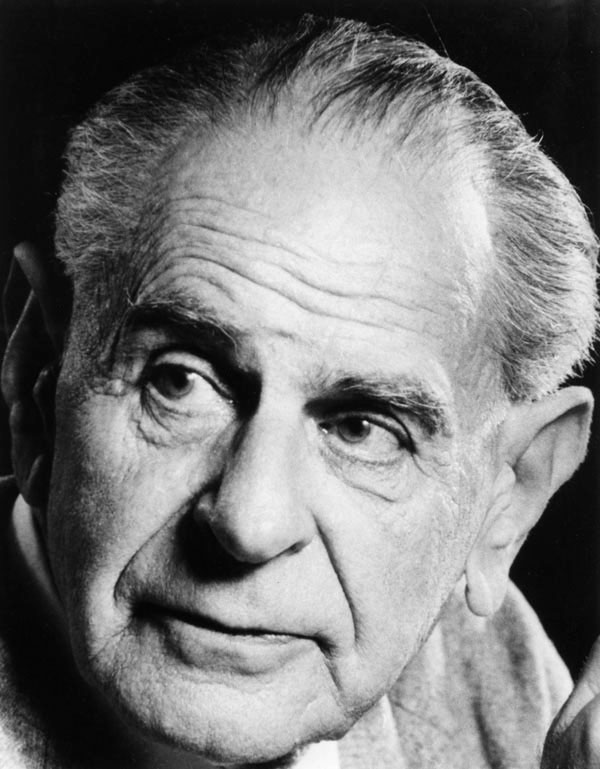
Karl Popper, pour qui le critère d'une théorie scientifique est sa « falsifiabilité », considère les énoncés psychologiques de la psychanalyse comme pseudo-scientifiques.

Une partie des critiques envers Freud et la psychanalyse porte sur la question de sa scientificité. Ludwig Wittgenstein a par exemple dit : « Freud a rendu un mauvais service avec ses pseudo-explications fantastiques. N’importe quel âne a maintenant ces images sous la main pour expliquer, grâce à elles, des phénomènes pathologiques. » Le philosophe Michel Haar (Introduction à la psychanalyse. Analyse critique, 1973) et les cognitivistes Marc Jeannerod et Nicolas Georgieff dressent le panorama de ces critiques tenant de l'épistémologie. Les critiques de Freud, à son époque et aujourd'hui, mettent en effet en cause tantôt la scientificité de sa démarche, sa méthodologie (notamment le faible nombre de cas, ou l'interprétation littéraire), son aspect hautement spéculatif également, son incohérence théorique, l'absence de validation expérimentale ou d'études cliniques rigoureuses (contrôlées et reproductibles), des manipulations de données et de résultats cliniques et thérapeutiques.
Selon Clarice de Medeiros Chaves Ferreira, la plupart des scientifiques critiques envers la psychanalyse lui contestent la qualification de science, bon nombre[pas clair] allant jusqu'à la qualifier de pseudoscience. 
Dans La Psychanalyse à l'épreuve (1992), Adolf Grünbaum explique que Freud ne démontre rien sur le plan scientifique : « le caractère rétrospectif du test propre au cadre psychanalytique est incapable d'authentifier de manière fiable ne serait-ce que l'existence de l'expérience d'enfance rétrodictée (…), et encore moins son rôle pathogène ». Bien que critique envers la psychanalyse, Grünbaum s'oppose par ailleurs à un autre détracteur des travaux de Freud : Karl Popper. Ce dernier explique que : « Les « observations cliniques », qui sont naïvement considérées par les psychanalystes comme des confirmations de leur théorie, ne sont pas plus probantes que les confirmations quotidiennes que les astrologues trouvent dans leur pratique. Quant à l'épopée freudienne du Moi, du Surmoi et du Ça, elle ne peut pas plus sérieusement prétendre à un statut scientifique que les histoires qu'Homère a collectées sur l'Olympe. Ces théories décrivent certains faits, mais à la façon des mythes. Elles contiennent des énoncés psychologiques des plus intéressants, mais qu'on ne peut soumettre à vérification ». Le critère de sa falsifiabilité (sa « réfutabilité » en d'autres termes) occupe l'essentiel de leur débat. Contrairement à Popper qui regarde la psychanalyse comme non réfutable donc pseudo-scientifique, Grünbaum pense que certaines assertions psychanalytiques peuvent être testées, comme le lien supposé par Freud entre paranoïa et refoulement de l'homosexualité (si le second était bel et bien la cause nécessaire de la première, des sociétés moins homophobes devraient connaître une prévalence moins importante de paranoïa)[réf. nécessaire].
À l'endroit de la notion de « falsification » chez Popper qui lui ferait rattacher la psychanalyse « tout à la fois à la métaphysique et à la pensée mythique », le psychanalyste Jean Laplanche objecte que Freud « invoque à de nombreuses reprises l'éventualité de ce qu'il nomme, entre guillemets, le « cas négatif », par exemple comme possibilité de falsification de sa théorie de l'étiologie sexuelle ». Selon lui, c'est « de la même façon, par une épreuve de falsification », que Freud « procède aussi bien dans son « abandon de la théorie de la séduction », que dans le texte qui se propose d'examiner « un cas de paranoïa contredisant la théorie psychanalytique de cette affection ». Laplanche évoque aussi l'accueil par Freud de l'objection de Melanie Klein, qui « falsifie » la théorie freudienne de l'héritage chez un individu de la sévérité du Surmoi des parents, à laquelle elle oppose au contraire son observation clinique « que bien souvent les individus se sentent d'autant plus coupables que leur éducation a été plus tolérante ». Jean Laplanche s'inscrit ainsi en faux contre l'assertion selon laquelle l'interprétation psychanalytique « serait par définition inaccessible à la contradiction ».
Selon Vannina Micheli-Rechtman, les critiques de Grünbaum et Popper ne prennent pas assez en compte l'épistémologie propre à la psychanalyse. Ainsi, la psychanalyse est avant tout « une pratique de communication et une pratique de soin », selon Daniel Widlöcher, qui rappelle cette phrase de Lacan « "la psychanalyse est une science des actions humaines au même titre qu’un certain nombre de sciences des actions". C'est-à-dire que c’est une pratique d’actions (on fait quelque chose avec quelqu’un d’autre) et de cela on déduit des généralités qu’on va élaborer comme des modèles. La psychanalyse construit des modèles » descriptifs au même titre que la science économique ou d'autres sciences sociales, comme l'ethnologie. Elle n'en adopte pas moins la même rationalité que la rationalité scientifique, comme le montre, par exemple, Jean-Michel Vappereau. Mais là où les sciences expérimentales évacuent la subjectivité pour atteindre l'objectivité, la psychanalyse s'attache à ce qui est propre à structurer la subjectivité, à travers un objet (l'inconscient) et un protocole (le « divan ») qui lui sont propres et parfaitement rationnels.
Emil Cioran réfute que la psychanalyse ait un caractère scientifique. « Freud », écrit-il, « s’est comporté, et dans ses écrits et dans ses actes, comme un fondateur de secte. La psychanalyse n’est pas une méthode, mais un simulacre de religion. Et d’ailleurs, ce n’est pas pour rien que le psychanalyste remplace le confesseur ».

## Chronologie rapide
- 1856 : naissance à Freiberg en Moravie, actuelle République tchèque.
- 1860 : la famille Freud s'installe à Vienne.
- 1881 : Freud obtient son diplôme de médecine à l'université de Vienne.
- 1883 : Freud étudie le cas « Anna O», porté à sa connaissance par Josef Breuer.
- 1885 : Freud séjourne dans le service de Jean-Martin Charcot à la Salpêtrière.
- 1886 : Freud s'établit comme médecin à Vienne et épouse Martha Bernays.
- 1895 : Freud commence son auto-analyse et découvre l'Œdipe.
- 1896 : première utilisation du terme « psycho-analyse » dont d'écoule le terme psychanalyse.
- 1899 : publication de L'Interprétation des rêves.
- 1905 : parution de Trois essais sur la théorie sexuelle.
- 1908 : Freud et ses disciples fondent la Société viennoise de psychanalyse.
- 1920 : Freud élabore la seconde topique de l'appareil psychique.
- 1938 : après l'annexion de l'Autriche par les nazis, Sigmund Freud s'exile en Angleterre.
- 1939 : Freud meurt à l'âge de 83 ans, à Maresfield Gardens, Hampstead, Londres.

## Œuvres

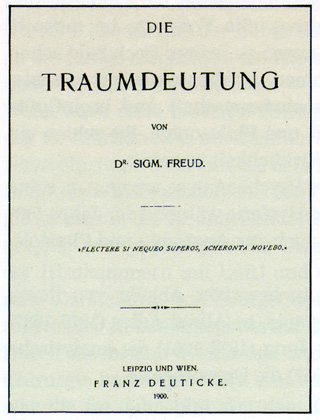
Couverture de L'Interprétation des rêves (1900)

### Traductions
La toute première traduction d'un texte de Freud en français « par un certain M.W. Horn » est celle de L'Intérêt de la psychanalyse, publié en 1913 à Bologne dans la revue italienne Scientia,,. Le texte y est « présenté simultanément en allemand, dans le corps de la revue, et en français dans un fascicule joint qui contient d'autres traductions ».
Par la suite, les premières traductions d'articles de Freud en français l'ont été notamment par Henri Hoesli pour la Revue française de psychanalyse. Les traductions de livres, parfois recueils d'articles, sont éditées par de nombreux éditeurs : Payot, Gallimard, PUF, Alcan. Anne Berman a été par exemple la traductrice de plusieurs ouvrages de Freud, d'Anna Freud et de Ernest Jones. Les Presses universitaires de France ont publié de 1988 à 2019 les Œuvres complètes de Freud / Psychanalyse sous la direction scientifique de Jean Laplanche. Cette traduction a été objet de controverses, du fait de ce que Laplanche définit comme « une exigence de fidélité au texte allemand », mais que ses contradicteurs voient comme un exercice formaliste, comportant des néologismes qui en rendent la compréhension difficile. Le volume Traduire Freud (1989) tente d'expliquer et de justifier les principes auxquels se réfère cette grande entreprise d'une nouvelle traduction des Œuvres complètes de Freud en France.
En allemand, dix-sept volumes sont parus entre 1942 et 1952, intitulés Gesammelte Werke. En anglais, vingt-quatre volumes paraissent entre 1953 et 1974 sous le titre de Standard Edition. En 2010, la situation des traductions des œuvres change radicalement puisque les écrits de Freud sont entrés dans le domaine public.

### Listes chronologiques des textes freudiens (choix)
Les écrits de Freud traduits en français, présentés ci-dessous avec la première année de publication en langue allemande entre parenthèses, peuvent être répertoriés d'après plusieurs sources bibliographiques situées dans des ouvrages sur Freud, dont par exemple la bibliographie établie par Élisabeth Roudinesco et celle établie par Jean-Michel Quinodoz. Avec les nouvelles traductions aux PUF des Œuvres complètes de Freud / Psychanalyse — OCF.P (1988-2019), les écrits psychanalytiques de Sigmund Freud sont aujourd'hui disponibles en français dans leur totalité : l' Index général (vol. 21) comporte une « Bibliographie de Freud » complète des écrits de Freud traduits dans les vingt volumes précédents des OCF.P où ils sont classés dans l'ordre chronologique de leur rédaction en allemand et de leurs premières parutions.

#### Écrits de la période prépsychanalytique
La période prépsychanalytique comprend les écrits de Freud datant de sa formation médicale et de ses premiers travaux.
- « Écrits sur la cocaïne » (Über Coca, 1884 ), « Contribution à la connaissance des effets de la coca » (1885), regroupés avec d'autres articles et la correspondance sur ce même sujet dans De la cocaïne (trad. de l'allemand), Bruxelles, Éditions Complexe, 1976, 95 p. (ISBN 2-914388-76-4). Retraduit en Un peu de cocaïne pour me délier la langue, Max Milo Éditions, 2005  (ISBN 978-2870270004)
- Contribution à la conception des aphasies : une étude critique (1891), Paris, Puf, 1996  (ISBN 2130415474)
- « Charcot » (1893) in Résultats, idées, problèmes, Paris, Puf, 1984

#### Écrits de la période de la cure cathartique
- Études sur l'hystérie (en collaboration avec Josef Breuer) (1895), Paris, Puf, 2002  (ISBN 2130530699)

#### La première topique

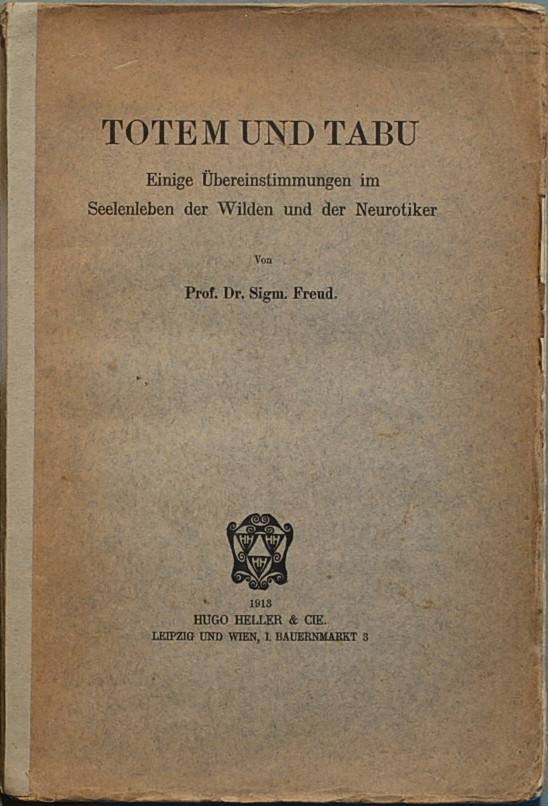
Totem et Tabou (1913)

- L'Interprétation du rêve (1900), Paris, PUF, OCF.P IV, 2005  (ISBN 213052950X) ; Paris, PUF, 2010, coll. "Quadrige".
- Sur le rêve (1901), Paris, Gallimard, coll. « Folio », 1990  (ISBN 2070325547) ; Paris, PUF, OCF.P, V, p. 15-71.
- Psychopathologie de la vie quotidienne (1901) ; Paris, PUF, OCF.P, V, p. 73-176 ; Paris, Puf, « Quadrige », 2024.
- « Fragment d’une analyse d’hystérie » (Dora) (1905) in Cinq psychanalyses, Paris, PUF, 1966 ; Paris, PUF, OCF.P, VI.
- Trois essais sur la théorie sexuelle (1905), Paris, Gallimard, coll. « Folio », 1989  (ISBN 2070325393) ; Paris, PUF, OCF.P, VI; Paris, PUF, coll. "Quadrige", 2010,  (ISBN 2130579531)
- Le Mot d'esprit et sa relation à l'inconscient (1905), Paris, Gallimard, Folio, 1992  (ISBN 978-2070327218) ; Paris, PUF, OCF.P, VI.
- Le délire et les rêves dans la « Gradiva » de W. Jensen (1907), Paris, PUF, 2007  (ISBN 2130548253).
- « Analyse d'une phobie d'un petit garçon de cinq ans » (Le petit Hans) (1909) in Cinq psychanalyses, Paris, Gallimard, 1935 ; Paris, PUF, OCF.P, IX, p. 1-130.
- « Remarques sur un cas de névrose obsessionnelle » (L'homme aux rats) (1909) in Cinq psychanalyses, Paris, Gallimard, 1935 ; Paris, PUF, OCF.P, IX, p. 131-214.
- Cinq leçons sur la psychanalyse (1910), Paris, Payot, coll. « Petite Bibliothèque Payot », 2004  (ISBN 2228894087).
- « À propos de la psychanalyse dite "sauvage" » (1910) réédité sous le titre : La question de l'analyse profane, Paris, Gallimard, Folio, 1998  (ISBN 2-07-040490-0).
- Un souvenir d'enfance de Léonard de Vinci (1910), Paris, Gallimard, Folio Bilingue, 2003  (ISBN 2070706656).
- « Remarques psychanalytiques sur l’autobiographie d'un cas de paranoïa » (Le président Schreber) (1911) in Cinq psychanalyses, Paris, Gallimard, 1935 ; Paris, PUF, OCF.P, X, p. 225-304.
- « La Dynamique du transfert » (1912) in La technique psychanalytique, Paris, PUF, 2007, coll. « Quadrige Grands textes »  (ISBN 2-13-056314-7).
- Totem et Tabou (1912), Paris, Payot, coll. « Petite Bibliothèque Payot », 2004  (ISBN 2228894079) ; Paris, PUF, OCF.P, XI, p. 189-386.
- L'Intérêt de la psychanalyse (1913) traduit par Paul-Laurent Assoun dans S. Freud, Résultats, idées, problèmes I, Paris, PUF,, 1985, p. 187-213; « L'intérêt que présente la psychanalyse », traduit par François Robert, dans Œuvres complètes de Freud / Psychanalyse, Paris, PUF, OCF.P vol.  XII : 1913-1914, Paris, PUF,  (ISBN 2 13 052517 2), p. 95-125.
- « Le Moïse de Michel-Ange » in L'inquiétante étrangeté et autres essais, Paris, Gallimard, 1985.
- « Pour introduire le narcissisme » (1914) in Œuvres complètes de Freud, vol. XII, 1913-1914, Paris, PUF, 2005  (ISBN 2130525172).
- « Remémoration, répétition, et élaboration » (1914) in La technique psychanalytique, Paris, PUF, 2007, coll. « Quadrige Grands textes »  (ISBN 2-13-056314-7).
- « Extrait de l’histoire d’un névrose infantile » (l'homme aux loups) (1914) in Cinq psychanalyses, Paris, PUF, 1954 ; Paris, PUF, OCF.P, XIII, p. 1-118.
- Contribution à l'histoire du mouvement psychanalytique (1914) in Œuvres complètes, vol. 12 (1913-1914), Paris, PUF, 2005  (ISBN 2-13-052517-2).
- « Considérations actuelles sur la guerre et la mort » (1915) in Essais de psychanalyse, Paris, Payot, 1981 ; Actuelles sur la guerre et la mort, OCF.P vol.  13 : 1914-1915, Paris, PUF, 1988  (ISBN 2-13-041809-0), 1994  (ISBN 2-13-042148-2), 2005  (ISBN 2-13-055009-6), p. 127-157.
- Métapsychologie (1915-1917), Puf, 2010  (ISBN 2-13-057957-4) de nombreux articles dont « Deuil et mélancolie » (1917)[230] ; Paris, PUF, OCF.P, XIII, p. 159-302.
- Vue d'ensemble des névroses de transfert : un essai métapsychologique (1915-1917), Paris, Gallimard, 1985  (ISBN 2-07-070685-0)[230].
- Introduction à la psychanalyse (1916-1917), Paris, Payot, coll. « Petite Bibliothèque Payot », 2004  (ISBN 2-228-89405-2).
- « Une difficulté de la psychanalyse » (1917) in L'inquiétante étrangeté et autres textes, Paris, Gallimard Folio, 1985  (ISBN 2-07-032467-2).
- « On bat un enfant. Contributions à l'étude de la genèse des perversions sexuelles » (1919) in Névrose, Psychose et Perversion, Paris, PUF, 1973.
- « L'Inquiétante Étrangeté » in L'inquiétante étrangeté et autres essais, Paris, Gallimard, 1985  (ISBN 2-07-032467-2).

#### La seconde topique

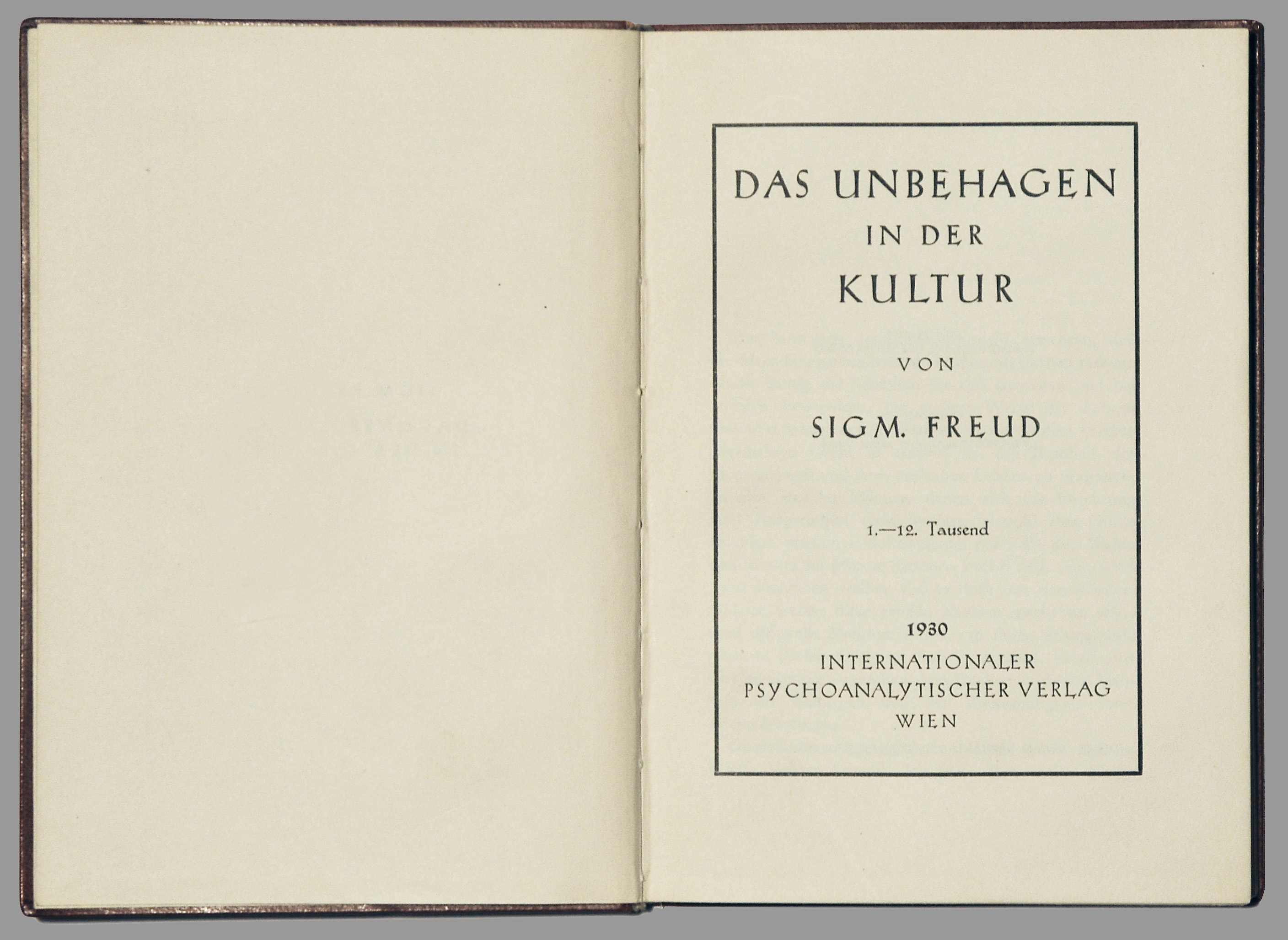
Malaise dans la civilisation, 1929

- Au-delà du principe de plaisir (1920) in Essais de psychanalyse, Payot, coll. « Petite Bibliothèque Payot », 2004  (ISBN 2-228-89399-4) ; OCF.P, XV, p. 273-338.
- Psychologie des masses et analyse du moi (1921), Puf, coll. Quadrige Grands textes, 2010,  (ISBN 2-13-058500-0) ; OCF.P, XVI, p. 1-83.
- « De quelques mécanismes névrotiques dans la jalousie, la paranoïa et l'homosexualité »[231],[232],[233] (1922).
- Le Moi et le Ça (1923), Payot, coll. « Petite Bibliothèque Payot », 2010 ; OCF.P, XVI, p. 255-301.
- « L’organisation génitale de la vie sexuelle infantile » (1923) ; OCF.P, XVI, p. 303-310.
- « Le problème économique du masochisme » (1924) in Œuvres complètes, tome XVII, 1923-1925, Puf  (ISBN 2-13-044302-8).
- Ma vie et la psychanalyse (1925) (retraduit par F. Cambon sous le titre Sigmund Freud présenté par lui-même, Paris, Gallimard, 1984).
- « Résistances à la psychanalyse » (1925).
- « Note sur le "Bloc-notes magique" » (1925).
- « La négation » (1925).
- « Quelques conséquences psychiques de la différence anatomique entre les sexes » (1925).
- Inhibition, symptôme et angoisse (1926), Puf, 2005  (ISBN 2-13-054980-2) ; OCF.P, XVII, p. 203-286.
- La question de l'analyse profane (1926), d'abord traduit par Marie Bonaparte en 1928 sous le titre Psychanalyse et médecine, retraduit en 1985, Folio - Gallimard, 1998  (ISBN 2-07-040490-0)).
- « Le fétichisme » (1927).
- L'Avenir d'une illusion (1927), Puf, 2004  (ISBN 2-13-054702-8) ; OCF.P, XVIII, p. 141-197.
- Malaise dans la civilisation (1930) in Le Malaise dans la Culture, Puf, 2004  (ISBN 2-13-054701-X) ; OCF.P, XVIII, p. 245-333.
- « Sur la sexualité féminine » (1932).
- Nouvelles Conférences d'introduction à la psychanalyse (Neue Folge der Vorlesungen zur Einführung in die Psychoanalyse, 1933) in Nouvelles conférences d'introduction à la psychanalyse (1984), Gallimard, 1989  (ISBN 2-07-032518-0), OCF.P vol. 19 : 1931-1936, Paris, PUF, p. 83-268  (ISBN 2 13 047055 6).
- Pourquoi la guerre ? (1933) en collaboration avec Albert Einstein, Rivages, 2005  (ISBN 2-7436-1364-5), en ligne[PDF]
- « Analyse terminée et analyse interminable » (1937) in Œuvres complètes - psychanalyse : volume 20 : 1937-1939, (OCF) Puf, 2010,  (ISBN 2130565948). Traduit aussi sous le titre « L’analyse finie et l’analyse infinie », in L’analyse finie et l’analyse infinie suivi de Constructions dans l’analyse, Quadrige, Puf, 2019.
- « Un mot à propos de l’antisémitisme » (1938) in Œuvres complètes - psychanalyse : volume 20 : 1937-1939, (OCF) Puf, 2010,  (ISBN 2130565948).
- Moïse et le monothéisme (1939) in L'homme Moïse et la religion monothéiste, Gallimard, 1993,  (ISBN 2-07-032741-8) ou in Œuvres complètes - psychanalyse : volume 20 : 1937-1939, (OCF) Puf, 2010,  (ISBN 2130565948).
- Abrégé de psychanalyse (1940), Puf, 2001  (ISBN 2-13-044442-3).

#### Correspondances
- Sigmund Freud, Correspondance (1873-1939), Édition d'Ernst L. Freud avec la collaboration de Jean-Pierre Grossein, traduction d'Anne Berman, Collection Connaissance de l'Inconscient, Gallimard, 1966. Nouvelle édition augmentée, Gallimard, 1979. Présentation sur le site de l'éditeur [lire en ligne]
- Sigmund Freud, Karl Abraham, Correspondance complète : 1907-1925, Paris, Gallimard, coll. « Connaissance de l'inconscient », 2006  (ISBN 2-07-074251-2)
- Cartes postales, notes & lettres de Sigmund Freud à Paul Federn (1905-1938), traduit de l’allemand par Benjamin Lévy, avec la collaboration de C. Woerle pour la transcription, Introduction par le Groupe de travail Paul Federn (F. Houssier, D. Bonnichon, A. Blanc et X. Vlachopoulou), Les éditions d'Ithaque, 2018,  (ISBN 978-2-916120-87-4)
- Sigmund Freud, Sándor Ferenczi, Paris, Calmann-Lévy :
  - Correspondance 1908-1914, t. 1, 1996  (ISBN 2702120857)
  - Correspondance 1914-1919, t. 2, 1997.
  - Correspondance. 1920-1933 Les années douloureuses, t. 3, 2000  (ISBN 2702131050)
- Sigmund Freud, Ernest Jones, Correspondance complète, 1908-1939, Paris, PUF, 1998, coll. « Histoire de la psychanalyse »,  (ISBN 2-13-048636-3)
- Sigmund Freud, Oskar Pfister, Correspondance avec le pasteur Pfister, 1909-1939, Gallimard, 1966, Paris, Gallimard, 1991, coll. « Tel »,  (ISBN 2-07-072293-7).
- Lou Andreas-Salomé, Correspondance avec Sigmund Freud : 1912-1936, Paris, Gallimard, 1970  (ISBN 2-07-027003-3).
- Sigmund Freud, Carl-Gustav Jung, Correspondance 1906-1914, Paris, Gallimard, 1992  (ISBN 2-07-072159-0).
- Sigmund Freud, Ludwig Binswanger, Correspondance, 1908-1938, Paris, Calmann-Lévy, 1995  (ISBN 2-7021-2374-0).
- Sigmund Freud, Stefan Zweig, Correspondance, Paris, Rivages, 1991, coll. « Petite Bibliothèque Rivages » no 166, 2013  (ISBN 9782743624583).
- Sigmund Freud et Romain Rolland, correspondance 1923-1936, Paris, PUF, 1993  (ISBN 2-13-044746-5)
- Lettres à Fliess,
  - dans : La naissance de la psychanalyse (1956) : Lettres à Wilhelm Fliess, notes et plans (1887-1902), suivi de l' Esquisse pour une psychologie scientifique, réédition Paris, PUF, 2009,  (ISBN 978-2-13-057812-3)
  - Sigmund Freud, Lettres à Wilhelm Fliess 1887-1904, Édition complète établie par J. M. Masson, traduction de Françoise Kahn et François Robert, Paris, PUF, 2006  (ISBN 2130549950)
- (en) Sigmund Freud, Eduard Silberstein, Walter Boehlich (éd.) (trad. A.J. Pomerans), The Letters of Sigmund Freud to Eduard Silberstein, 1871-1881, Harvard University Press, 1991, 244 p. (ISBN 978-0-674-52827-7, lire en ligne).
- Lettres de famille de Freud et des Freud de Manchester, Paris, PUF, 1996,  (ISBN 2-13-047119-6).
- « Correspondance inédite avec Ernst Simmel 1918 », Psychanalyse à l'Université, 1983,  (ISSN 0338-2397).
- Stéphane Michaud (dir.), Correspondances de Freud, Paris, Presse Sorbonne nouvelle, 2007  (ISBN 2-87854-407-2).
- Sigmund Freud, Max Eitingon, Correspondance 1906-1939, Paris, Hachette, 2009,  (ISBN 2-01-235749-0).
- Sigmund Freud, Lettres à ses enfants, Paris, Aubier, 2012.
- Sigmund Freud et Minna Bernays, Correspondance 1882-1938, Paris, Le Seuil, 2015.
- Sigmund Freud et Eugen Bleuler, Lettres 1904 -1937, Gallimard, coll. « Connaissance de l'inconscient », 2016.  (ISBN 2070101312)
- (de) Sigmund Freud, Martha Bernays,
  - Die Brautbriefe [Les « lettres de fiançailles »], Bd 1 (Juni 1882-Juli 1883), Sei mein, wie ich mir's denke, Gerhard Fichtner, Ilse Grubrich-Simitis, Albrecht Hirsmüller (éd.), Francfort, Fischer Verlag, 2011,  (ISBN 978-3-10-022807-9) Présentation chez l'éditeur [lire en ligne]
  - Unser Roman in Fortsetzungen. Die Brautbriefe Bd. 2, Sigmund Freud, Brautbriefe, Band 2, Herausgegeben von: Gerhard Fichtner, Ilse Grubrich-Simitis, Albrecht Hirschmüller, Fischer Verlag, 2013,  (ISBN 978-3-10-022812-3). Présentation chez l'éditeur [lire en ligne]
  - Warten in Ruhe und Ergebung, Warten in Kampf und Erregung, Die Brautbriefe Bd. 3, Sigmund Freud, Brautbriefe, Band 3, Herausgegeben von: Gerhard Fichtner, Ilse Grubrich-Simitis, Albrecht Hirschmüller, Fischer Verlag,  (ISBN 978-3-10-022813-0), 2015, Présentation chez l'éditeur [lire en ligne]
  - Spuren von unserer komplizierten Existenz, Die Brautbriefe Bd. 4, Sigmund Freud, Brautbriefe, Band 4, Herausgegeben von: Gerhard Fichtner, Ilse Grubrich-Simitis, Albrecht Hirschmüller, Fischer Verlag, 2019,  (ISBN 978-3-10-022814-7). Présentation chez l'éditeur [lire en ligne]
- Marie Bonaparte et Sigmund Freud (trad. Olivier Mannoni, préf. Rémy Amouroux), Correspondance intégrale 1925-1939, Flammarion, 2022, 1084 p. (ISBN 2080264575).

## Freud dans la culture

### Cinéma et Web
Dans son éditorial à un numéro de la revue Topique sur le thème de « L'image de la psychanalyse au cinéma », Sophie de Mijolla-Mellor s'interroge sur la manière dont le cinéma a pu « populariser la psychanalyse, et même contribuer à l’étude de l’imaginaire de notre psyché », non sans avoir rappelé les craintes de Freud pour qui une représentation plastique des abstractions théoriques par l’art cinématographique ne pouvait être qu'infidèle. Alors qu'au début du XXIe siècle, le statut social de la psychanalyse aussi bien que sa validité épistémologique sont remis en question, une étude des représentations de la psychanalyse au cinéma, dit-elle, « s’insère dans une réflexion plus large sur la place que la discipline créée par Freud tient actuellement dans la culture occidentale contemporaine ».
« Si la psychanalyse ne fut guère représentée au cinéma au cours de la première moitié du XXe siècle, la seconde se révéla plus prolifique », mais c'est plutôt le XXIe siècle qui se montre inventif pour restituer à l’écran la réalité d’une séance analytique. Ainsi s'expriment Yohan Trichet et Élisabeth Marion, qui ont choisi de commenter Freud, passions secrètes de John Huston (Freud, the Secret Passion, 1962), Princesse Marie (2003) de Benoît Jacquot et A Dangerous Method de David Cronenberg (2011), où ces deux derniers cinéastes mettent en scène la pratique de Freud avec deux célèbres patientes devenues psychanalystes, Marie Bonaparte et Sabina Spielrein. Dans A Dangerous Method de Cronenberg, d'après un scénario et une pièce de théâtre de Christopher Hampton, Freud est incarné par Viggo Mortensen. Selon Francis Drossart, la « ténébreuse affaire » de la relation entre Carl Gustav Jung et son analysante Sabina Spielrein, fut probablement à l’origine du texte de Freud sur « l'amour de transfert » (1915),. Freud, la dernière confession (2023) d'après une pièce de théâtre, met en scène une rencontre fictive en 1939 entre le psychanalyste et C. S. Lewis sur l'existence de Dieu.

#### Documentaires
- Sigmund Freud - l'invention de la psychanalyse (1997) consiste en deux documentaires de 55' réalisés par Élisabeth Kapnist et écrits avec Élisabeth Roudinesco, diffusion sur France 3 et Arte[239].
- Moi, Sigmund Freud, Grande Traversée de 5 documentaires d'une durée totale de 9 heures, conçue par Christine Lecerf et diffusée sur France Culture du 30 juillet au 3 août 2018.
- Dans Sigmund Freud un juif sans Dieu (2019), réalisé par David Teboul, le cinéaste s’est penché sur le cas Freud : son film « est construit à la manière d’une cure analytique, par associations imagées et résonances »[240].

### Littérature
- Michael Shepherd (en) (trad. de l'anglais), Sherlock Holmes et le cas du docteur Freud, Paris, Éditions Flammarion, 1992 epages totales=30 (ISBN 2-257-10498-6) : Shepherd compare les méthodes respectives de Sherlock Holmes et de Freud[241].
- François-Olivier Rousseau, Princesse Marie : roman, Paris/Issy-les-Moulineaux, Éditions du Seuil, 2004, 217 p. (ISBN 2-02-061235-6)[242]
- Tobie Nathan, Mon patient Sigmund Freud : roman, Paris, Éditions Perrin, 2006, 466 p. (ISBN 2-262-02112-0)[243],[244].

## Astronomie
- (4342) Freud, astéroïde.

## Musées Freud
- Maison natale de Sigmund Freud de Příbor en République tchèque.
- Musée Sigmund Freud de Vienne en Autriche
- Freud Museum de Londres au Royaume-Uni